# Patrick Lanneau
Pour les articles homonymes, voir Lanneau.
Patrick Lanneau est un artiste peintre, dessinateur, lithographe et vidéaste français né à Tours le 14 octobre 1951.

## Biographie

### La formation, de Tours à Nice

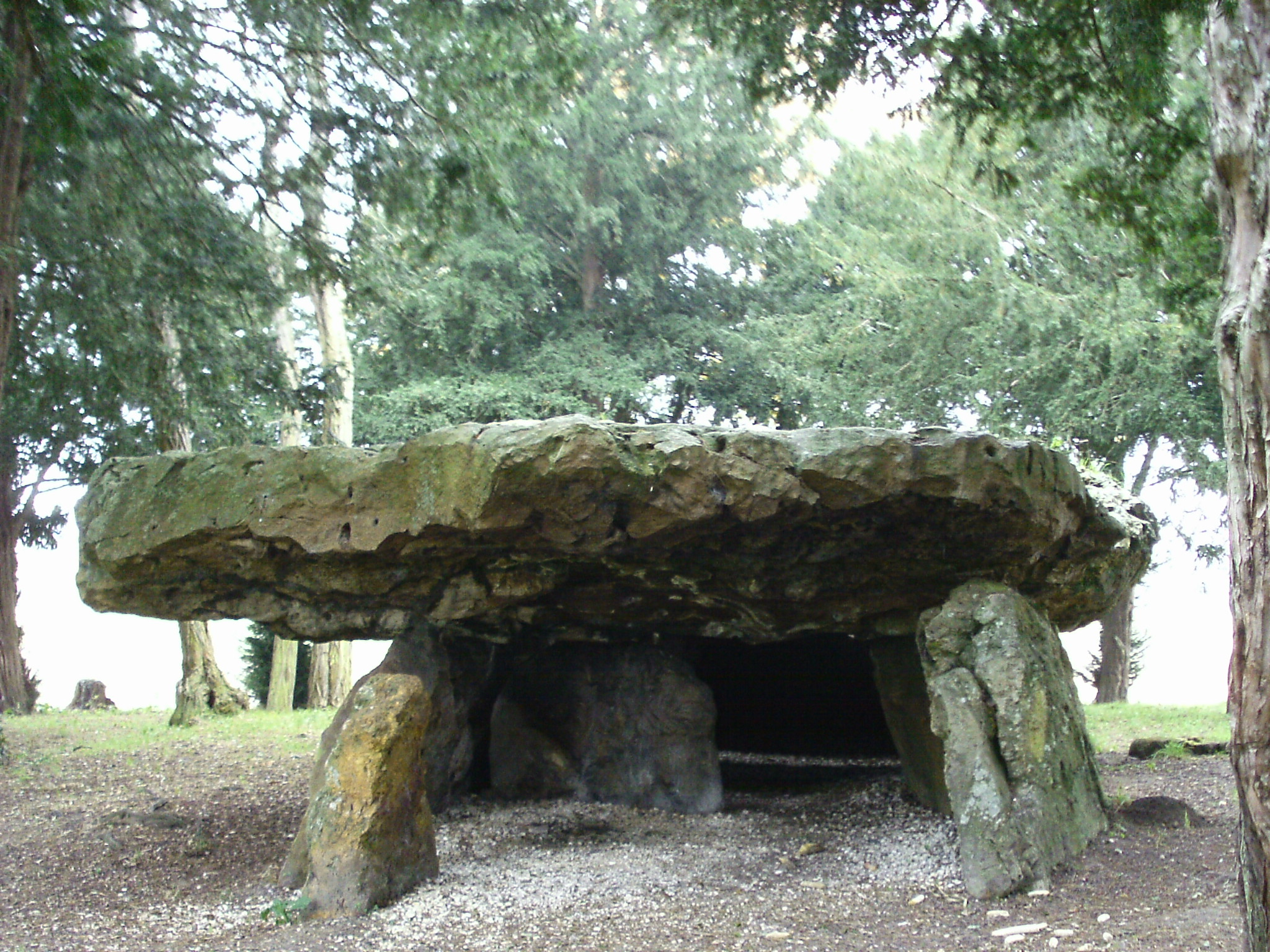
Dolmen de la Grotte aux Fées, Saint-Antoine-du-Rocher

Patrick Lanneau, après une scolarité au lycée agricole de Fondettes (adolescent, il se destine à la viticulture en Touraine) et après avoir entamé des études de droit, élève de Paul Guimezanès à l'École des beaux-arts de Tours de 1971 à 1972 - époque où il est attiré par le proche village de Saint-Antoine-du-Rocher où ses nombreux dessins du dolmen de la Grotte aux Fées inspireront des libres variations qui, progressivement, aboutiront autour de 1980 à sa série majeure des Portiques - puis, de 1974 à 1978, élève de Noël Dolla et Jean-Claude Silbermann à l'École des arts décoratifs (villa Arson) de Nice.
Il est motivé dans cette dernière option en ce que la ville de Nice, rappelle Jean-Marc Réol, apparaît alors comme « le lieu d'une effervescence de l'art contemporain où, depuis le début des années 60, les protagonistes du Nouveau Réalisme, puis de Fluxus et de Supports/Surfaces, ont donné à la ville l'allure d'un laboratoire d'envergure internationale, ouvert sur les pratiques les plus expérimentales dans les domaines de l'objet, de la performance, de la peinture ». Jean-Claude Silbermann se souviendra de Patrick Lanneau, « alors tout jeune peintre, habitant une chambre perchée au-dessus d'un sombre jardin, tentant de rivaliser en extase avec le ciel de Nice, apportant aux relations humaines une sorte de simplicité bienveillante dénuée de bruit comme d'ostentation ».

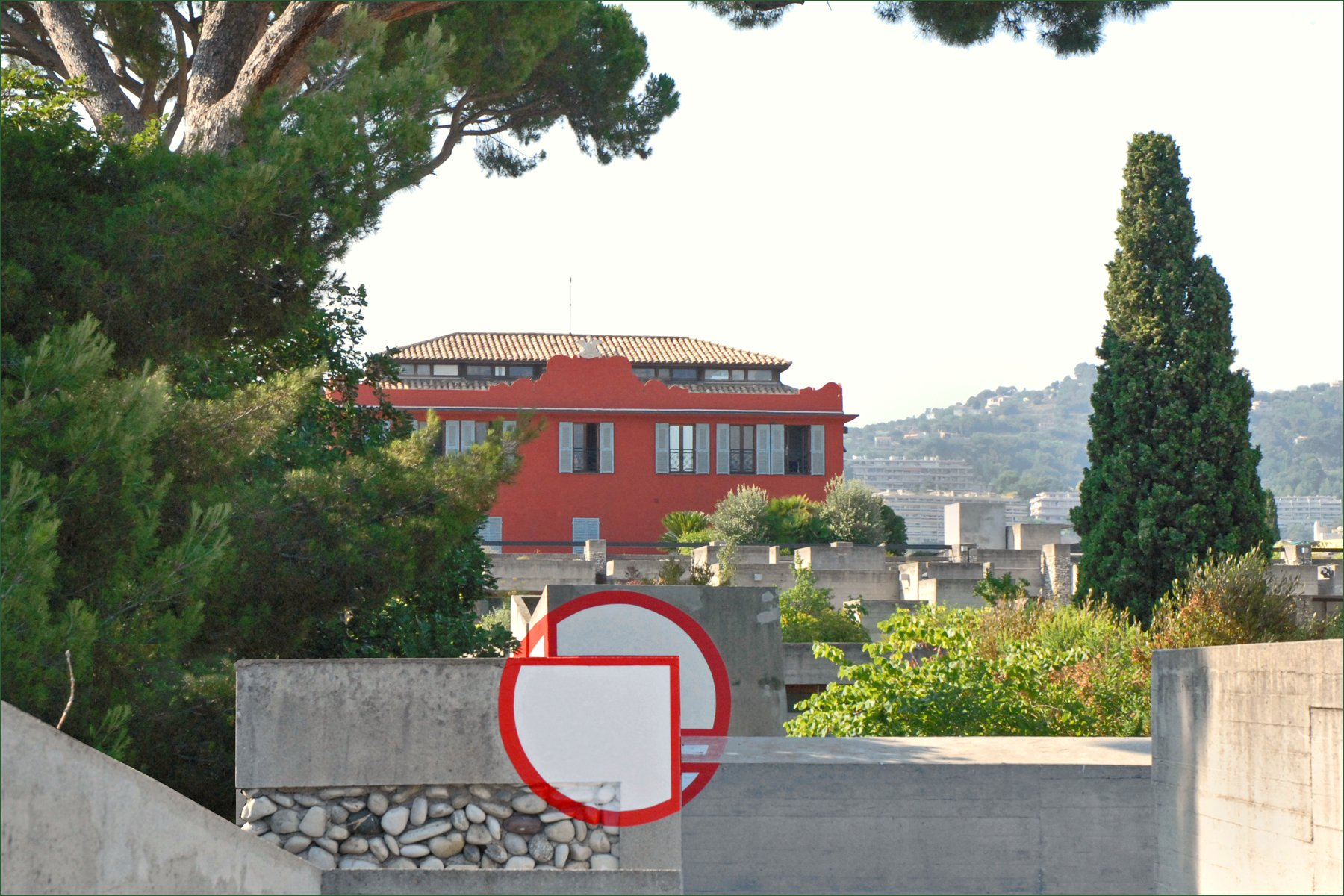
Villa Arson, Nice
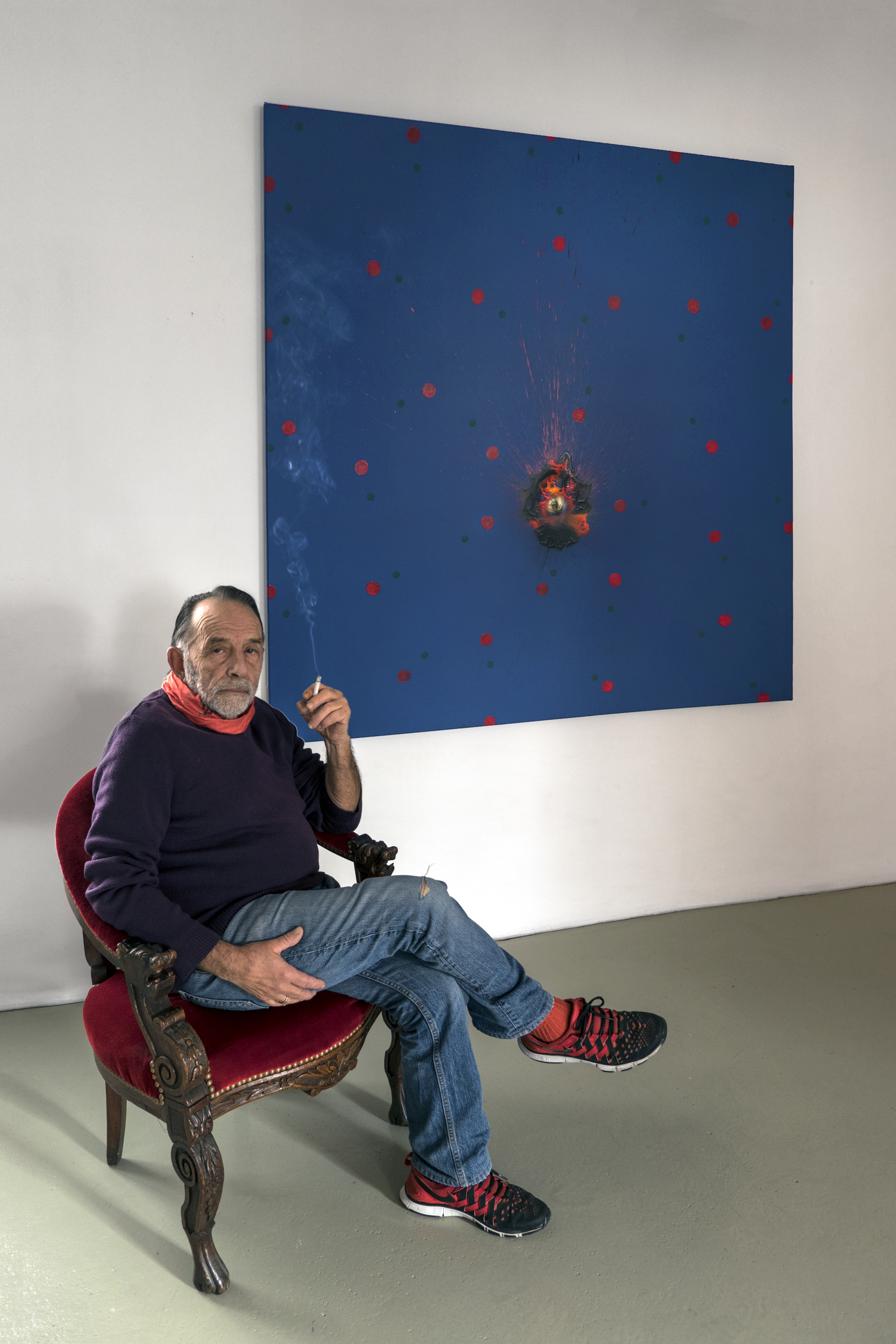
Noël Dolla
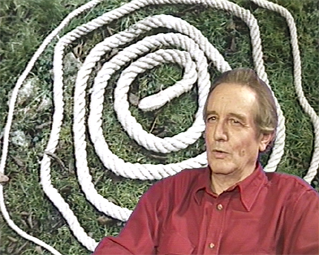
Jean-Claude Silbermann

### Nice, l'Atelier

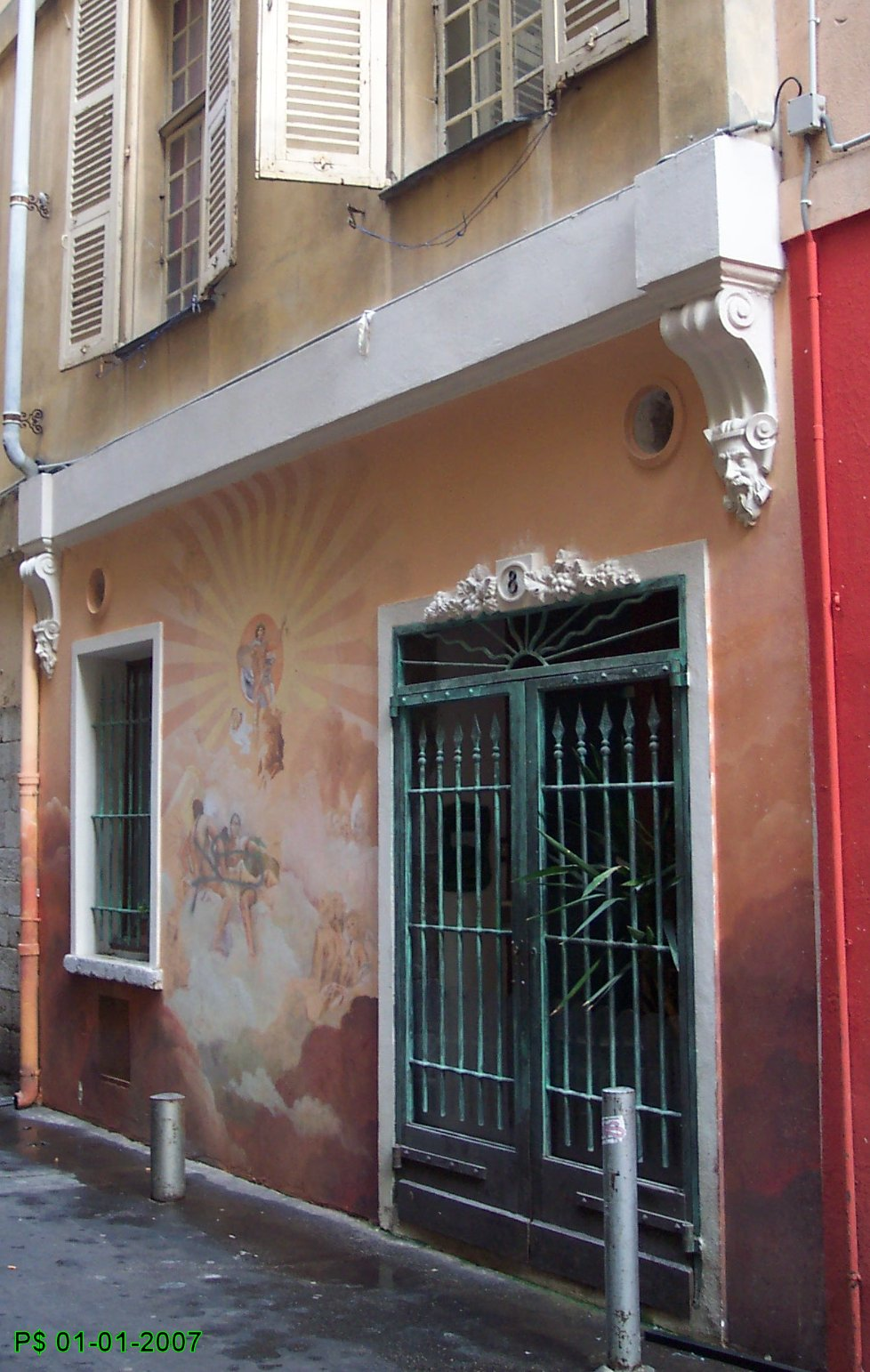
8, rue Saint-Vincent, Nice

Patrick Lanneau fait partie en février 1980, avec Denis Castellas, Gérald Thupinier, Claude Goiran, Frédéric Fenollabbate, Jean Borsotto, Jacques Chaumard, Sylvette Maurin et Gérard Serée (en), du collectif d'artistes qui fonde au n°8 de la rue Saint-Vincent à Nice - « Une sorte de hangar et en dessous deux grandes caves voûtées d'environ cent mètres carrés…  Le lieu était très sombre et sans fenêtre, aussi travaillait-on à la lumière des néons. On perdait complètement la notion du temps, en ayant le même éclairage du matin au soir… » - le groupe dit « L'Atelier » auquel vont s'intéresser les galeristes Anne et Jean-Pierre Roger, puis Hélène Jourdan-Gassin à Nice, Catherine Macé à Cannes. Patrick Lanneau se souviendra : « là, j'ai fait des travaux en volume - bois et serpentins bombés de peinture fluo, avec aussi de la lumière noire, celle de la couleur en suspension -… C'étaient des expériences pour imaginer et visualiser ce que pourrait être une couleur en dehors du fait qu'elle est posée sur la toile. À partir de ces expériences j'ai réalisé des peintures et cette question me tracassera toujours ».
Dans son interview par Andy Warhol en février 1982, Ben rapporte avoir découvert à l'Atelier les premières peintures sur le thème des Portiques de Patrick Lanneau - Geneviève Breerette les appelle alors « mirages de temples ioniens » - dont il affirme qu'« elles prennent le contrepied de l'épidémie Support/Surfaces », ajoutant : « c'est d'après moi Lanneau qui marque le pas sur les autres à Nice… Je défends toujours le nouveau dans une situation donnée et, en 1979, le travail de Lanneau apportait quelque chose ».
De cette même première période à l'Atelier, Mireille Kreitmann retient quant à elle en priorité la série des Ampoules d'où ressort une « préoccupation déjà évidente touchant à la lumière : les ampoules, génératrices d'énergie, nous indiquent de façon brutale le débordement des sens et la détermination du peintre à déborder les limites du tableau par une utilisation des couleurs et un geste impulsif qui se mêlent dans un chaos non encore maîtrisé à l'équilibre instable ».

huiles sur toiles (collections particulières), période de « l'Atelier » (1979-1984)
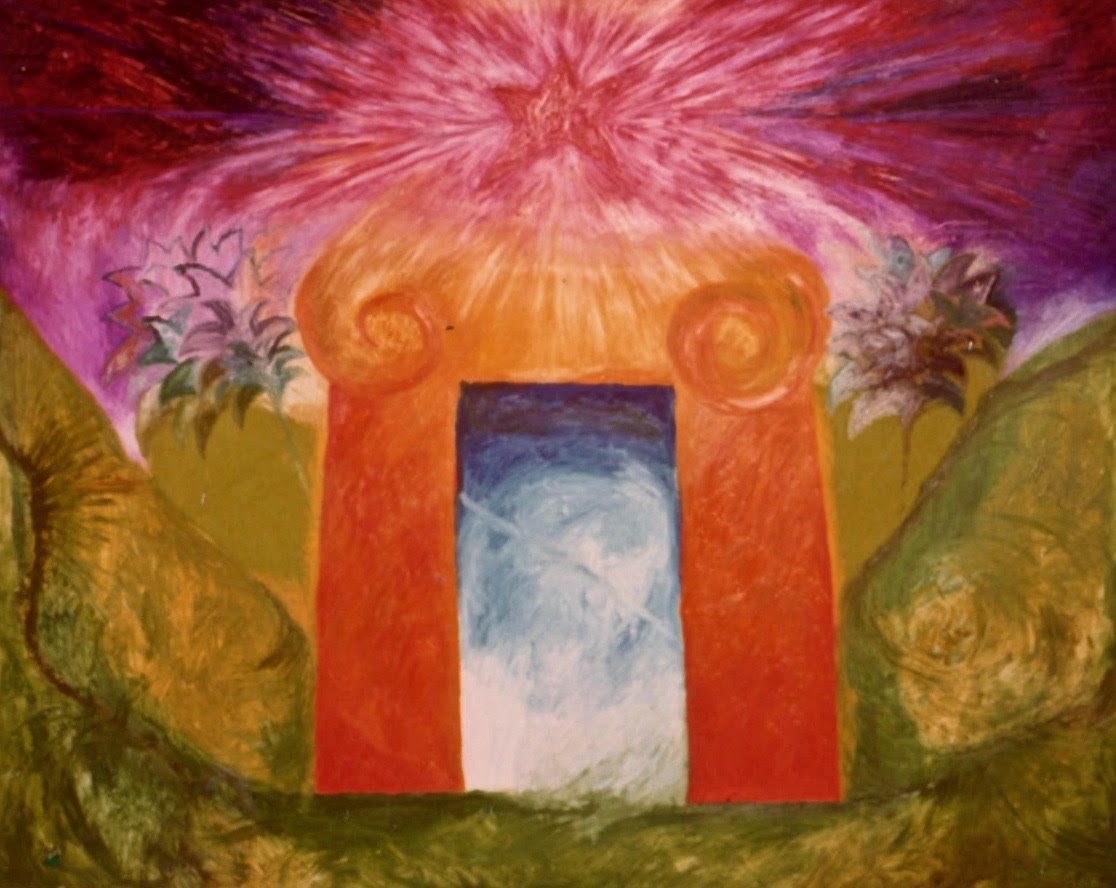
Sans titre (série des Portiques), 200x220cm, 1979
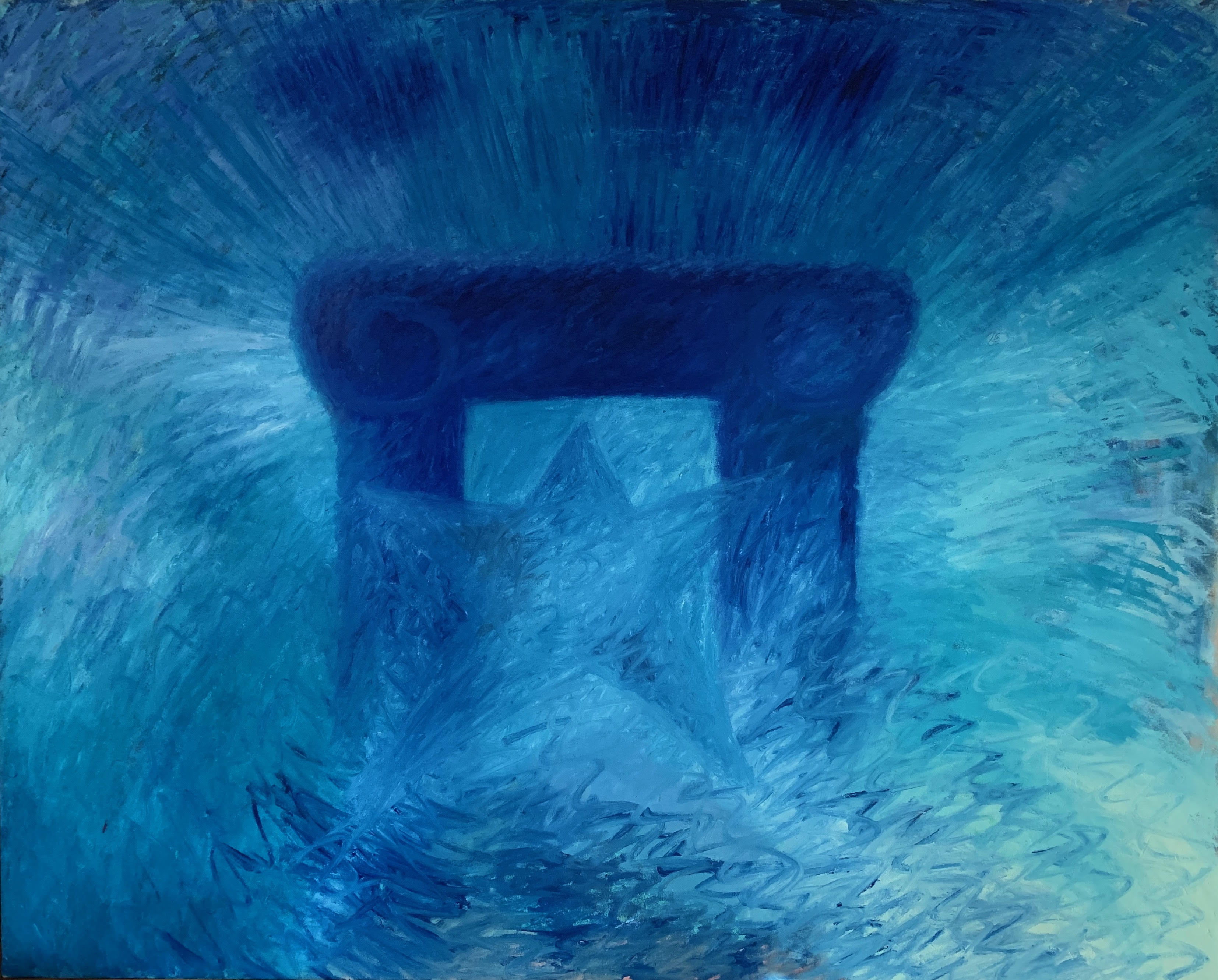
Sans titre (série des Portiques), 150x170cm, 1980
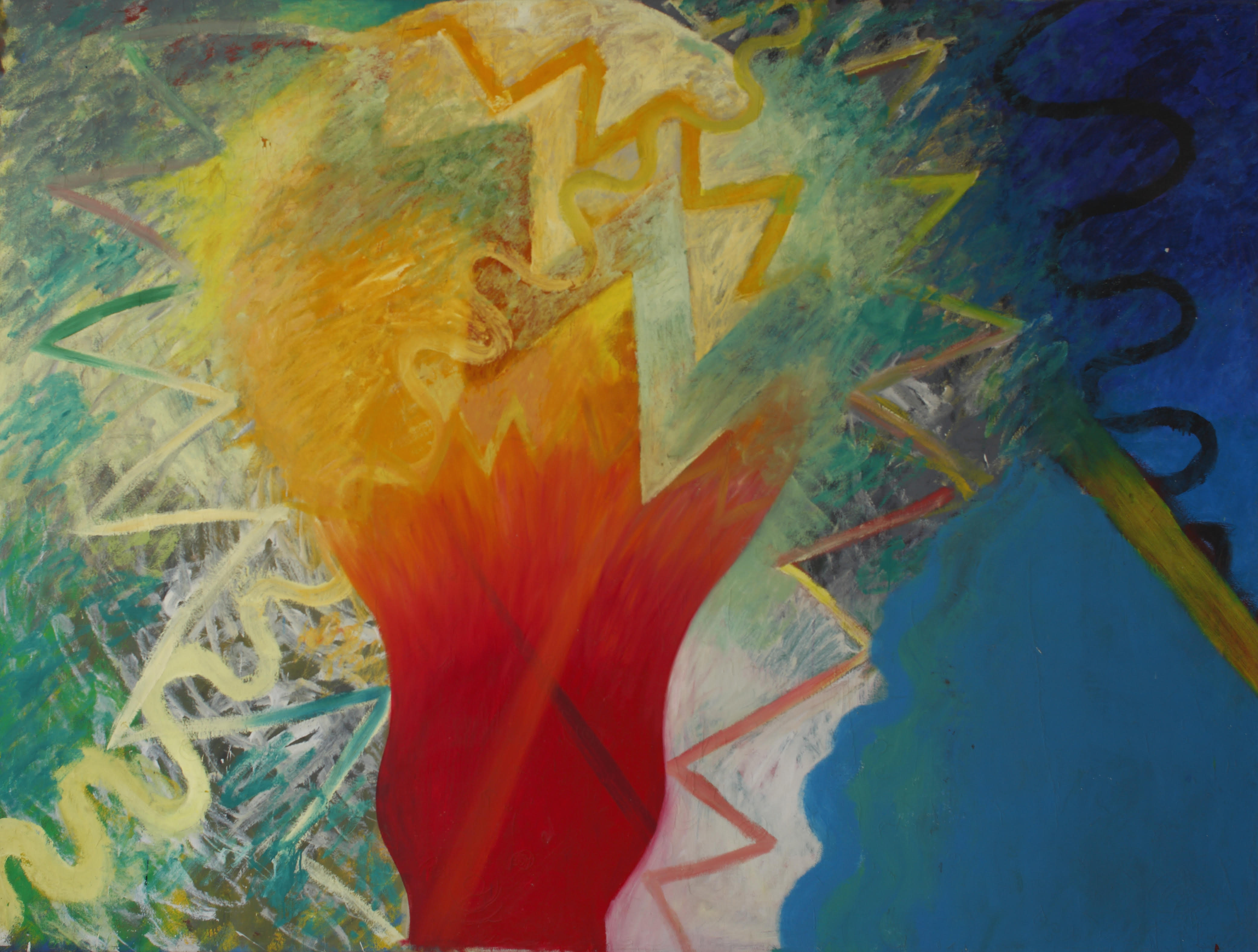
Sans titre (série des Ampoules), 200x250cm, 1980
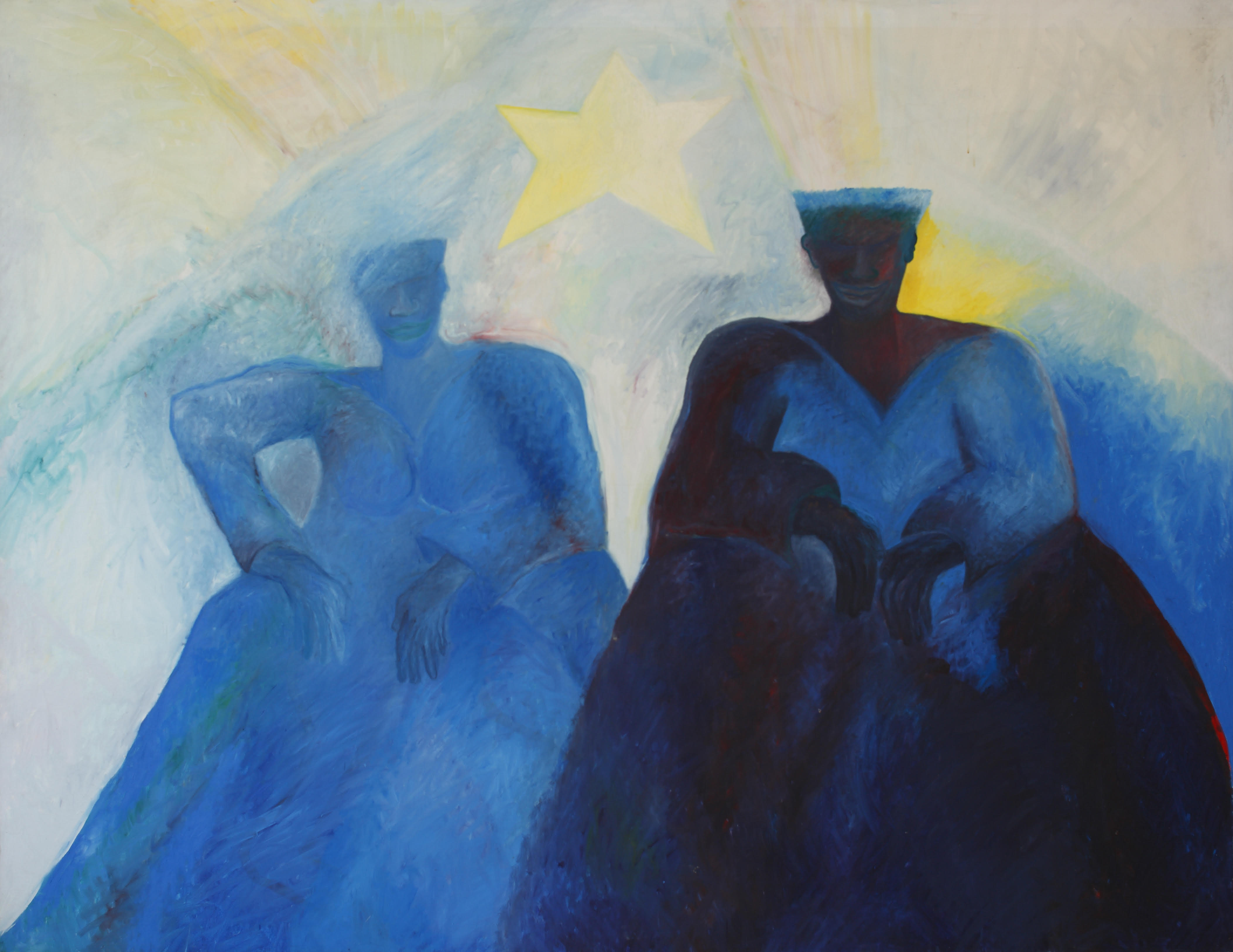
Sans titre, 200x250cm, 1981
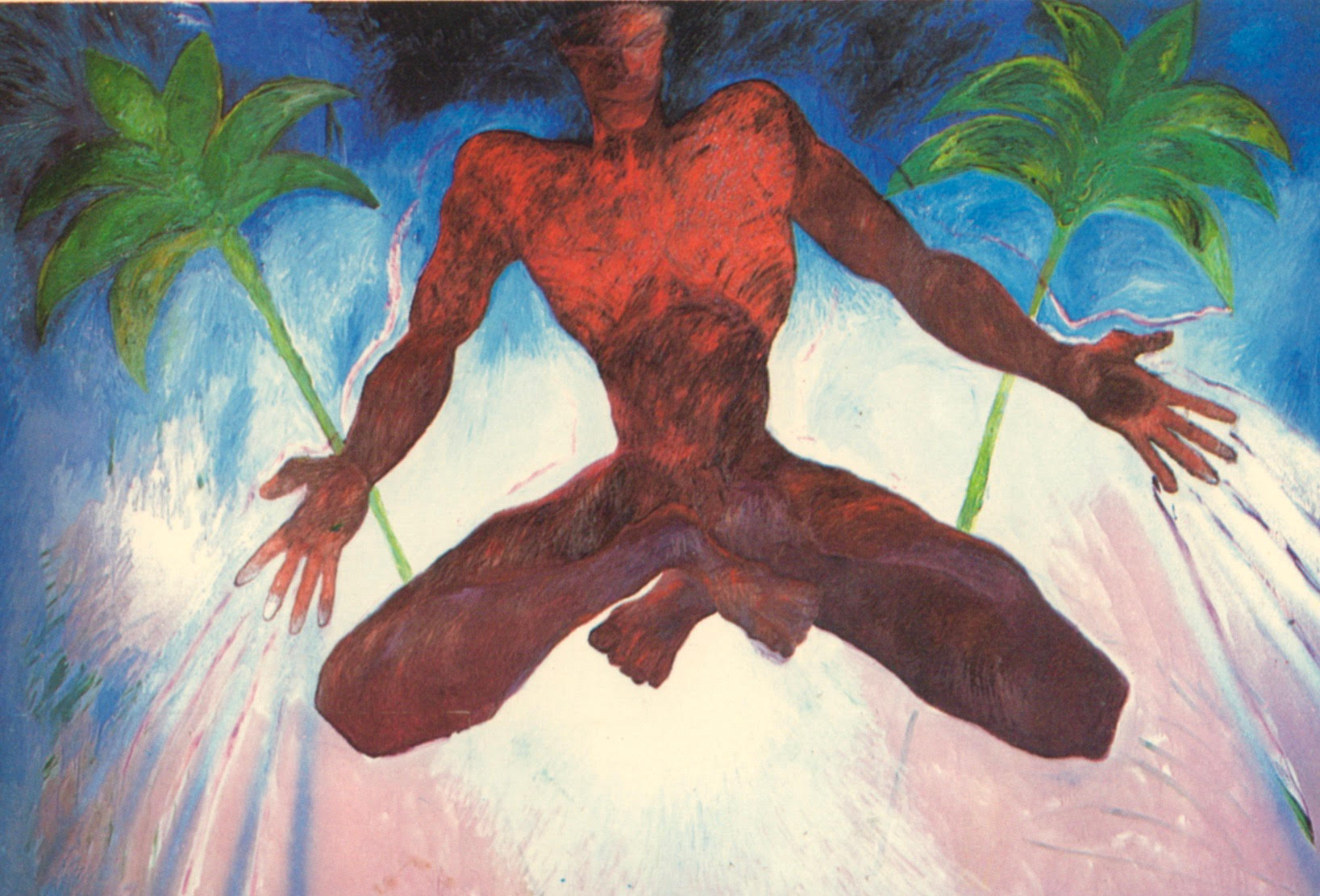
Sans titre, 200x300cm, 1982
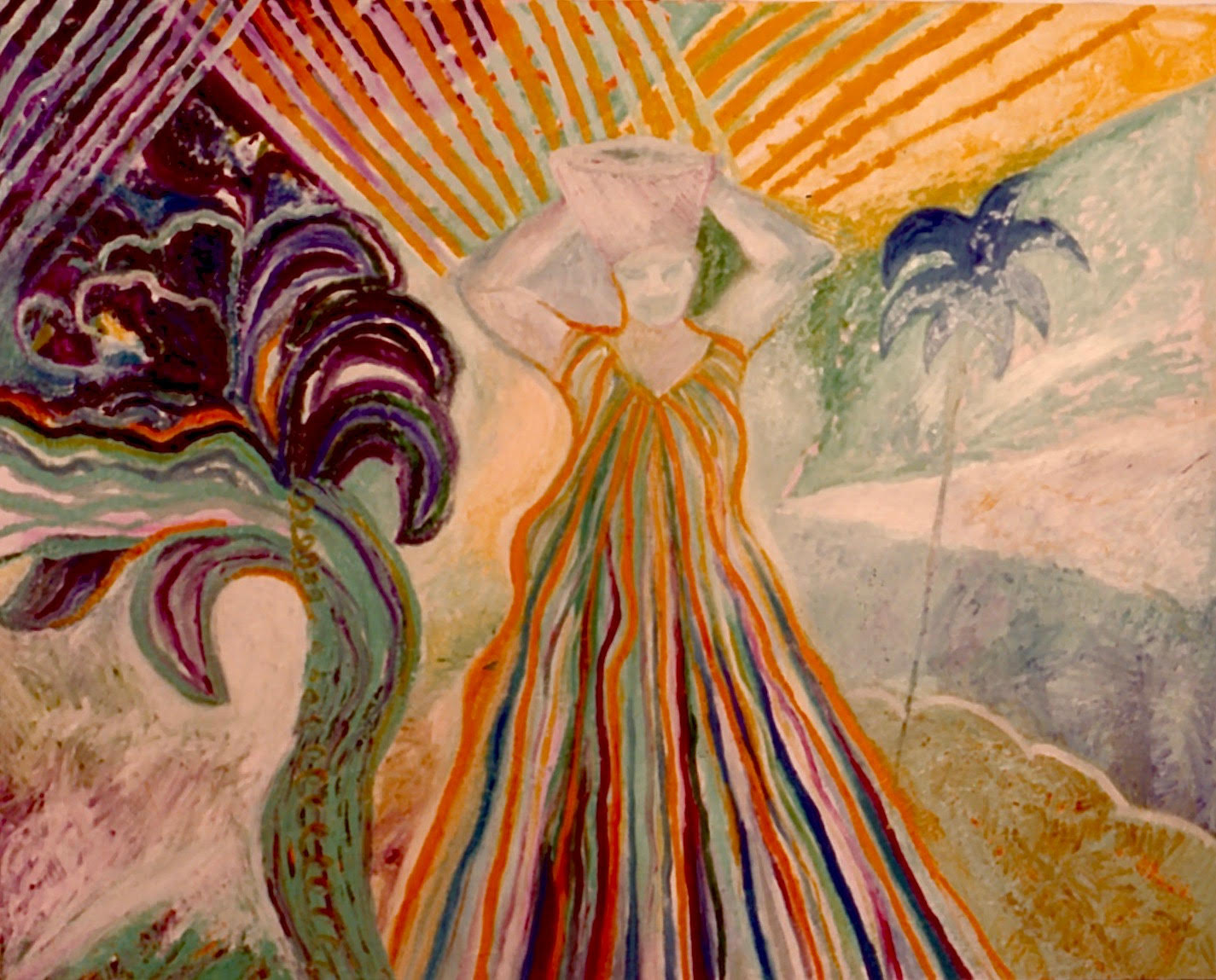
Sans titre, 170x220cm, 1983
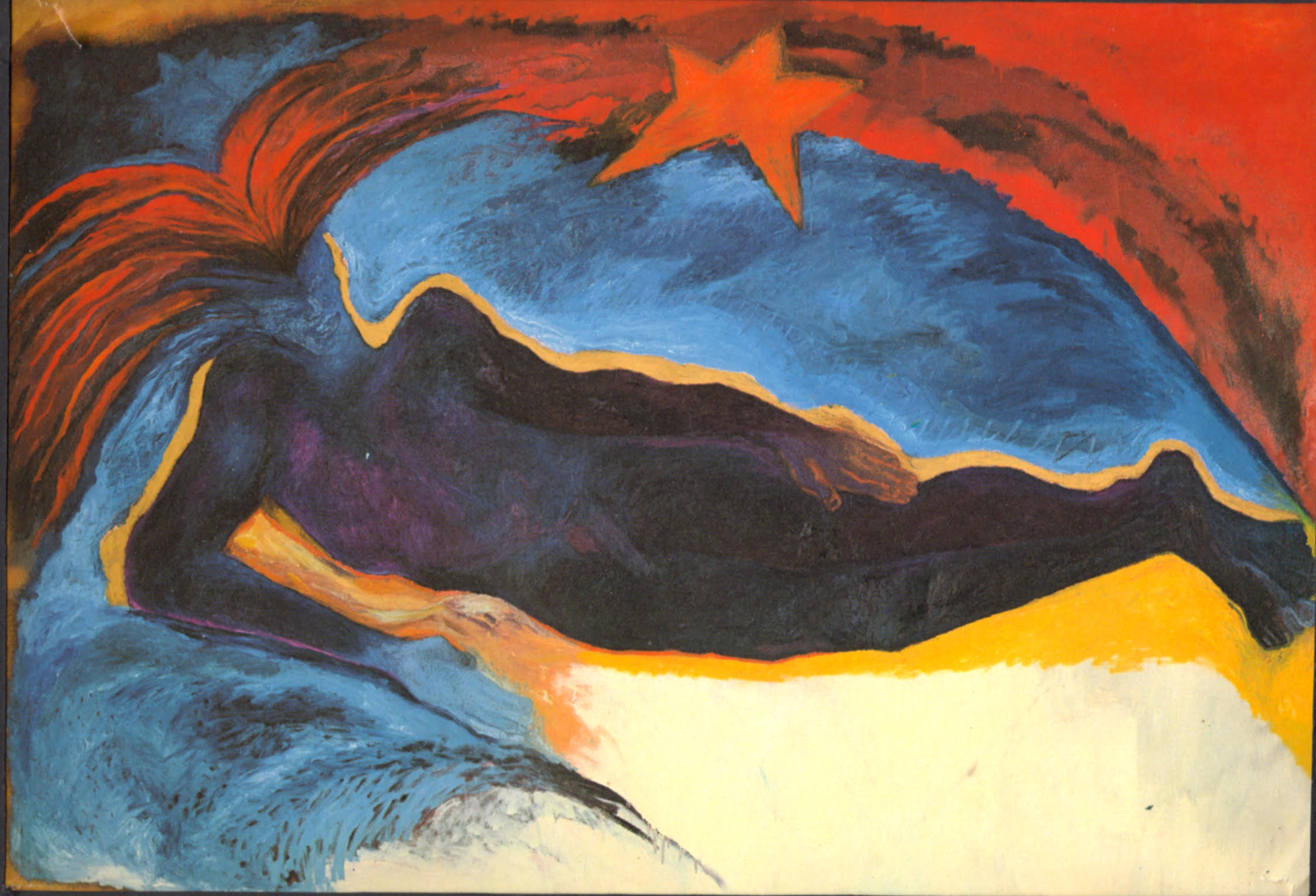
Sans titre, 200x250cm, 1984

### Les Frigos de Paris

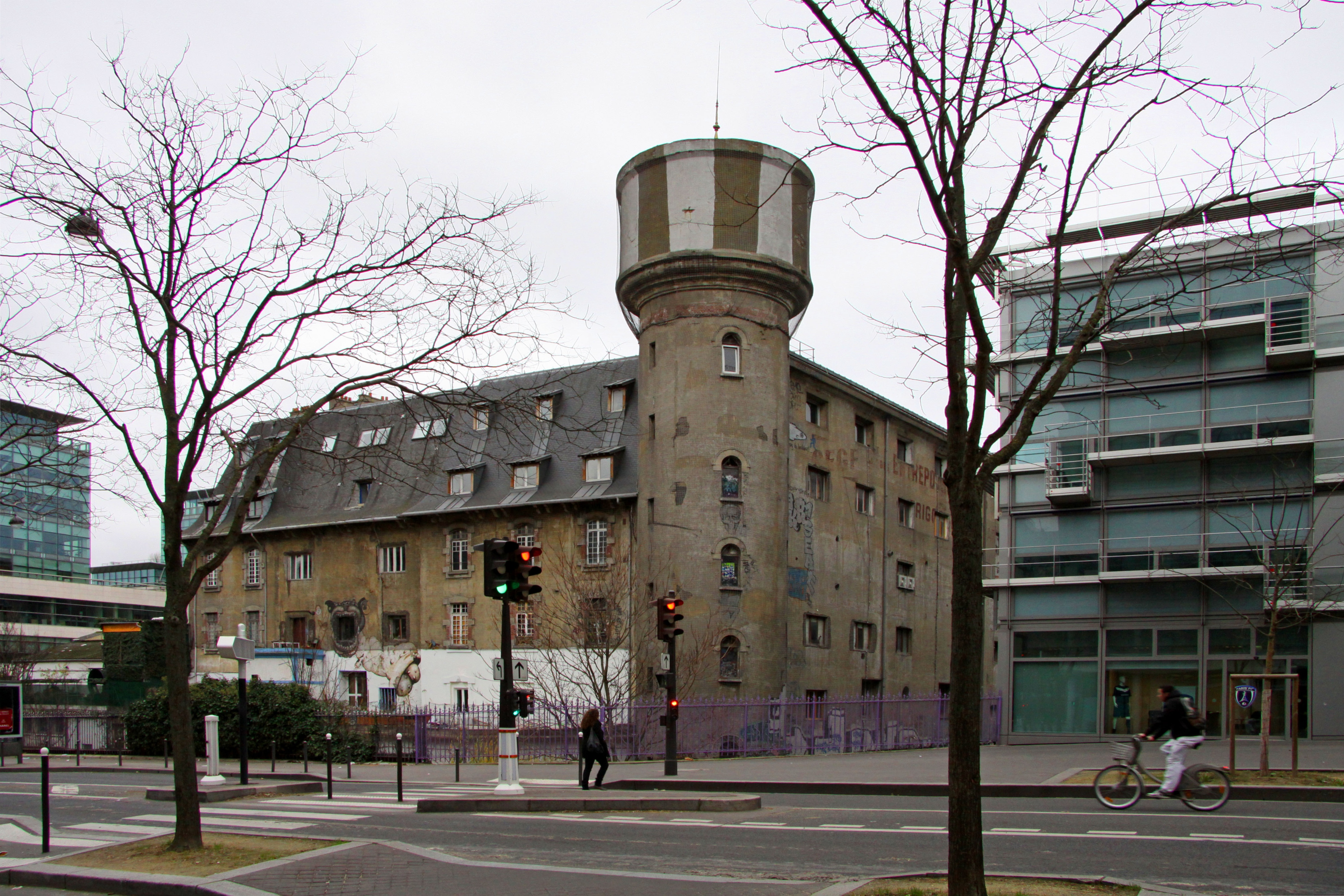
Les Frigos, quai de la Gare, Paris

Incité à vivre à Paris par son exposition de 1984 à la Galerie Lucien Durand, au 19 rue Mazarine, dont il devient artiste permanent, Patrick Lanneau s'installe en 1985 aux Frigos, 91 quai de la Gare dans le 13e arrondissement pour y demeurer durant quinze années : « des étages d'entrepôts frigorifiques désaffectés par la S.N.C.F. et investis  par les artistes des années 80 : une ruche fin de siècle… » évoque Françoise Monnin à la suite d'une visite de l'atelier du peintre dont elle restitue ses sensations immédiates : « place au visible, et tout de suite une grande claque de couleurs intenses. Sur le mur du fond, une toile immense, dévorée par un rouge de camion de pompiers. Il y a aussi de l'orange et du rose, emmêlés à foison, incarnés… Ici une pyramide, là une étoile, un quartier d'orange aux allures de grande roue de fête foraine, un arête de poisson en hommage à Soutine peut-être, un sapin, une route en lacets géométriques, à moins qu'il ne s'agisse d'un éclair… De la lumière, le toupet méditerranéen des contrastes, celui de Matisse, la tranquillité en moins ».

huiles sur toiles (collections particulières), période des « Frigos » (1985-2000)
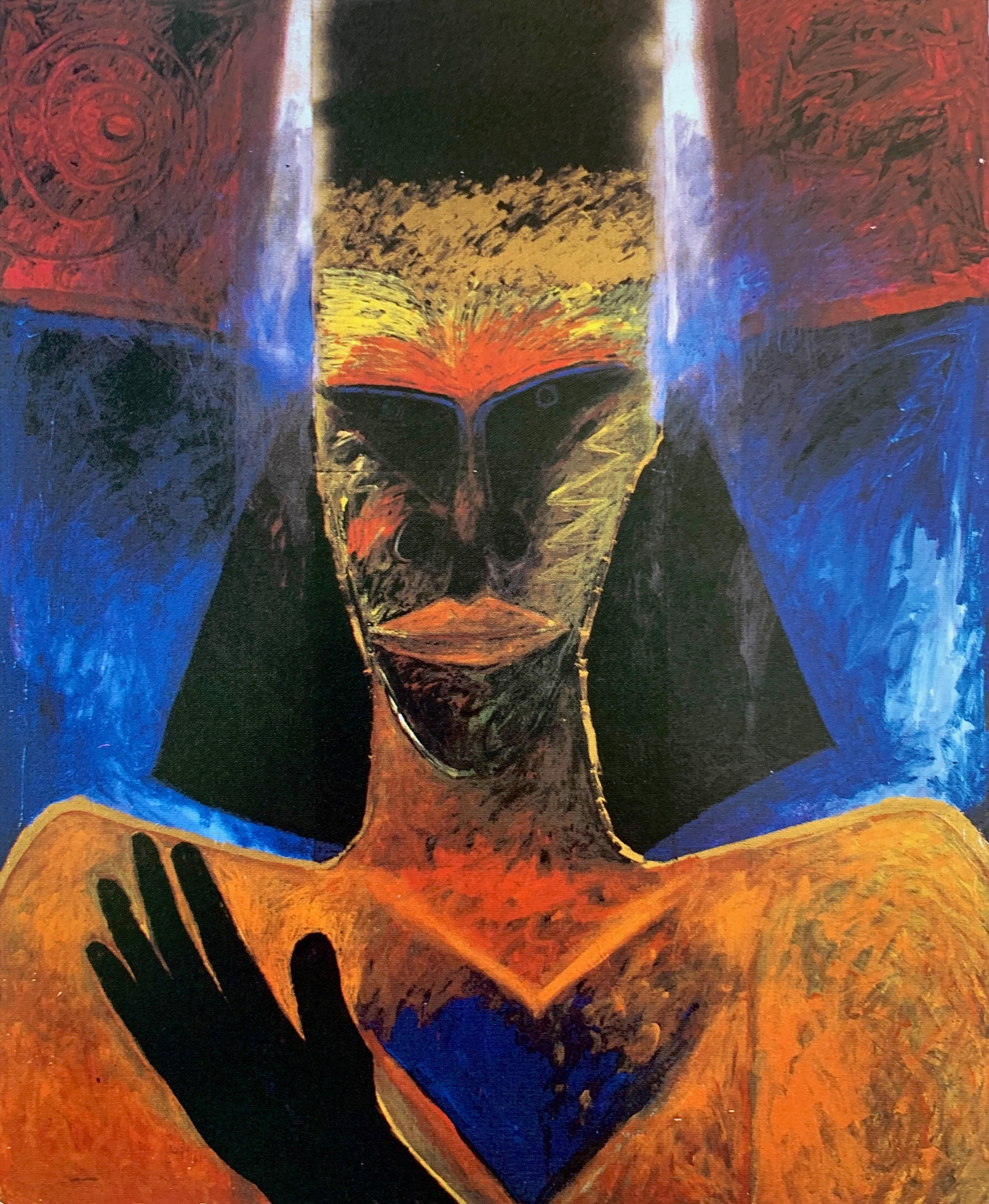
Sans titre, 250x190cm, 1985
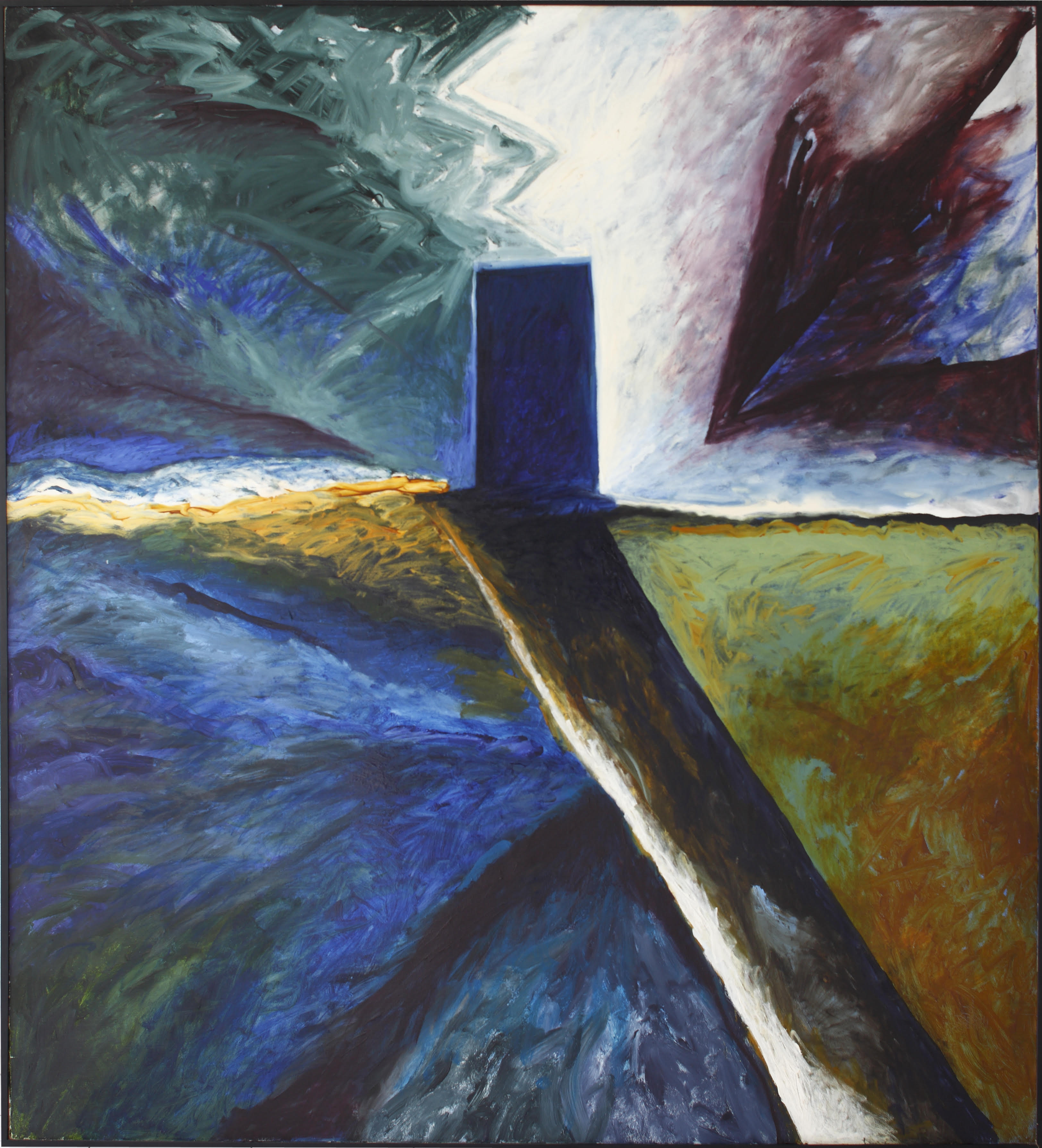
Sans titre, 200x200cm, 1987
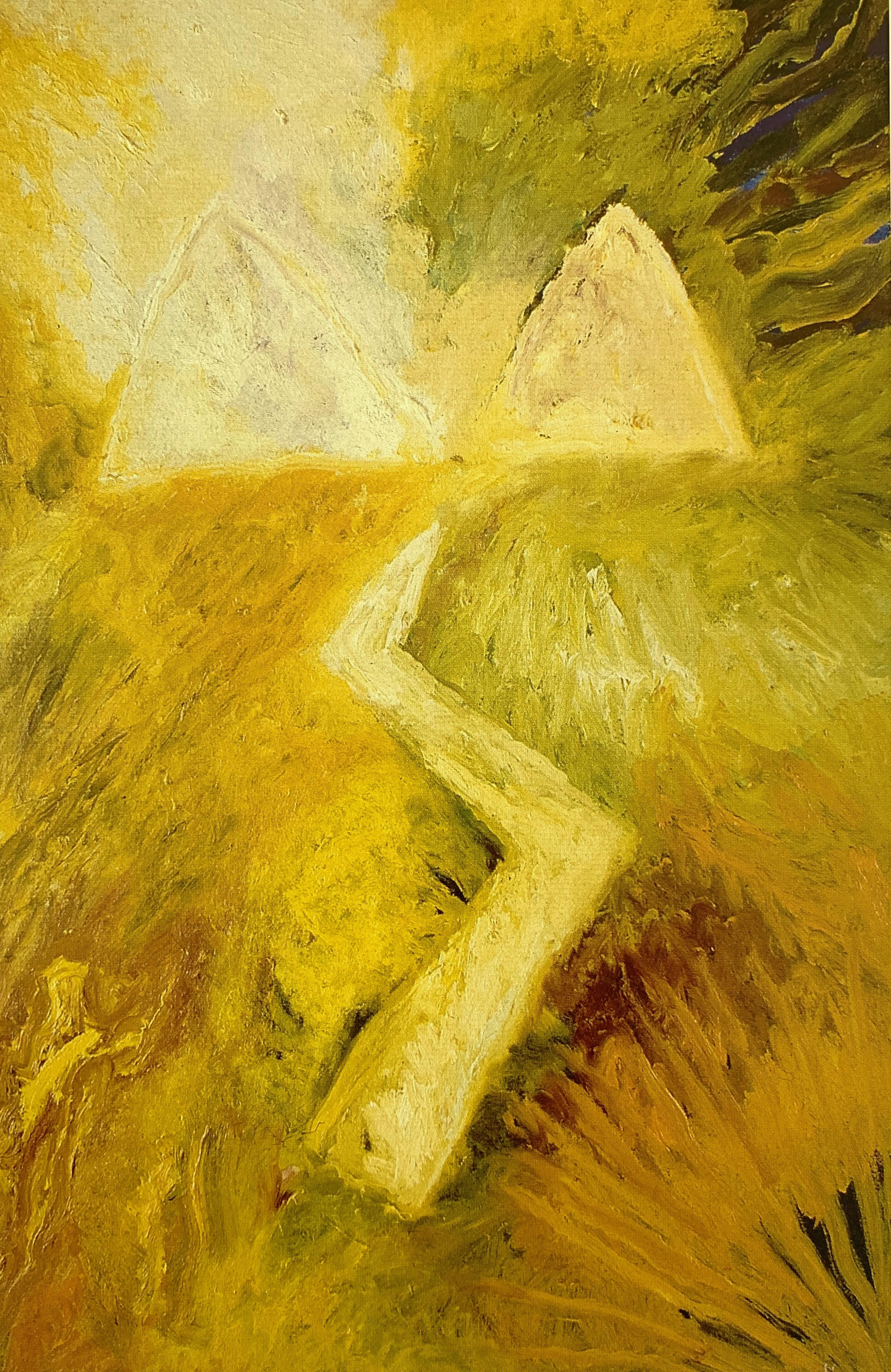
Sans titre, 195x114cm, 1989
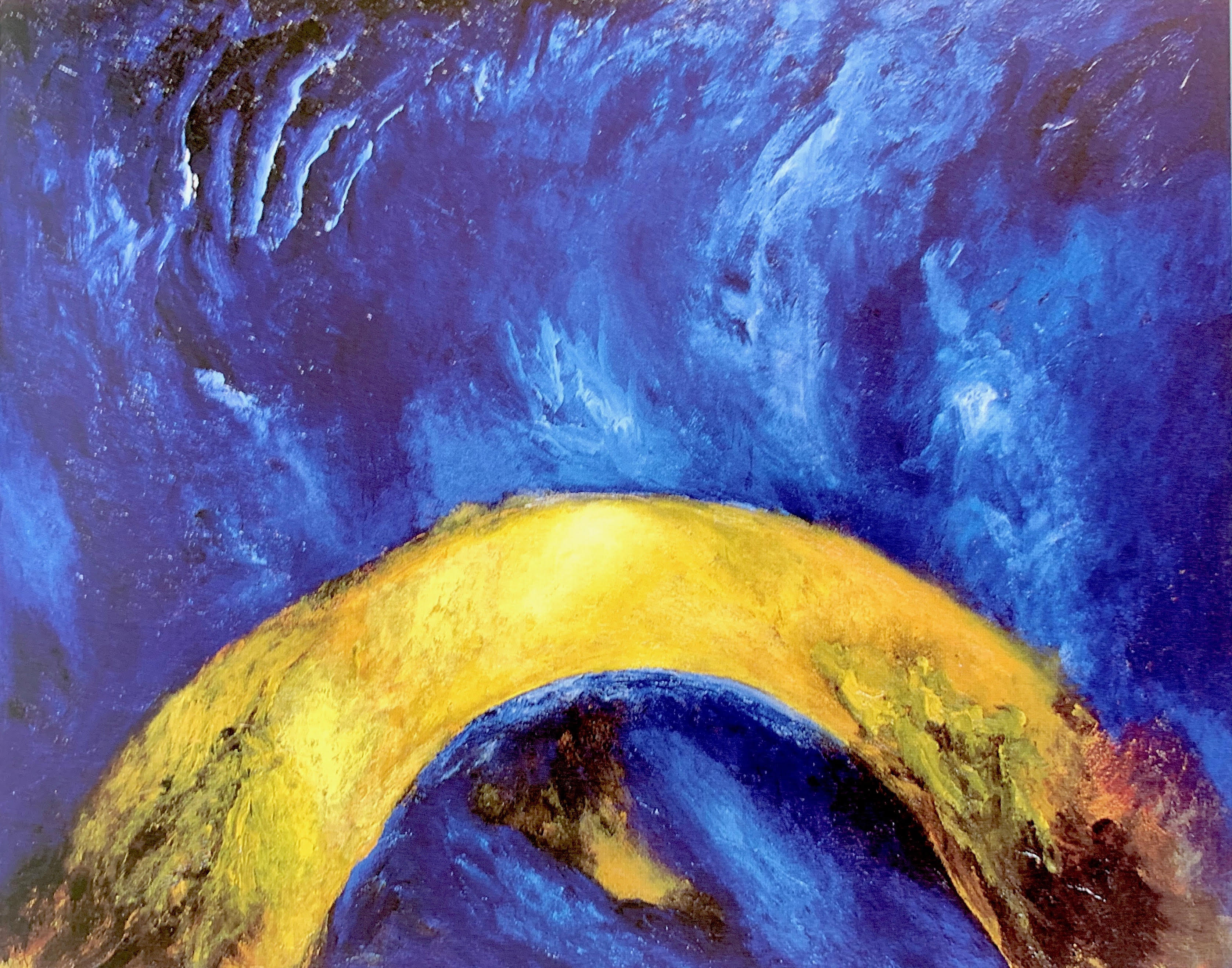
Sans titre, 180x200cm, 1993
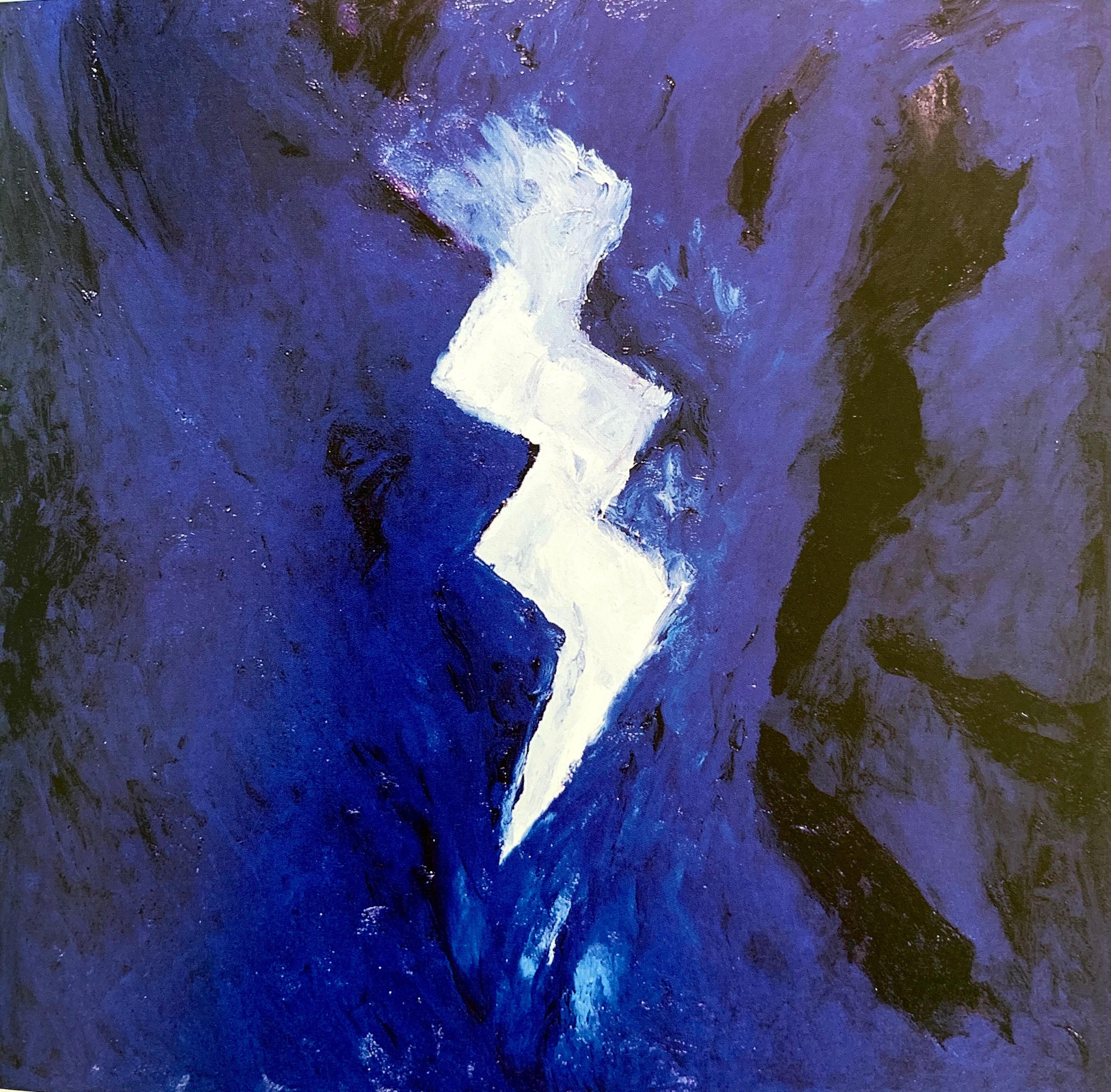
Sans titre, 200x200cm, 1993

### L'Afrique

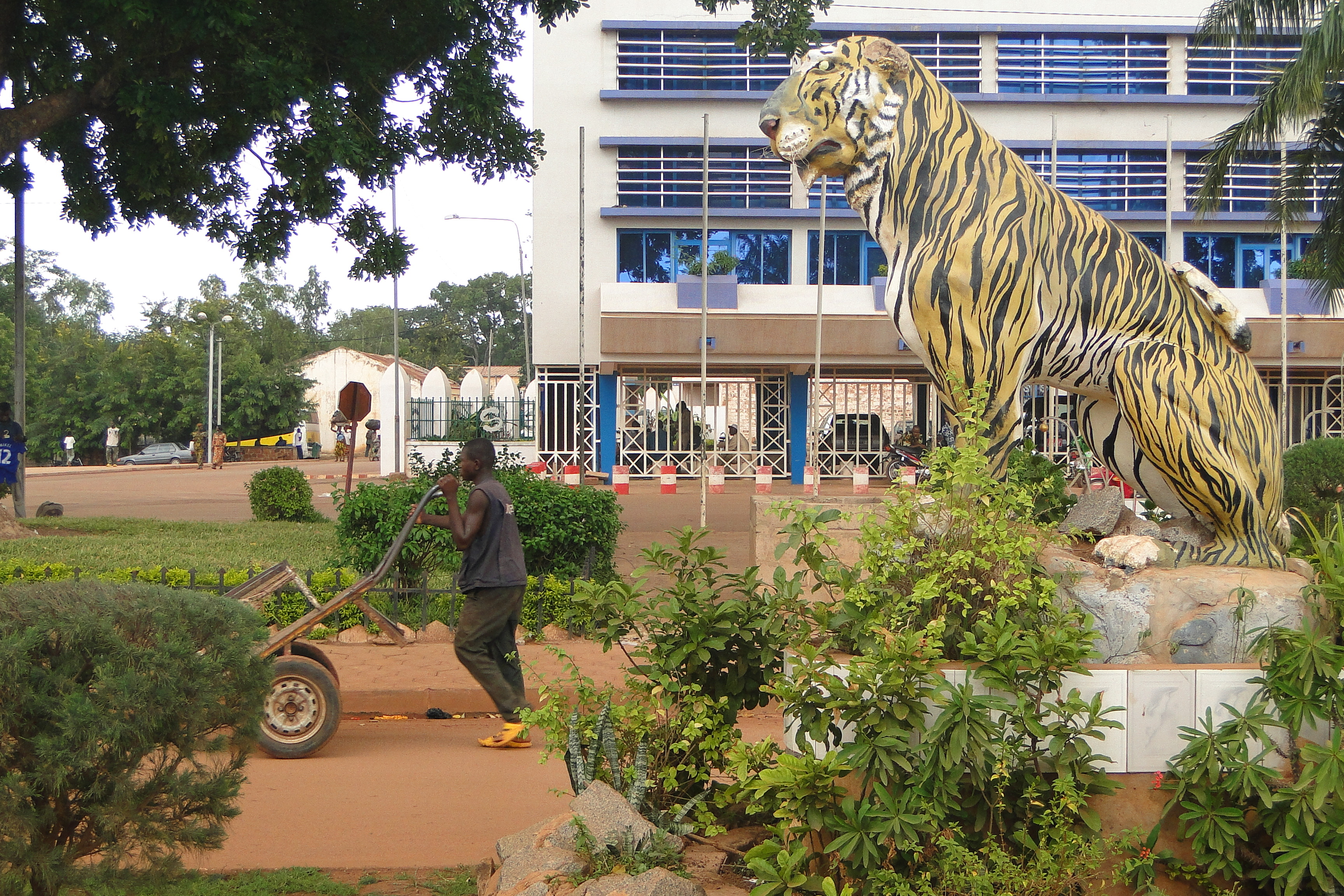
Bobo-Dioulasso

Les séjours de Patrick Lanneau en Afrique (L'Égypte fait suite à deux séjours à Dakar, le premier avec Sylvette Maurin dans un itinéraire passant par Bobo-Dioulasso où ils exposent ensemble, Ouagadougou et Bamako, le second dans le cadre d'une résidence soutenue par l'Association française d'action artistique) - « là bas, restitue Murielle Cachin, il dessine beaucoup et découvre un autre monde où se mêlent bonheur et misère, peau noire et abondance de couleurs : le jeune Lanneau est fasciné » - initient ou confortent la présence récurrente dans ses œuvres des portiques, palmiers, sapins, pyramides, nuages, rochers et barrières. Sylvette Maurin confirmera : « à peine avions nous posé le pied à Bobo-Dioulasso, Patrick se mit à dessiner. Tout. Absolument tout. Et il captait avec une infinie justesse la majesté des hommes en grand boubou, la beauté et le port altier des femmes, leur canari sur la tête, la tendresse et l'émotion qui se dégageaient des enfants endormis. Les jaunes, les rouges, les bleus, le sollicitaient sans cesse ».

### Approches de l'œuvre
Si Jean-Marc Réol voit en Patrick Lanneau le représentant du « retour à une figuration néo-expressionniste dans la mouvance de la Figuration libre du début des années 1980 », Nadine Labédade observe que « ses premières peintures (1979-1985) mettent en scène des corps isolés ou en couples dans des paysages allusifs. La stridence des couleurs, la schématisation des formes et le travail de la matière picturale évoquent un univers onirique en apesanteur. Plus tard, Lanneau se consacre exclusivement au paysage qui devient de plus en plus évasif. La pratique du dessin, sur papier ou numérique, celle de la vidéo (Départ, La racine des branches), complètent cette recherche sur le paysage avec ses atmosphères et ses subtiles variations ».
Dans son approche de la Figuration libre, en 1982, Pierre Cabanne souligne « les perceptions plus sensibles de Lanneau » qu'il oppose ainsi, en même temps que Denis Castellas, à « la violence d'expression, insolente et braillarde, de Robert Combas, de Rémi Blanchard, d'Hervé di Rosa ou du groupe "En Avant comme Avant" ».

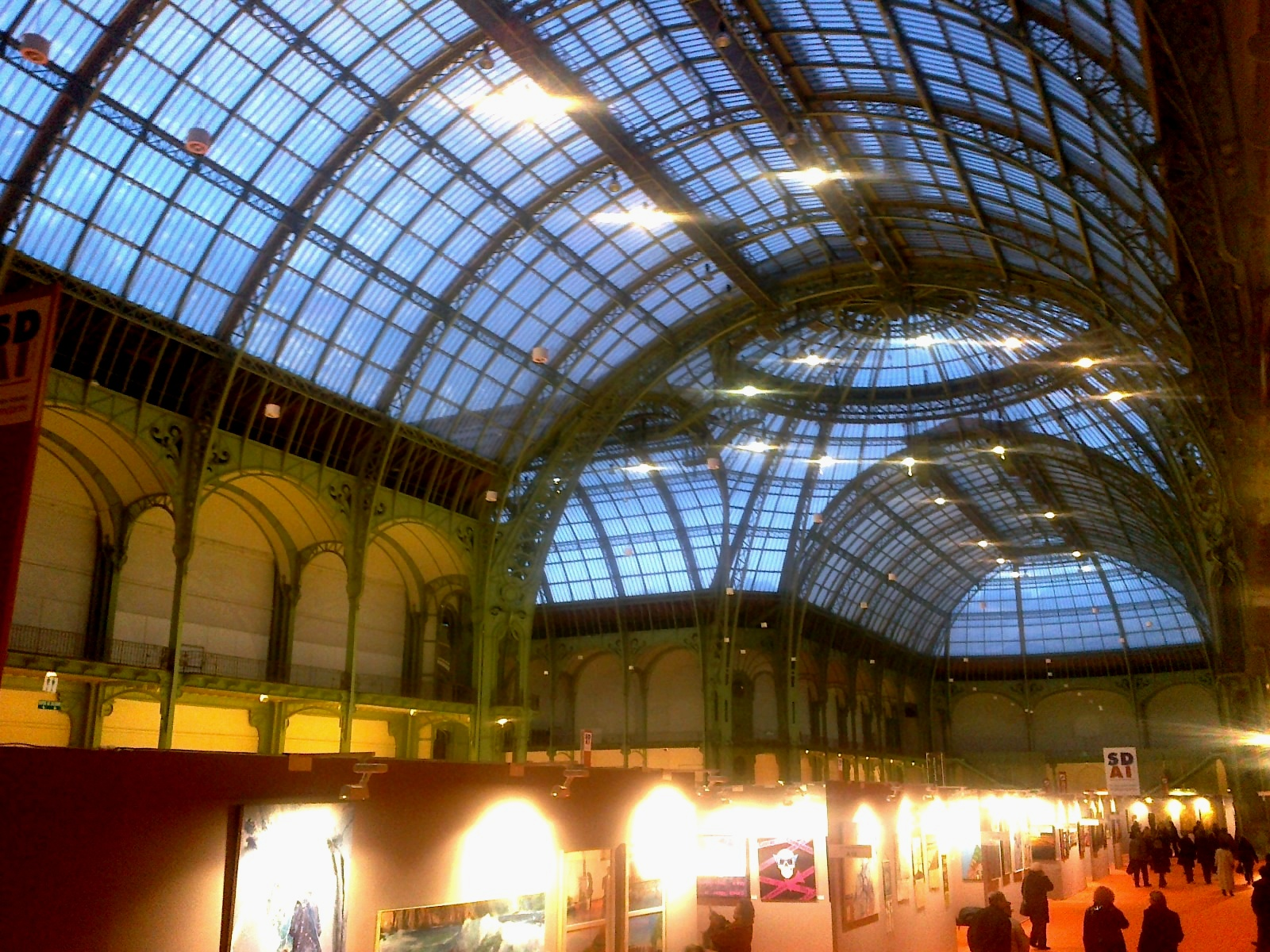
Grand Palais, Paris

C'est pour sa part dès 1983 - année où Patrick Lanneau se trouve parmi les membres de « L'Atelier » niçois qui, au Grand Palais à Paris, marquent le Salon de la Jeune Peinture de leur participation « jeune et humaniste » - que Gérard Xuriguera situe l'artiste, avec notamment Pierre Buraglio, Dominique Thiolat, Lionel Godart, Tony Soulié, Marcel Alocco, Christian Sorg, Christian Bonnefoi, Pierrette Bloch, Denis Castellas, Jean Mazeaufroid, Jean-Paul Huftier et Laura Lamiel, parmi les figures émergentes qui s'inscrivent dans le renouveau de l'art abstrait en obéissant « à des pulsions et à des savoirs qui ne sont plus symboliques, puisqu'ils entendent démonter les mécanismes de la peinture, où l'idéologie n'interfère peut-être plus, où les sentiers tortueux de la théorie ne sont peut-être plus aussi contraignants, mais tous ont conscience d'appartenir à une génération qui a eu le mérite de poser des questions nécessaires et essentielles à l'objet de leur représentation ».
Observant en 1990 que l'histoire de la peinture est bien connue de l'artiste, Mireille Kreitmann suggère que « l'idée avouée de Lanneau est de retrouver le mystère de la peinture et de renouer avec le spirituel… Il se réfère au Quattrocento, il comprend la lumière chez Rembrandt et le lien des espaces chez Picasso. Il a le sens aigu du baroque dans sa façon de pénétrer l'espace en profondeur, de suggérer le mouvement ».

### Retour à Nice

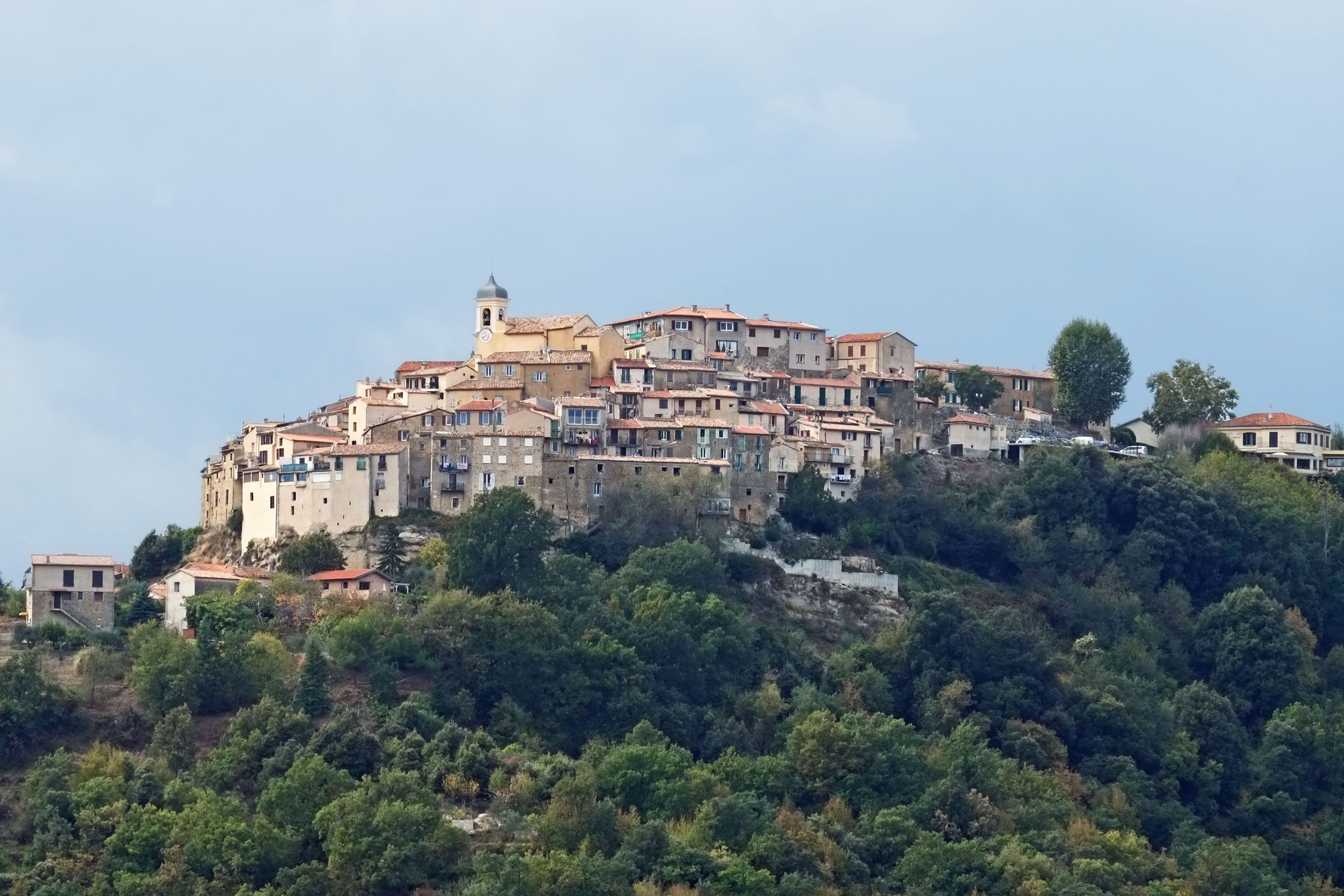
Berre-les-Alpes

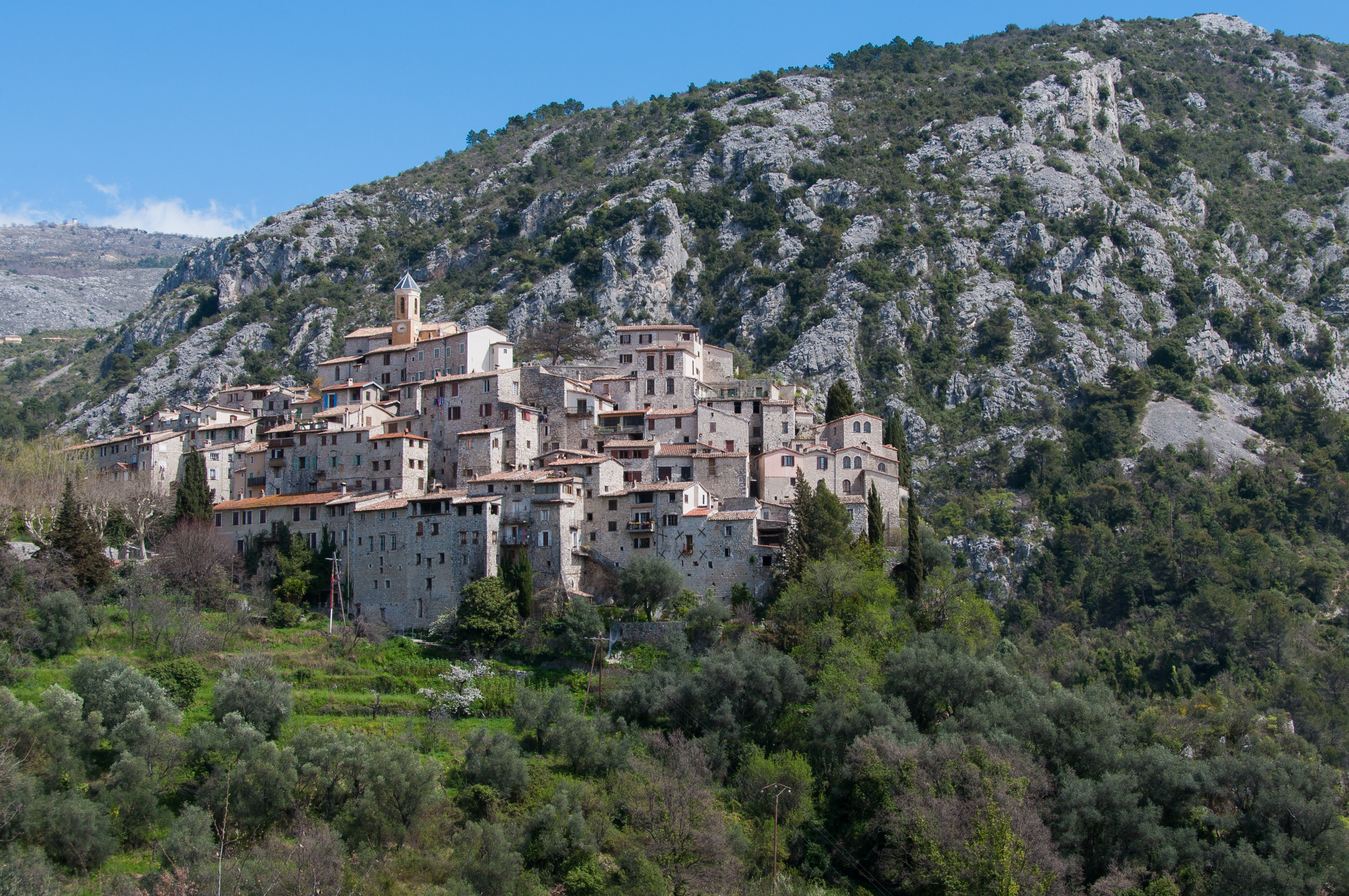
Peillon

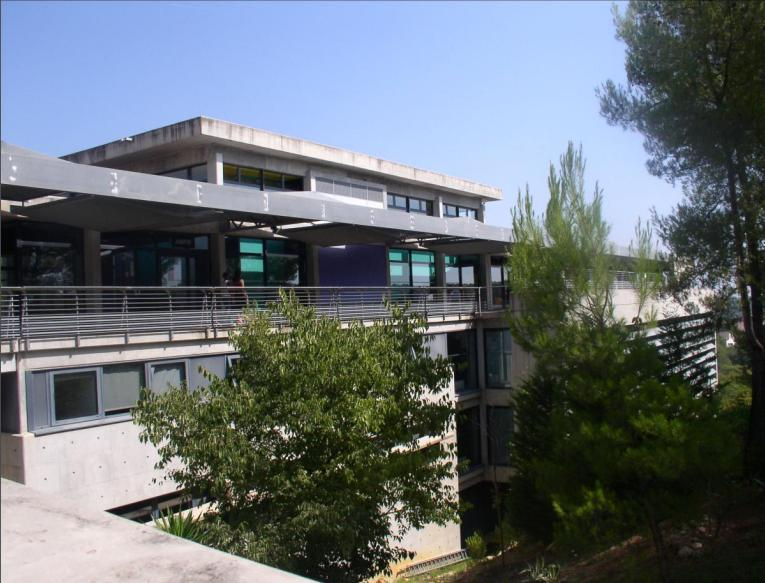
Centre international de Valbonne, Sophia Antipolis

L'exposition de Patrick Lanneau à la Galerie Françoise Vigna en mai 2000 marque son retour dans la région niçoise. « Des couleurs, des rythmes, et une matière en pleine expression "peinte" » y observe Michel Gaudet qui perçoit chez l'artiste une « science des tonalités chaudes ou froides, une sensualité et une sensibilité dont Henri Matisse assortissait la texture », pour conclure que « la vue absorbe une incandescence telle que le bleu, le jaune ou toute autre couleur chante en majeur ».
Installé successivement à Berre-les-Alpes et à Peillon, Patrick Lanneau enseigne à l'école municipale d'arts plastiques (Villa Thiole) de Nice jusqu'en 2016, effectuant également des interventions en arts plastiques à l'École supérieure d'arts plastiques de Monaco (pavillon Bosio) en 2000-2001, au Centre international de Valbonne de Sophia Antipolis de 2001 à 2003 et à la Fondation Lenval de Nice en 2004.
Dans cette période plus récente, constate France Delville, il met à profit le « travail solitaire pour apprivoiser les toiles achevées avec le temps, et, de cette vue d'ensemble, se dégagent de nouveaux mouvements dans les nombreux espaces d'un même tableau, plus fluides, plus immatériels comme la transparence de l'air et de l'eau ». Lors de l'exposition Sur la piste des éléments en 2012 au château de Carros (les toiles de Patrick Lanneau s'y confrontent aux sculptures et installations de Frédérique Nalbandian, amie enseignante elle aussi à la villa Thiole), l'artiste confie : « je ne sais toujours pas comment la couleur existe vraiment, la matière encore moins. L'acte de peindre est une tentative pour comprendre comment la lumière, la couleur pénètrent en  nous, pour nous renseigner sur le monde ». Placé au seuil de cette même exposition, un texte de Sophie Braganti, commissaire, avertit : « pas de mysticisme manifeste mais une présence implicite du sacré, de l'esprit, d'un ailleurs ici bas. Quelque chose de fort qui nous guide, indépendant de notre volonté. Dans une sorte de silence en mouvement. Une douce brutalité. une éloquente absence tellement humaine ».

huiles sur toiles (collections particulières), 2012-2020
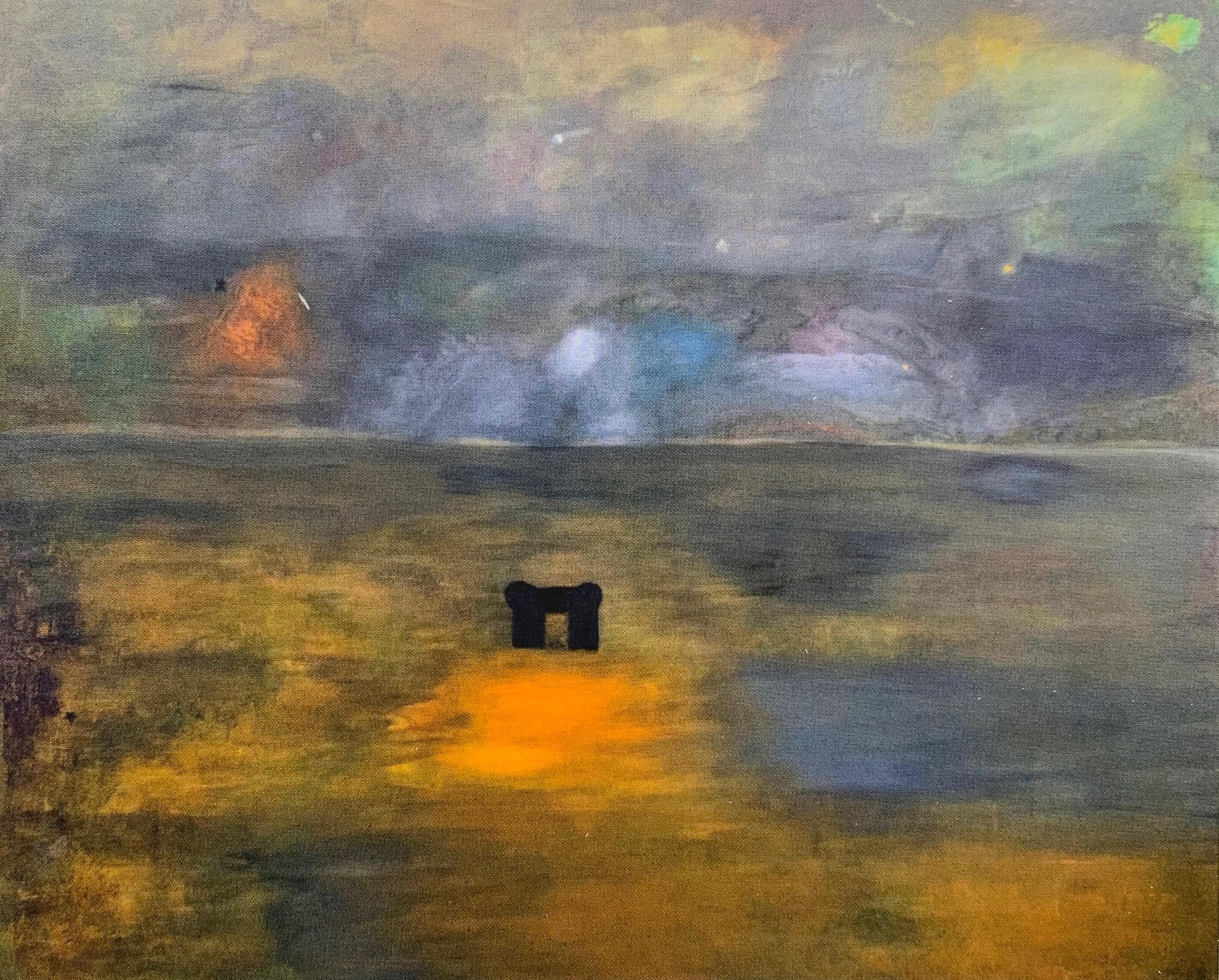
Sans titre, 200x250cm, 2012
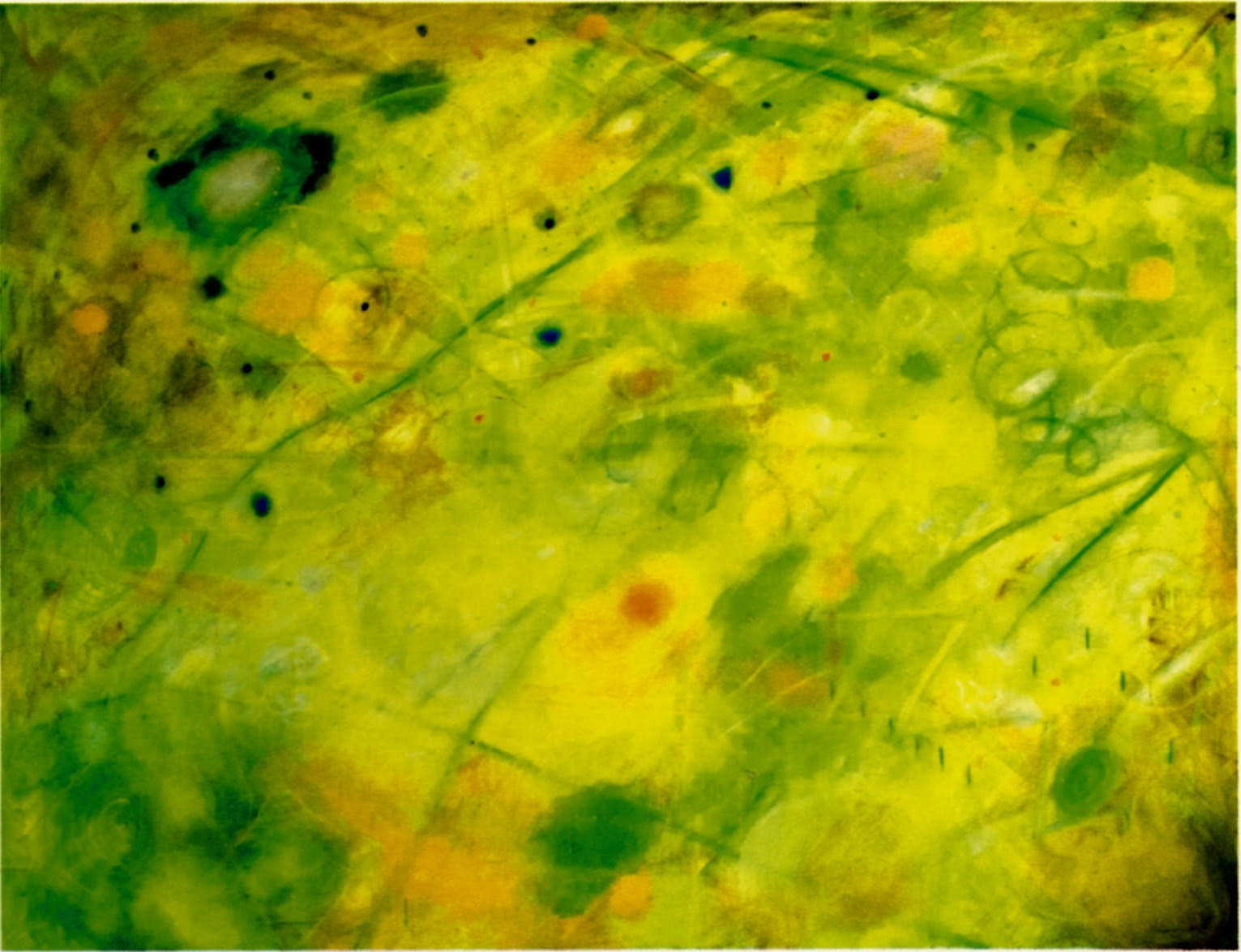
Sans titre, 200x250cm, 2012
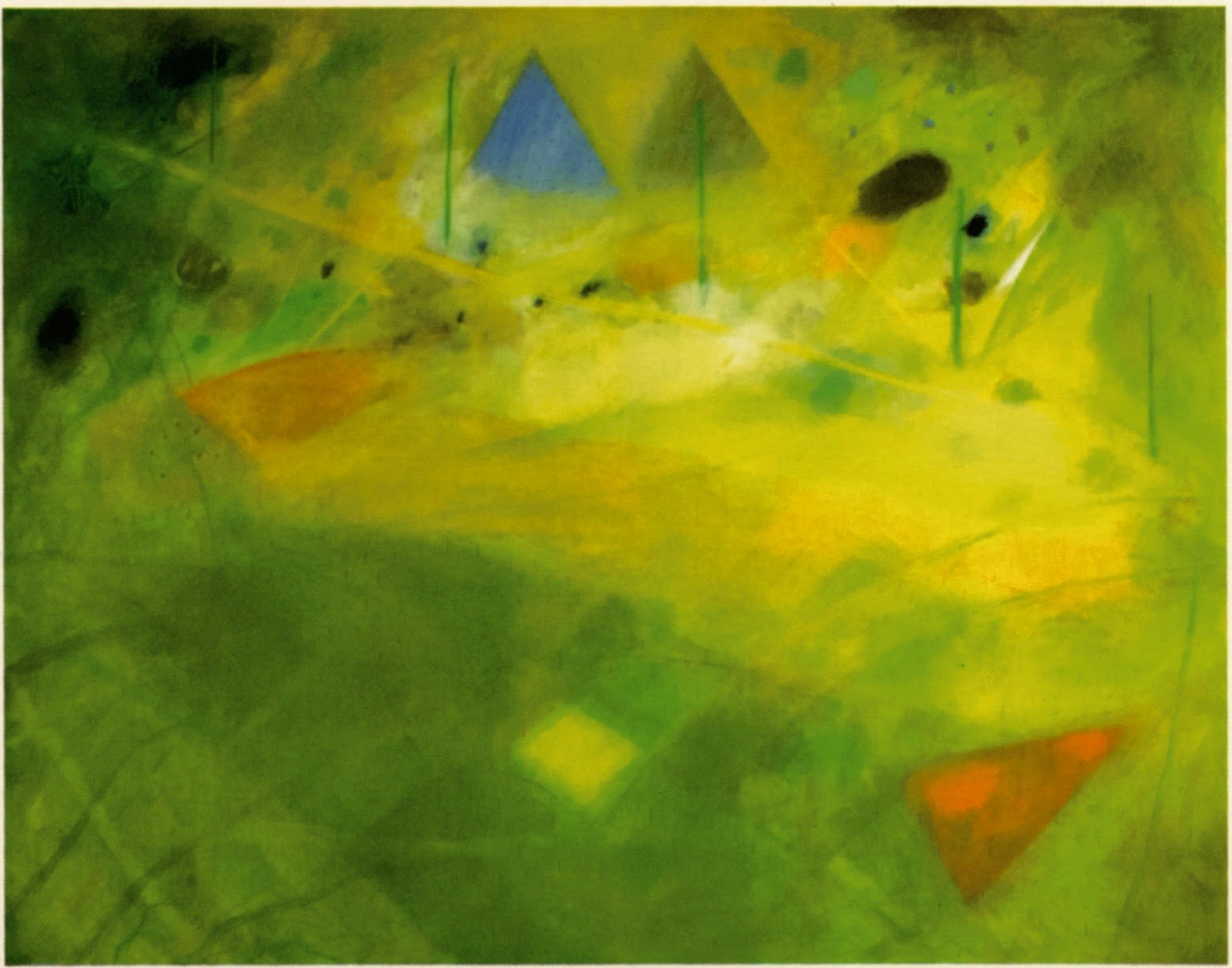
Sans titre, 200x250cm, 2012
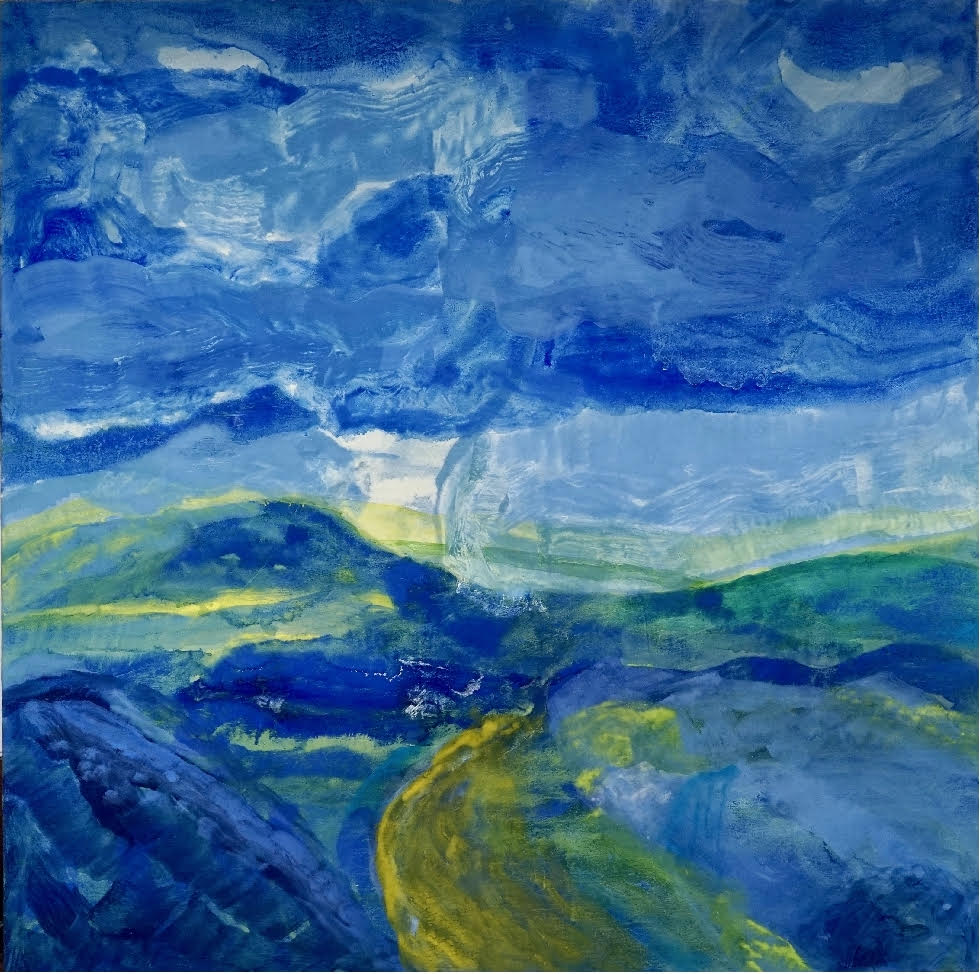
Sans titre, 150x150cm, 2016
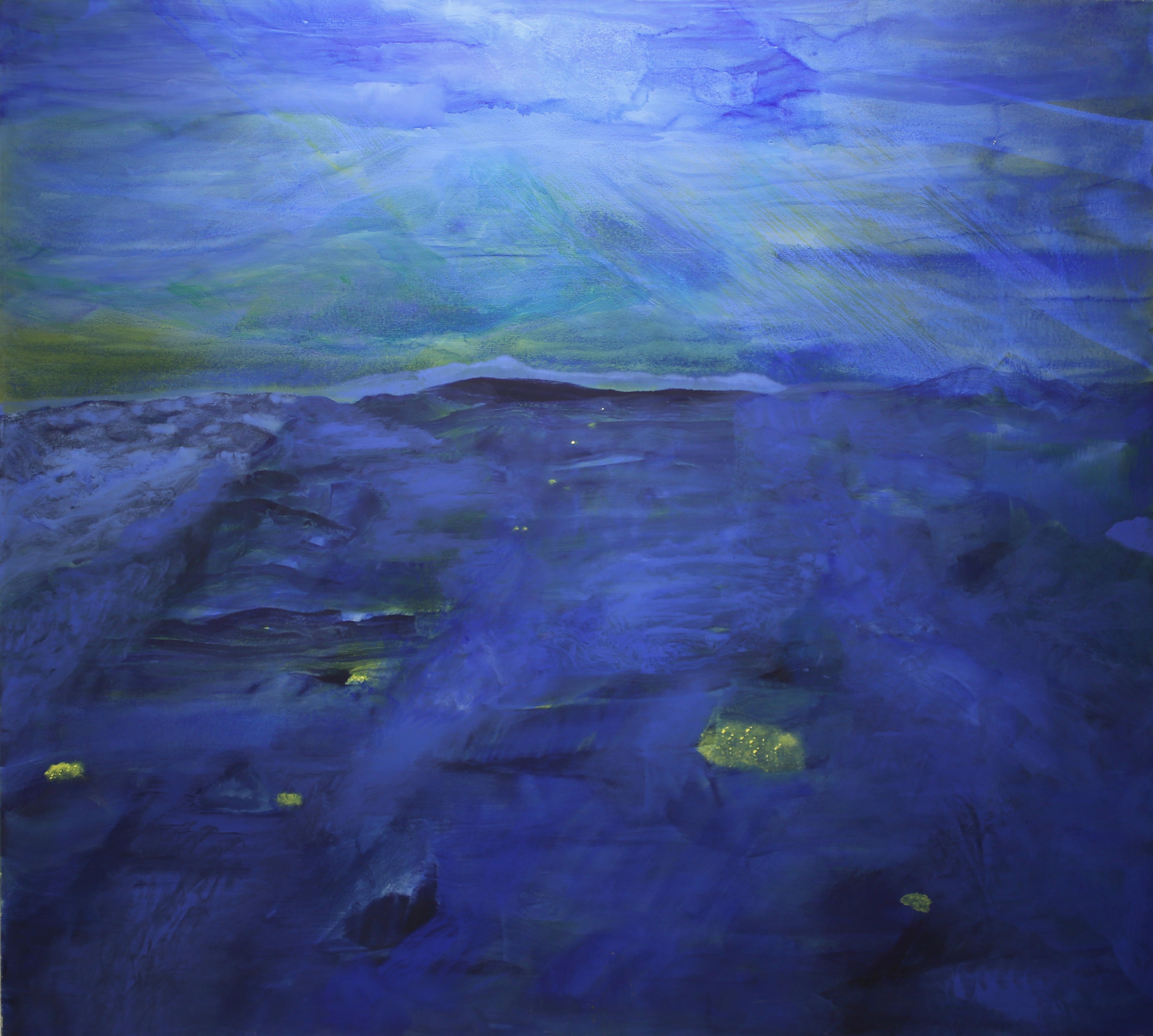
Sans titre, 150x150cm, 2016
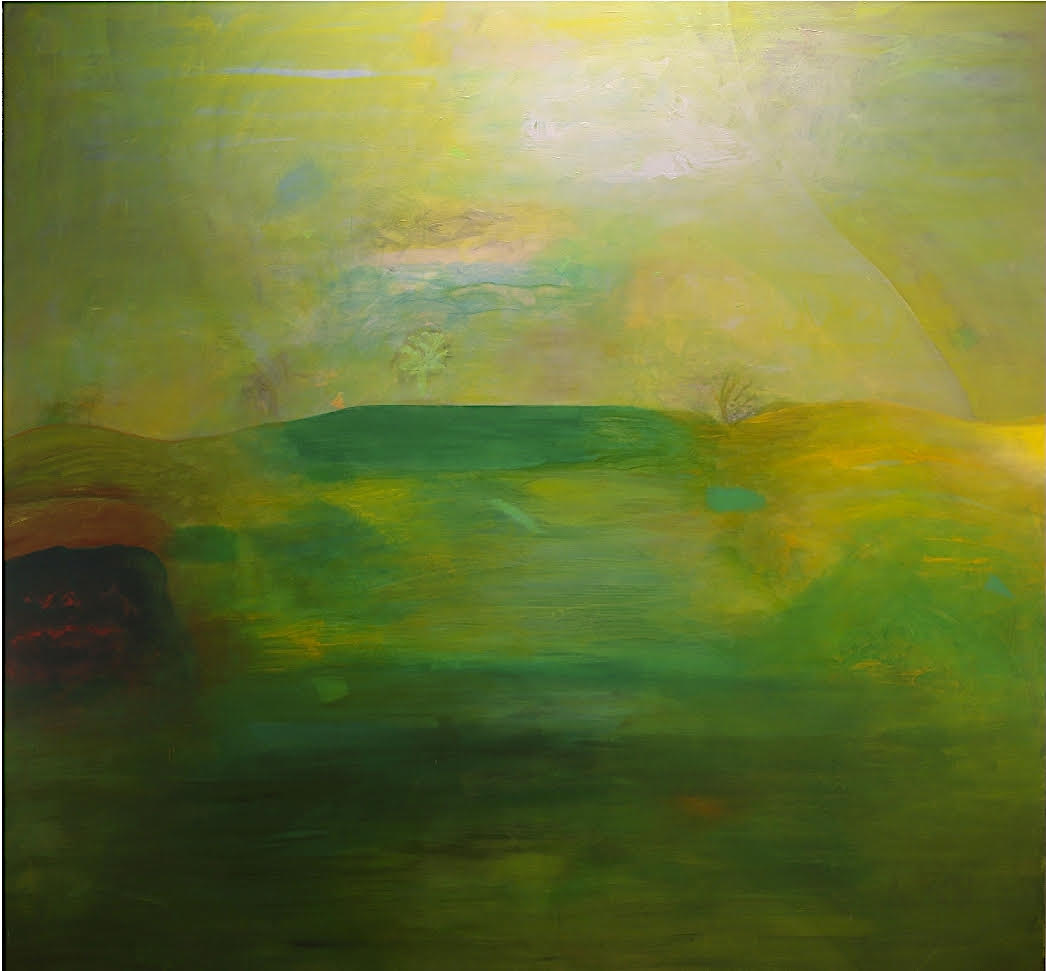
Sans titre, 200x200cm, 2017
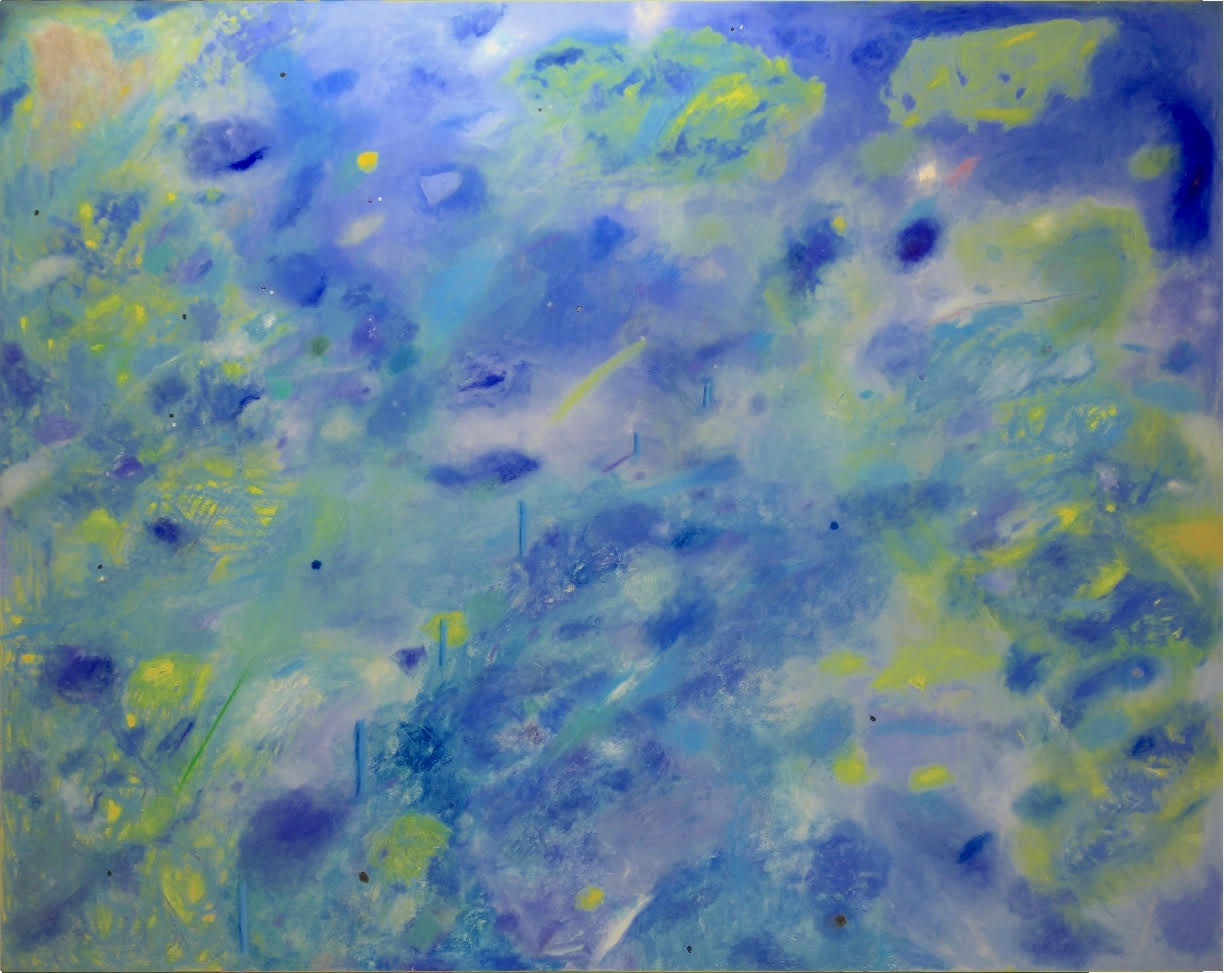
Sans titre, 170x220cm, 2017
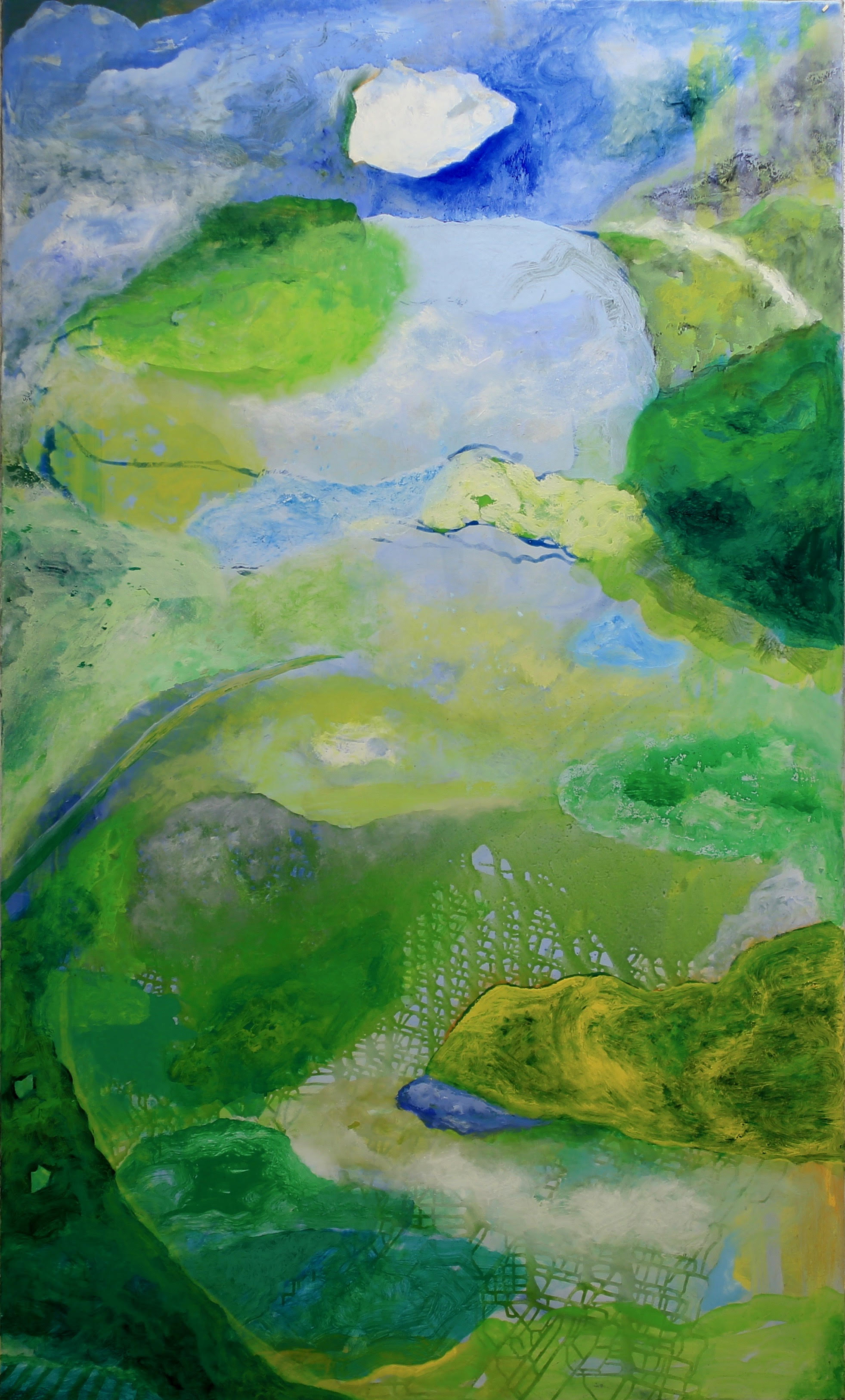
Sans titre, 162x89cm, 2017
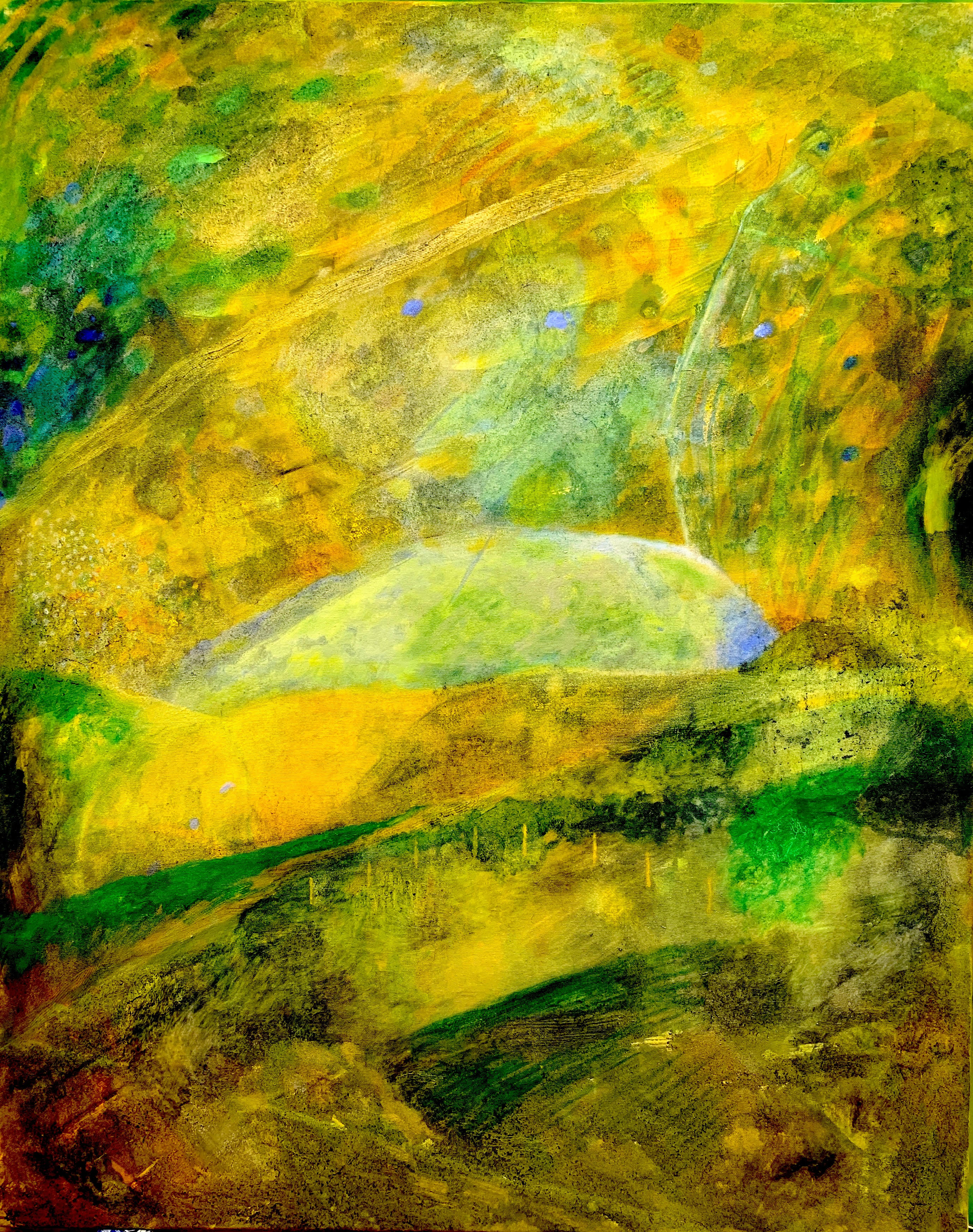
Sans titre, 162x130cm, 2018
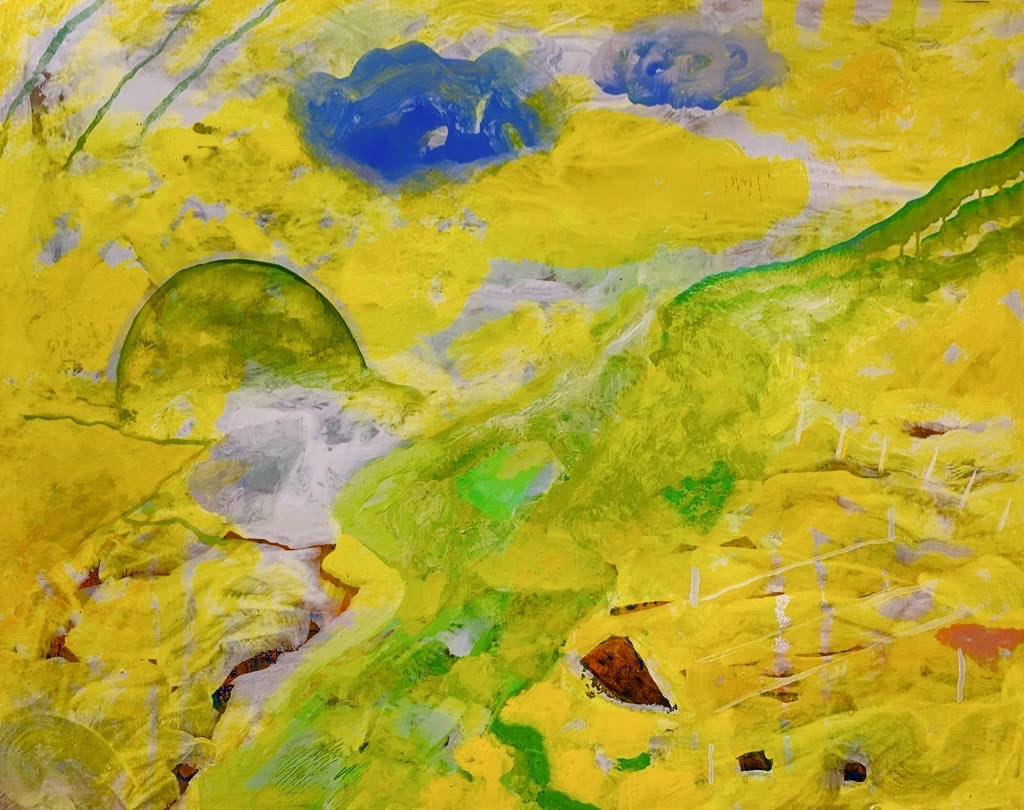
Sans titre, 81x114cm, 2019
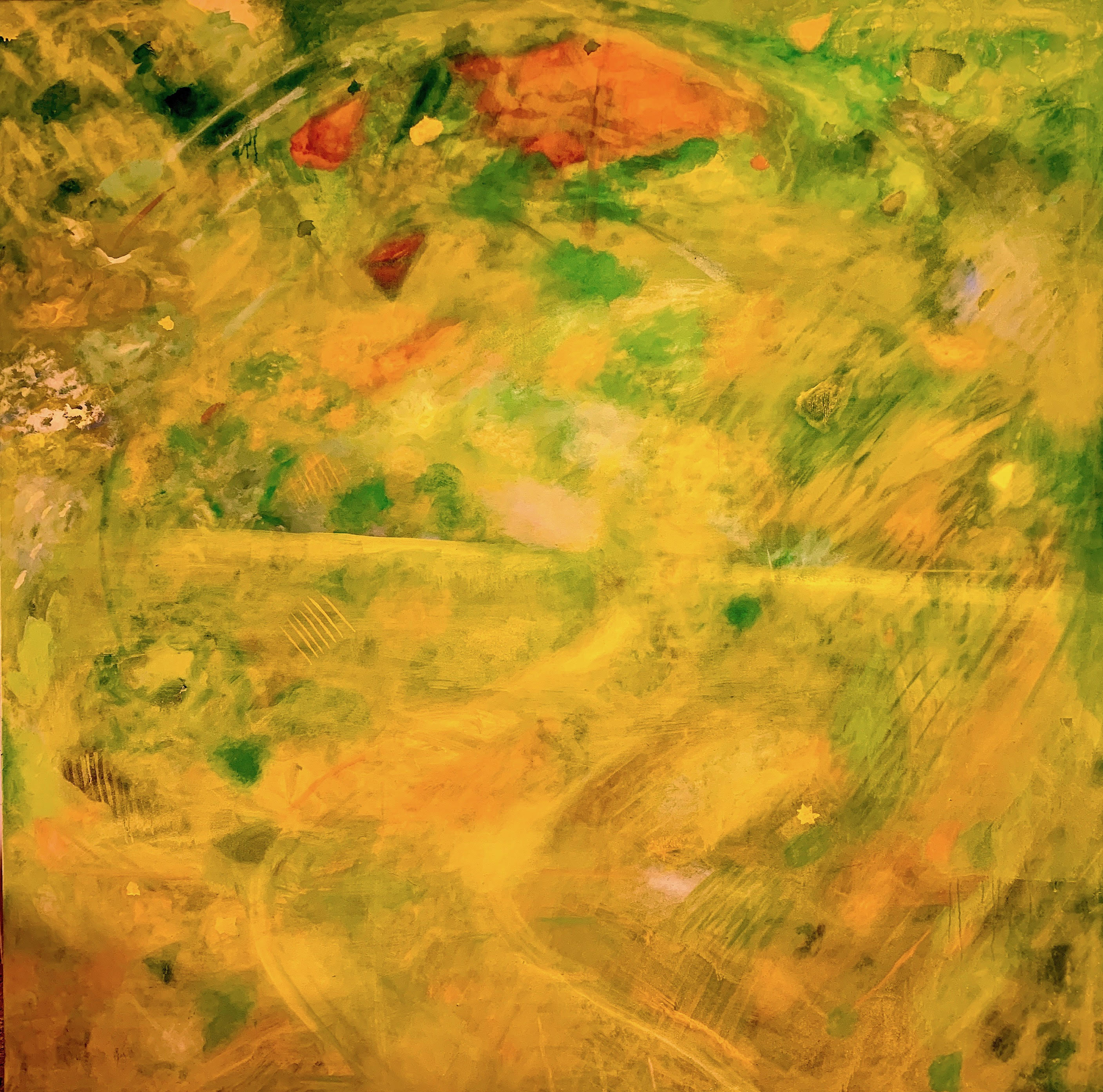
Sans titre, 200x200cm, 2020

## Œuvres

### Estampes
- Pour Télérama, lithographie originale 70x50cm, 200 exemplaires numérotés, presses de l'atelier Jacques de Champfleury, 1991.
- Sans titre, sérigraphie, 100 exemplaires numérotés, atelier Bourquin, Besançon, 1991.

### Contributions bibliophiliques

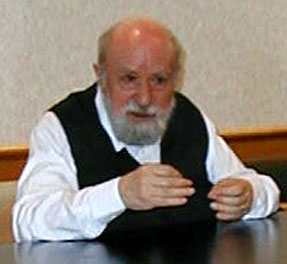
Michel Butor

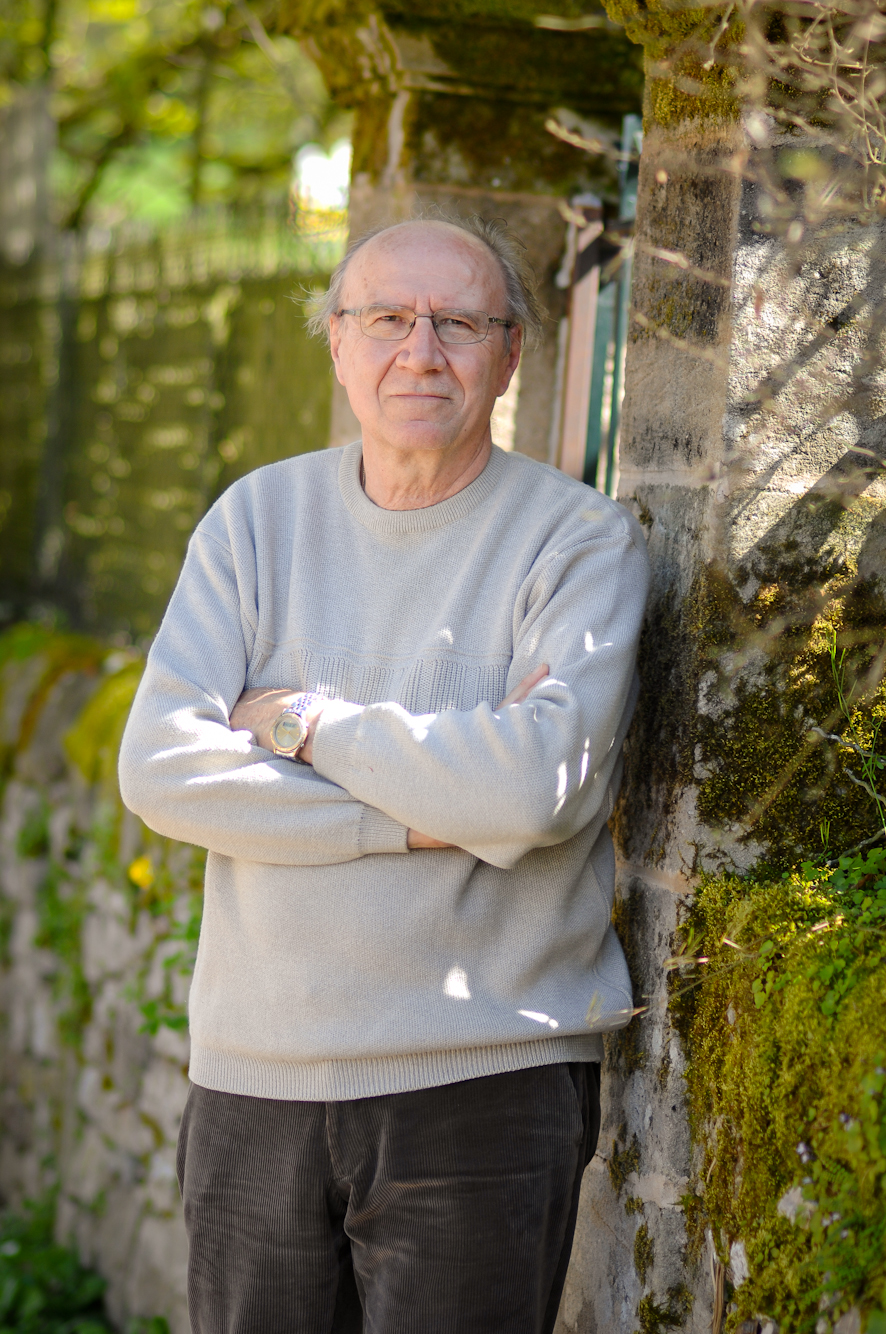
Gilles Lades

- Thérèse Plantier, Provence, ma haine, illustrations de Marc Pessin et Vivien Isnard, couverture de Patrick Lanneau, éditions Christian Pirot, Saint-Cyr-sur-Loire, 1983.
- Michel Butor, La Quinte Major, texte manuscrit enrichi de dessins originaux de Vincent Bioulès, Patrick Lanneau, Gérald Thupinier et Mark Willis, 15 exemplaires numérotés et signés par les artistes, éditions CMS, Montpellier, 1984.
- Patrick Lanneau, Ohne Titel, 30 exemplaires numérotés, éditions Hirten-Presse, Bonn, 1992.
- Jean Audureau, À Memphis il y a un homme d'une force prodigieuse, illustrations de Patrick Lanneau, collection « Villégiatures », éditions Médianes, 1993.
- Patrick Lanneau, Quinze prières, cahier de dessin 20x20cm, gouache originale en couverture, 30 exemplaires numérotés, éditions Yéo, 1993.
- Sophie Braganti, Les algues ont la peau dure, lavis de Patrick Lanneau, éditions Yéo, 1994.
- Patrick Calamusa (présentation et notes), Le Cantique des cantiques, illustrations de Patrick Lanneau, lettrines de Lalou, Z'éditions, Nice, 1995.
- Alain Lambert, Reclus, poèmes en prose, 40 exemplaires avec gouaches de Patrick Lanneau, éditions Yéo, 1996.
- Les emplois-jeunes dans la culture, illustrations de Patrick Lanneau, La Documentation française / Ministère de la culture et de la communication, 2001.
- Gilles Lades, Lente lumière, frontispice de Patrick Lanneau, collection « Grammages », L'Amourier éditeur, 2002.
- Francis Chateauraynaud, Prospéro - Une technologie littéraire pour les sciences humaines, couverture de Patrick Lanneau, CNRS Editions, 2003.
- Sophie Braganti, Una poesia, illustrations de Frédérique Nalbandian et Patrick Lanneau, 20 exemplaires numérotés, éditions Pulcinoelefante, Italie, 2005.
- Katy Rémy, Paysage solitaire, peintures de Patrick Lanneau, 239 exemplaires numérotés, collection « Métranve », éditions Tipaza, Cannes, 2008.
- Francis Chateauraynaud et Didier Torny (préface de Claude Gilbert), Les sombres précurseurs - Une sociologie pragmatique de l'alerte et du risque, couverture de Patrick Lanneau, éditions de l'École des hautes études en sciences sociales, 2013.
- Éric Sautou, La Véranda, interventions originales (aquarelles, crayons et cire) de Patrick Lanneau, 22 exemplaires numérotés et signés par l'artiste, Éditions Unes, 2018.
- Francis Chateauraynaud, L'empreneur et son double. Pragmatique du pouvoir et sociologie de l'emprise, couverture de Patrick Lanneau, Editions du Croquant, 2025.

### Tondi(peintures)

Huiles sur toiles (collections particulières), 2016-2021
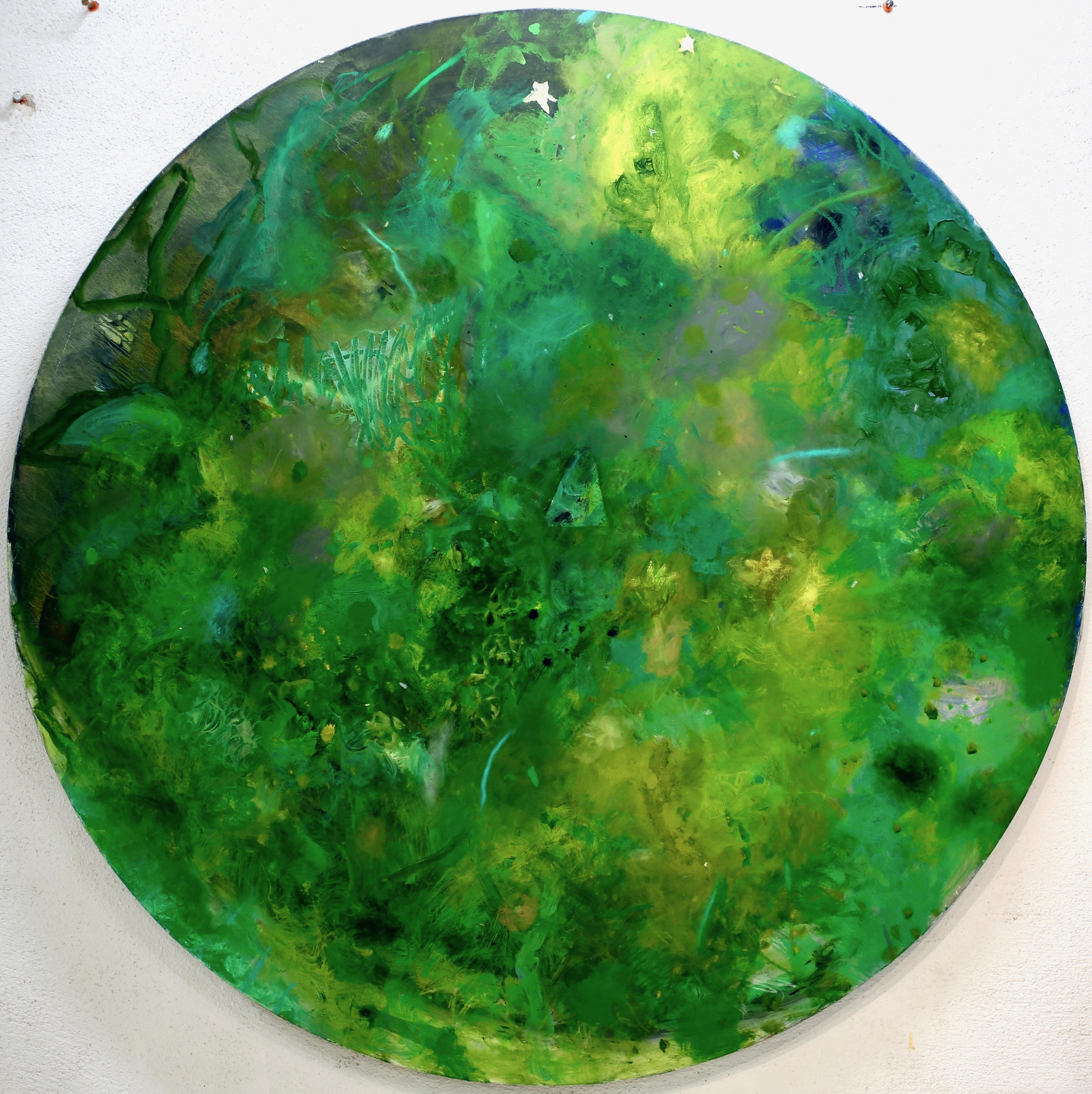
Sans titre, diamètre 150cm, 2016
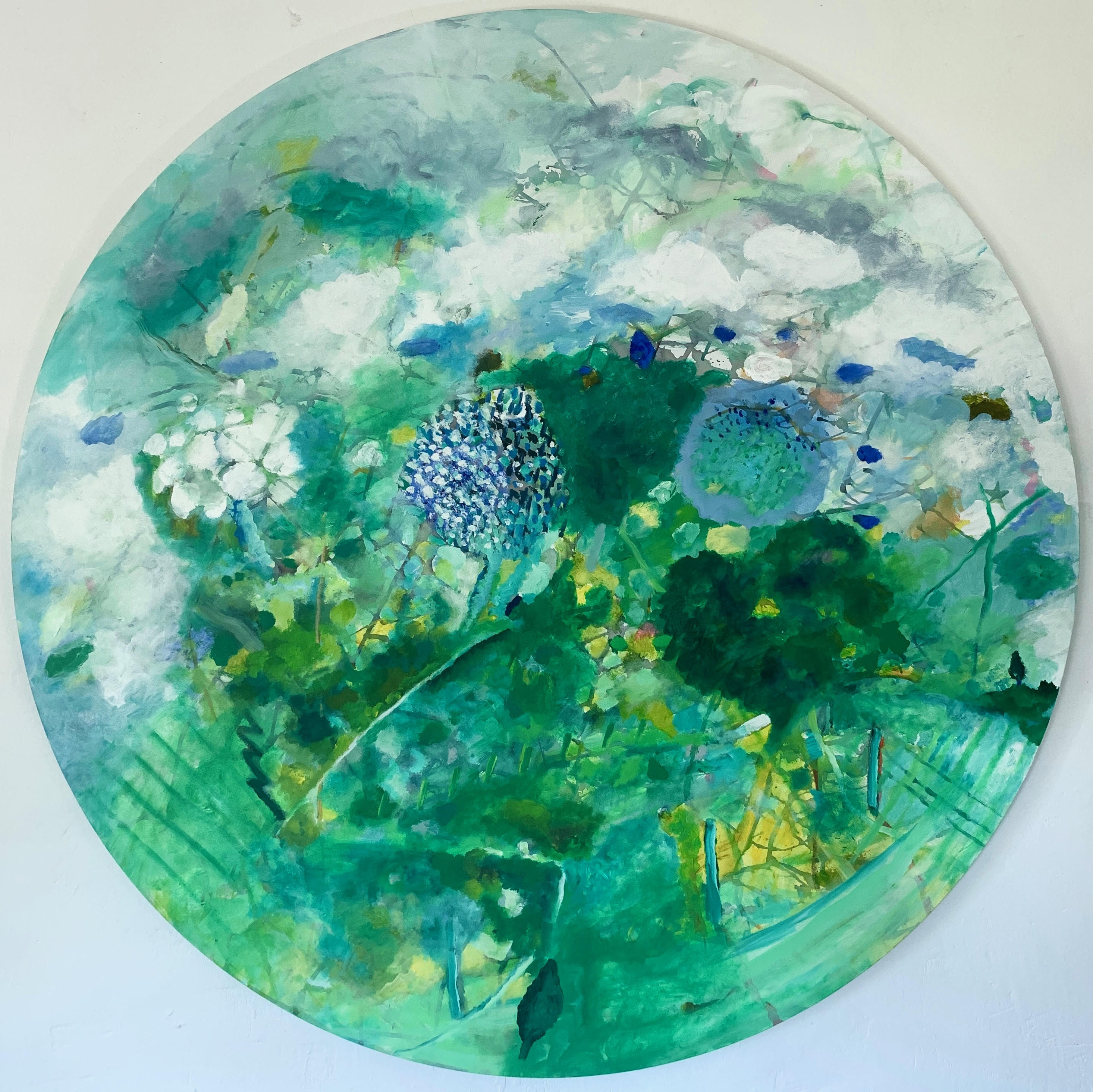
Sans titre, diamètre 110cm, 2021
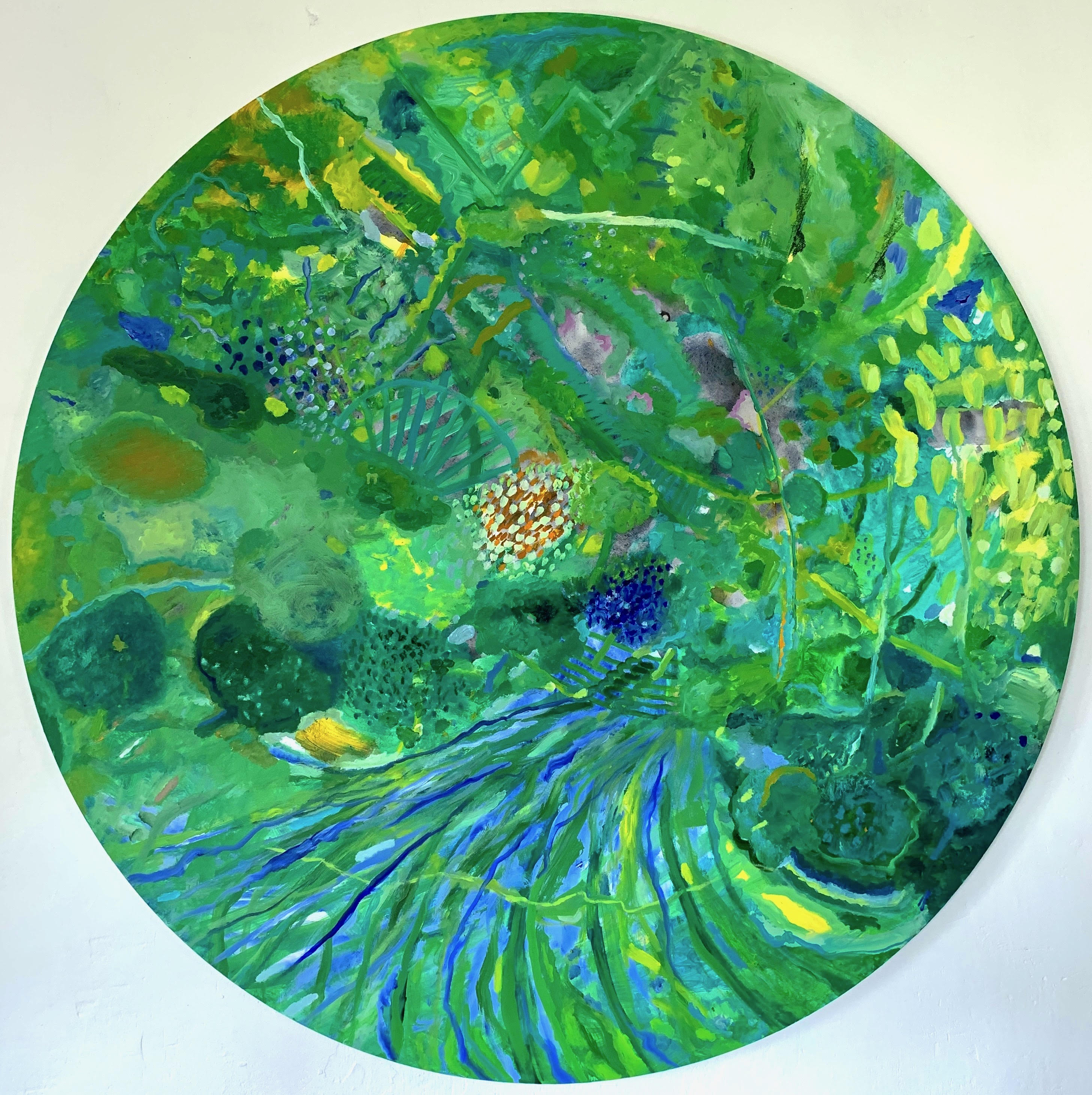
Sans titre, diamètre 100cm, 2021
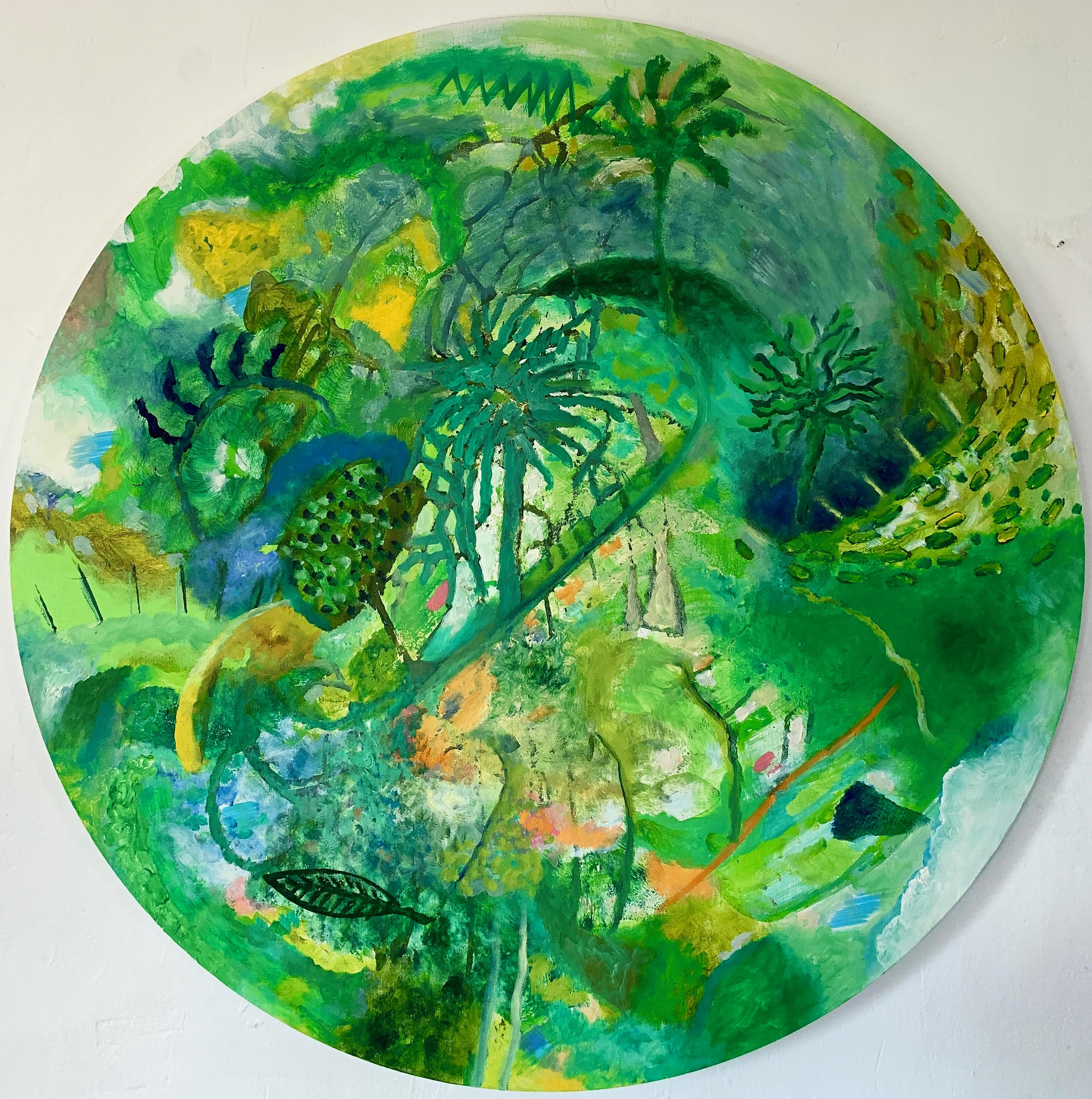
Sans titre, diamètre 80cm, 2021
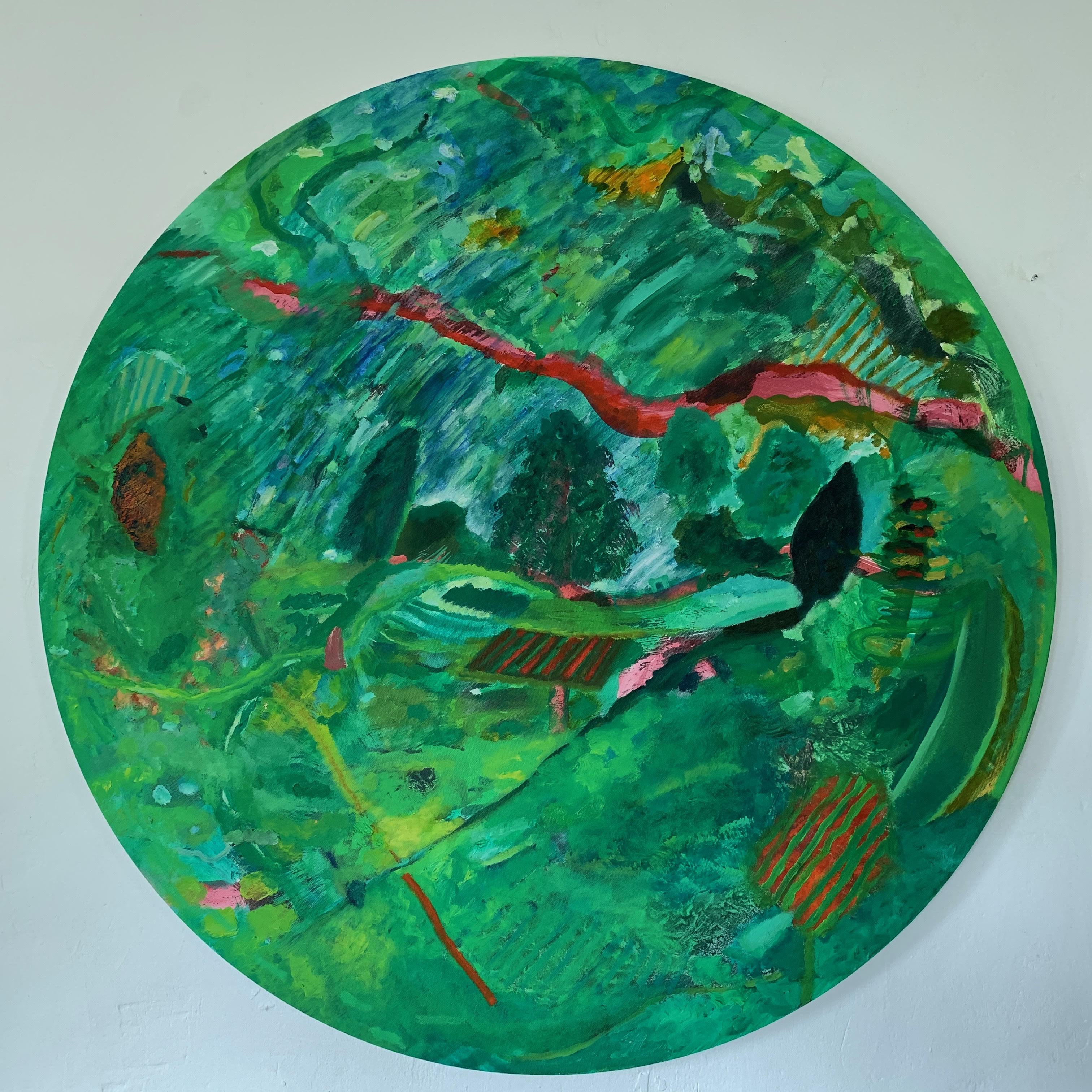
Sans titre, diamètre 80cm, 2021

### Sculptures
Les sculptures de Patrick Lanneau, bronzes de petits formats (années 1990), reprennent les signes récurrents de son œuvre peint : portiques, étoiles, rochers, formes pyramidales et courbes.

### Couverture de presse
Dans son éditorial de Télérama n°2137 du 26 décembre 1990, sous le titre « L'espoir malgré tout », Marc Lecarpentier annonce l'exposition Pour Télérama de Patrick Lanneau au mois de janvier suivant chez Area à Paris et donne sens, dans la perspective d'une guerre imminente qui est alors installée dans les esprits, au choix par l'hebdomadaire d'une toile de Patrick Lanneau pour sa page de couverture Bonne année : « l'œuvre de Patrick Lanneau qui ouvre avec Télérama l'année nouvelle évoque sans emphase le monde tourmenté dans lequel il faut bien se mouvoir. Au bout du chemin accidenté, 1991 explose en volutes inquiétantes, mais lumineuses, comme s'il fallait toujours partager nos existences entre l'angoisse et la joie ».

### Vidéos
- Ni dehors ni dedans, images et réalisation de Patrick Lanneau, sons et musique de Serge Calien, 2005[23].
- Départ, images et réalisation de Patrick Lanneau, sons et musique de Serge Calien, 2005[13].

## Expositions

### Expositions personnelles

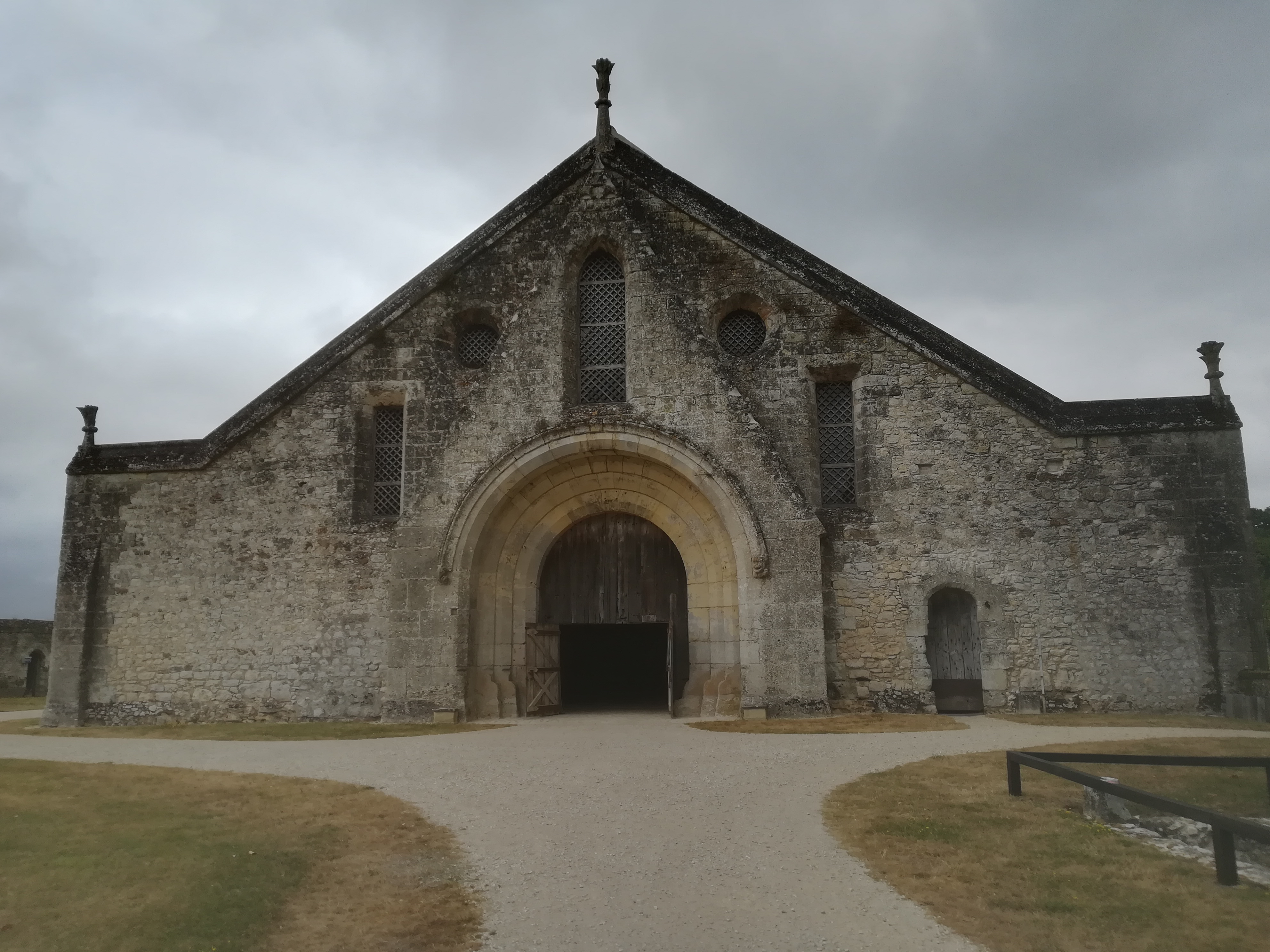
Grange de Meslay, Parçay-Meslay, 1973

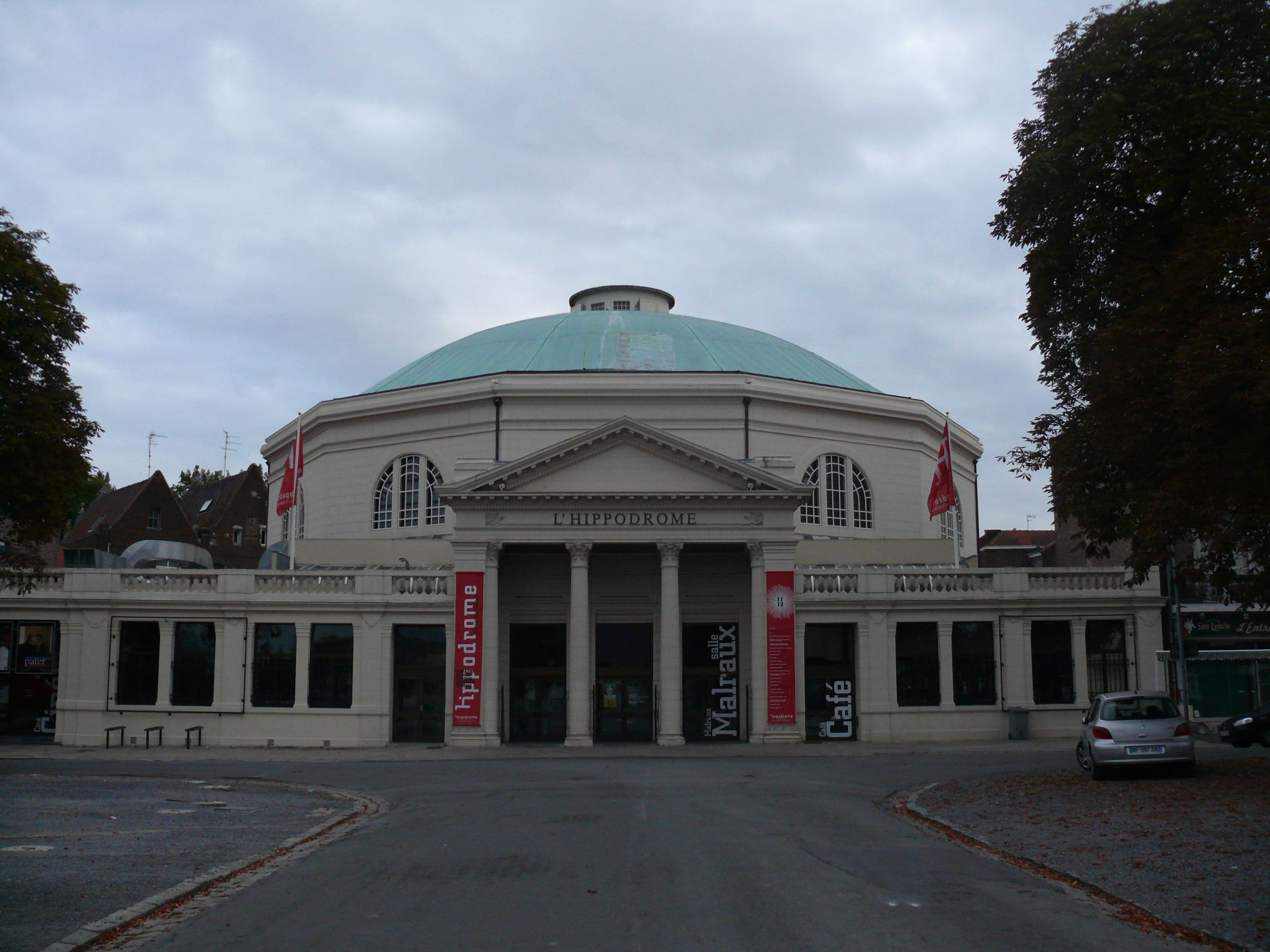
Hippodrome de Douai, 1993

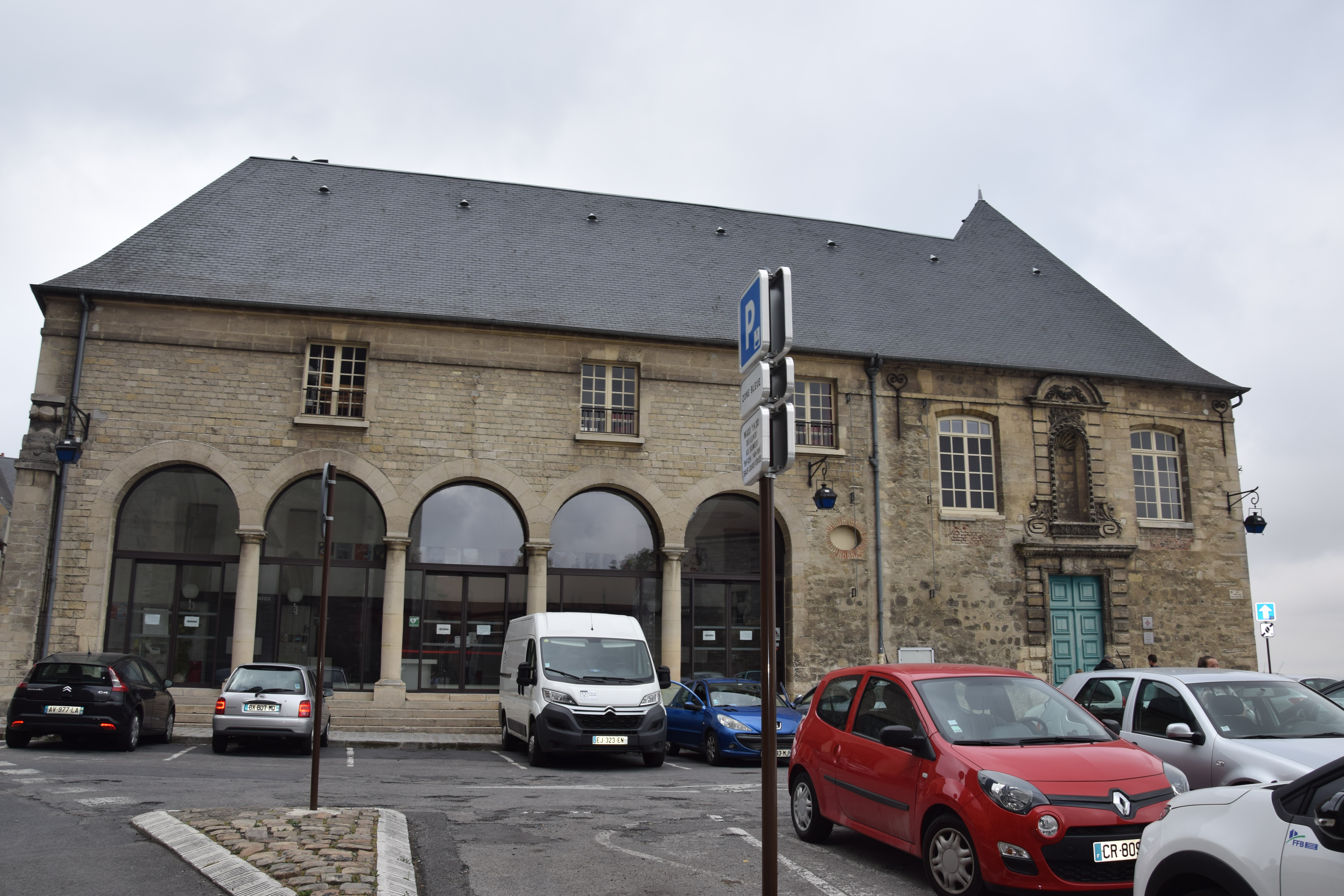
Maison des arts et loisirs, Laon, 1994

- La grange de Meslay, Parçay-Meslay, 1973[24].
- Galerie Anne Roger, Nice, 1980.
- Galerie Errata, Montpellier, 1981.
- Département contemporain ARC du Musée d'Art moderne de la ville de Paris, novembre 1981 - janvier 1982[6].
- Lanneau - Peintures, Centre d'action culturelle de Mâcon, 1982.
- Galerie Noëlla Gest, Saint-Rémy-de-Provence, 1982.
- Galerie Albert Baronian, Bruxelles, 1982.
- Galerie Lucien Durand, Paris, 1982[24], mars-avril 1984[9] , avril-mai 1986[4].
- Galerie Issert, Saint-Paul-de-Vence, décembre 1982 - janvier 1983.
- Patrick Lanneau - Figuration libre, Galerie Gmyrek, Düsseldorf, avril-mai 1983.
- Galerie Capricornio, Venise, 1983.
- Galerie d'art contemporain, Tours, octobre 1984[25]
- Galerie Françoise Lambert, Milan, 1984.
- A.P.A.C. (maison de l'Étarche), Louveciennes, 1984.
- Le Papier mâché, Nice, 1985.
- Galerie Le Chanjour, Nice, 1985.
- Musée  de Dakardynamique, 1985.
- Galerie Catherine Macé, Cannes, 1986, 1987 (Paysages magnétiques), décembre 1988 - janvier 1989, juin-juillet 1991.
- Centre d'arts plastiques de Saint-Fons, mars-avril 1987.
- Galerie Pontepietra, Vérone, 1987.
- Patrick Lanneau - Peintures, Galerie G, Besançon, 1988, 1992.
- Galerie L'Œil écoute, Lyon, 1989.
- Galerie Noëlla G., La Neuveville, 1990, 1994.
- Lanneau, Maison des arts et de la culture de Créteil, octobre-décembre 1990[26].
- Centre d'action culturelle de Bonlieu, Annecy, février 1991[2],[27],[28],[29].
- Area, Paris, janvier 1991 (Pour Télérama[22]), 1992 (Œuvres, 1980-1986)[30], 1993 (Œuvres sur bois), 1995 (Autour du Cantique des Cantiques), 1996 (Trois couleurs : rouge, jaune, bleu), 2001 (La réserve d'Area).
- Galerie Nicole Buck, Strasbourg, avril 1991[31], 1993.
- Galerie Steinmetz, Bonn et Trèves, 1991, 1992.
- Patrick Lanneau - Dix ans de parcours, Galerie Mostini-Bastille, Paris, mai-juillet 1992[30],[32],[33].
- L'Hippodrome, Douai, 1993.
- Galerie Gérard Piltzer, Paris, décembre 1993, 1996.
- Maison des arts et loisirs de Laon, janvier 1994[2].
- Patrick Lanneau - Œuvres récentes, Galerie Jacqueline Storme, Lille, 1995.
- Galerie Kandler, Toulouse, 1996.
- Patrick Lanneau - Figures et paysages, Galerie Mornin Art Concept, Nice, 1997.
- Patrick Lanneau - Jardins, Galerie Françoise Vigna, Nice, mai-juin 2000[18].
- Galerie Remp'arts, Toulon, 2001.
- Der Wanderer ou l'éloge de la promenade, Galerie de la Marine, Nice, 2003.
- La Conciergerie Gounod, Nice, novembre 2015[34].
- Galerie Eva Vautier, Nice, 2016[35].
- Patrick Lanneau - Paysages de petits formats, Le César de Ben, 16 rue Colonna d'Istria, Nice, octobre 2017.
- Galerie des Éditions Unes, Nice, avril-mai 2019.
- Patrick Lanneau - Peintures, Méridien Beach Plaza, Monte Carlo, octobre 2022 - janvier 2023.
- Le printemps des poètes - Patrick Lanneau : frontières et chemins, médiathèque Les Quatre-Chemins, La Trinité (Alpes-Maritimes)[36].
- Maison du Patrimoine, Six-Fours-les-Plages, novembre-décembre 2023[37].

### Expositions collectives

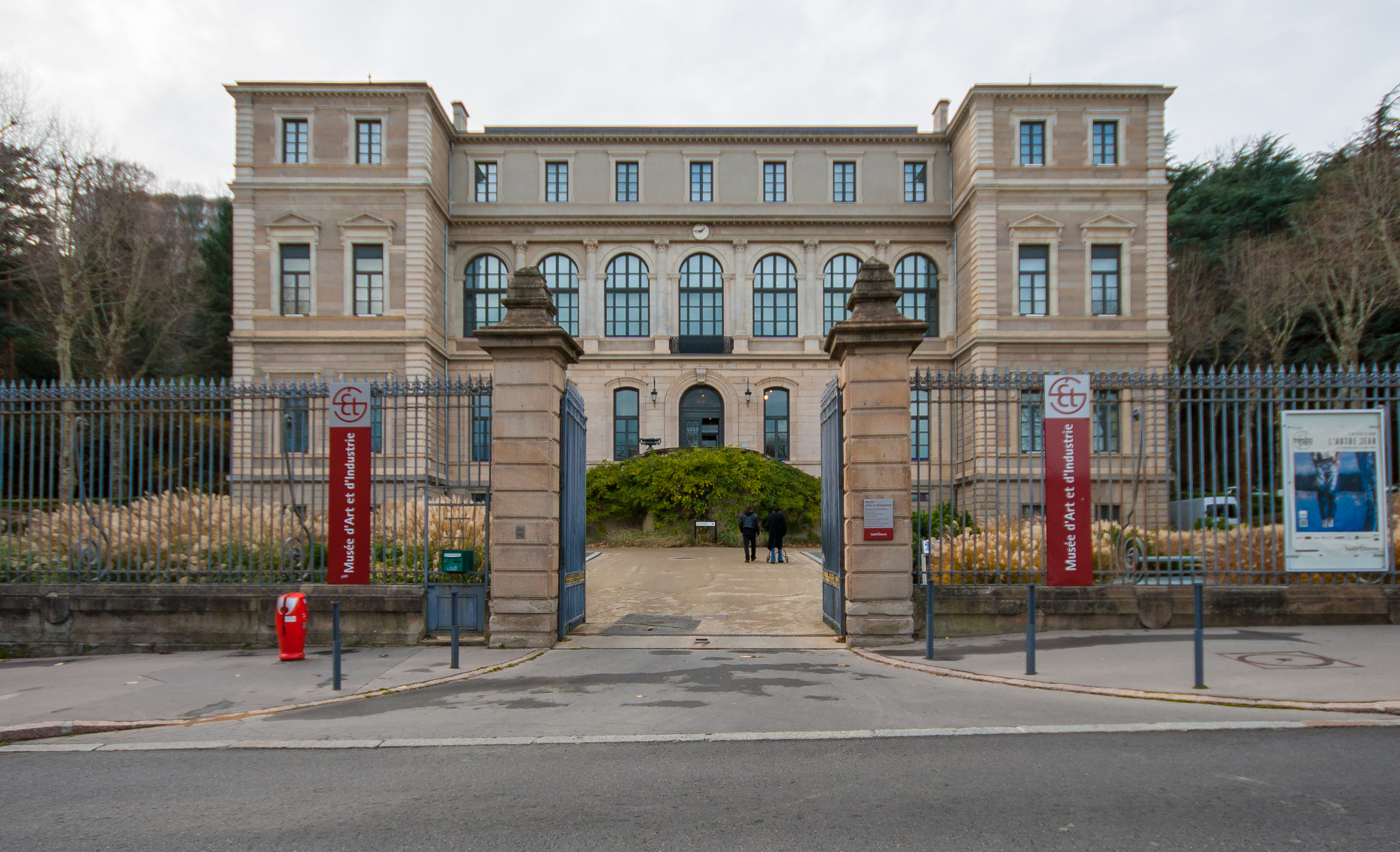
Musée d'Art et d'Industrie de Saint-Étienne, 1980

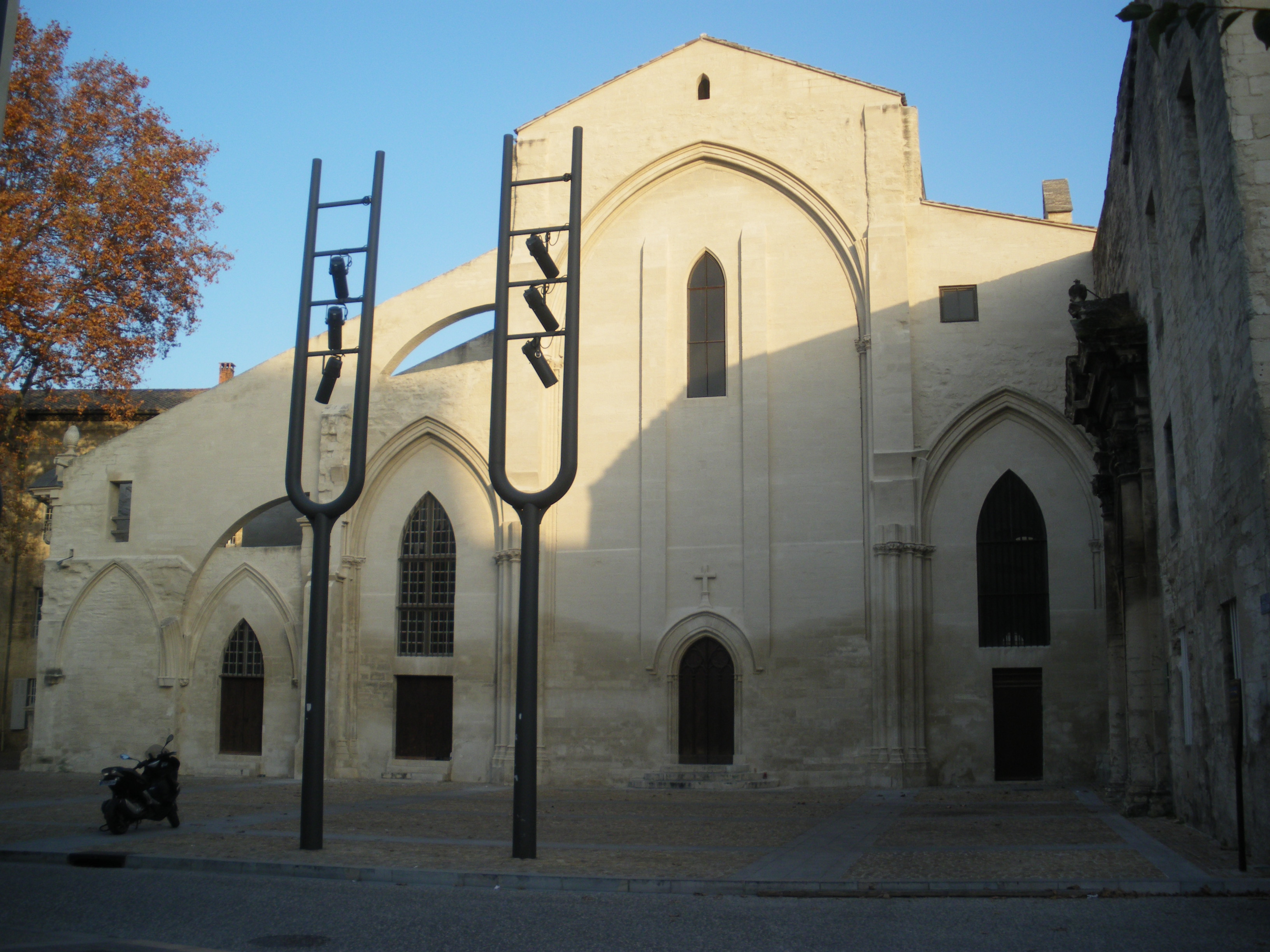
Église des Célestins, Avignon, 1981

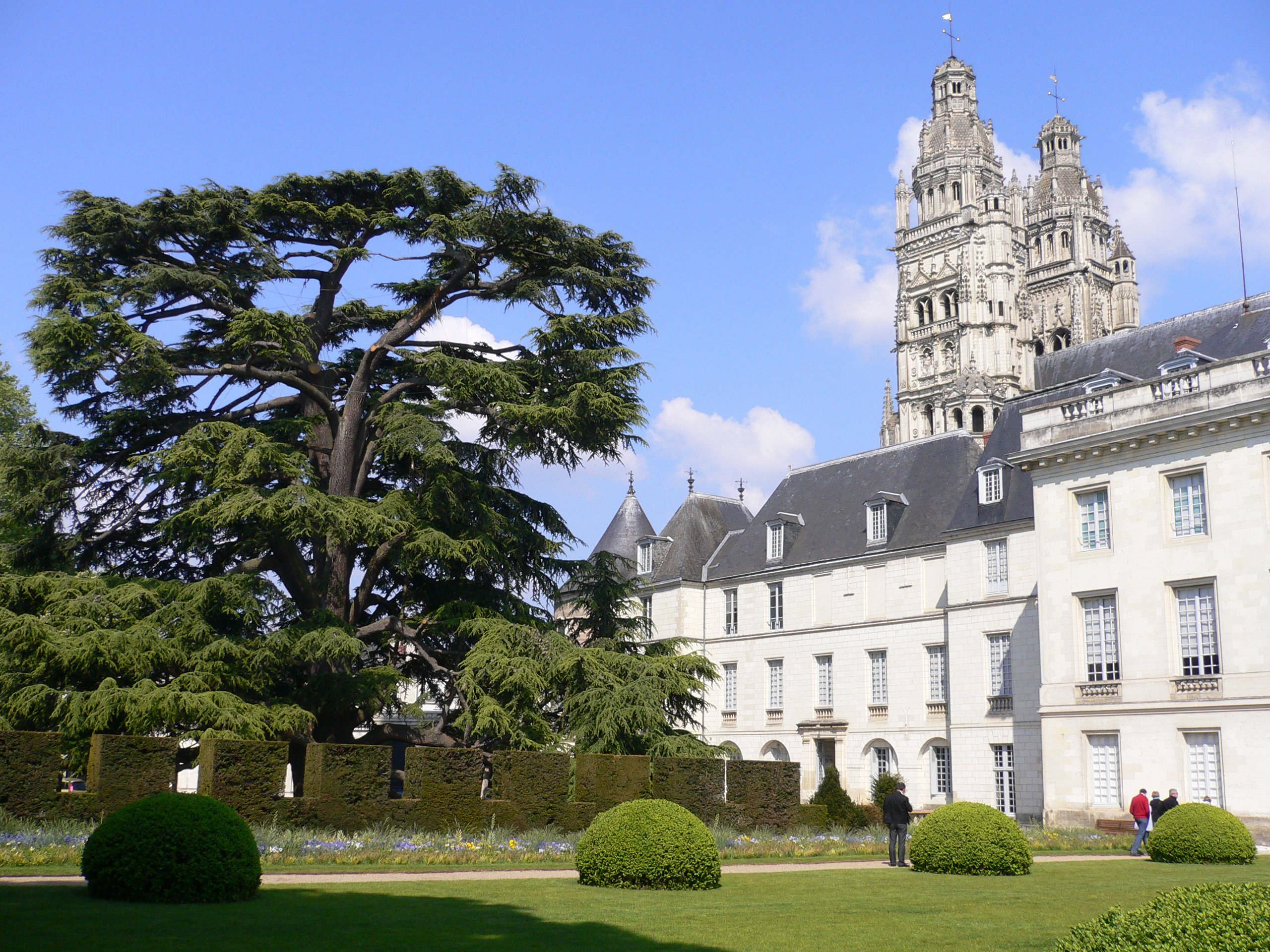
Musée des Beaux-Arts de Tours, 1981

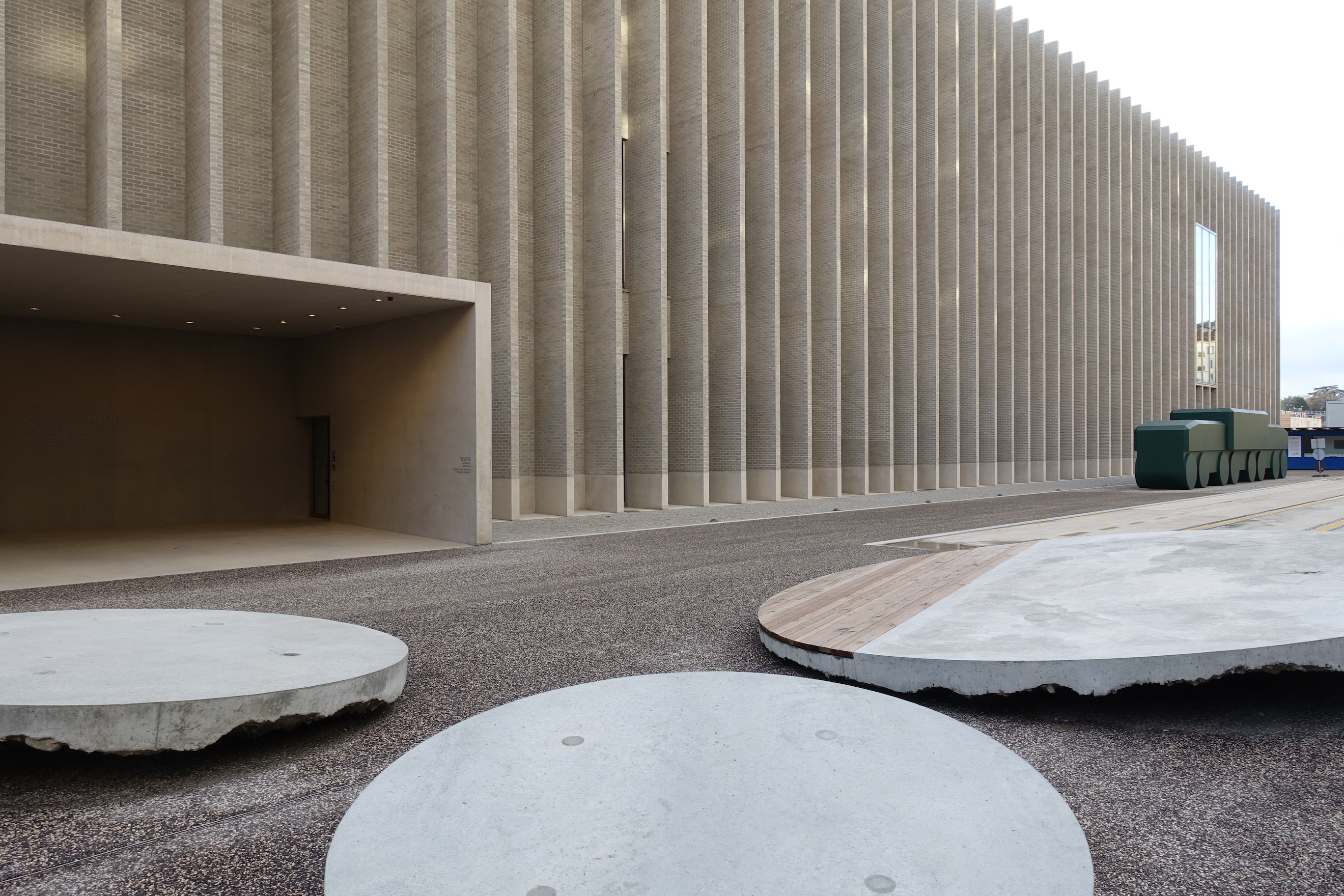
Musée cantonal des beaux-arts de Lausanne, 1984

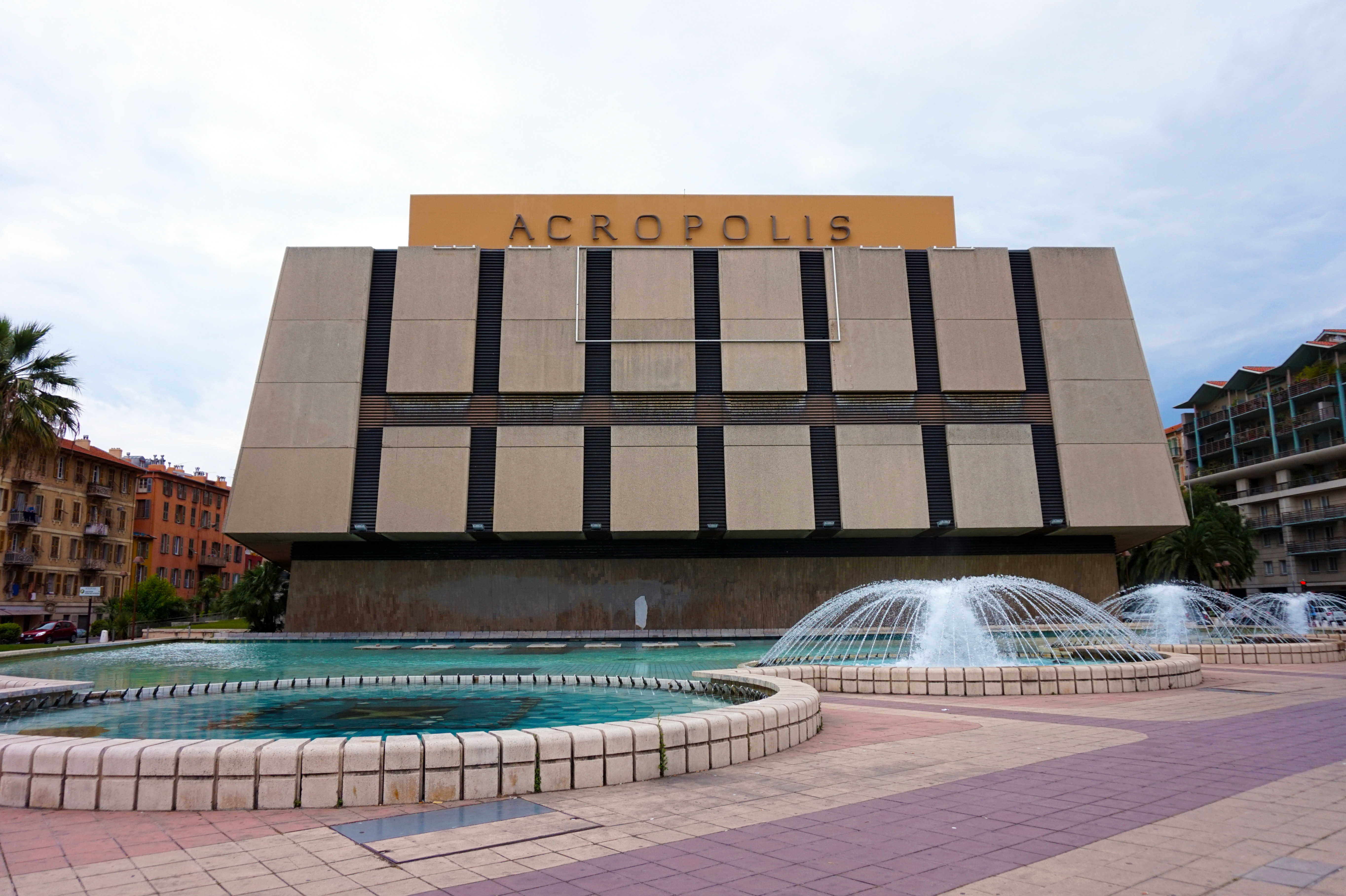
Acropolis, Nice, 1985

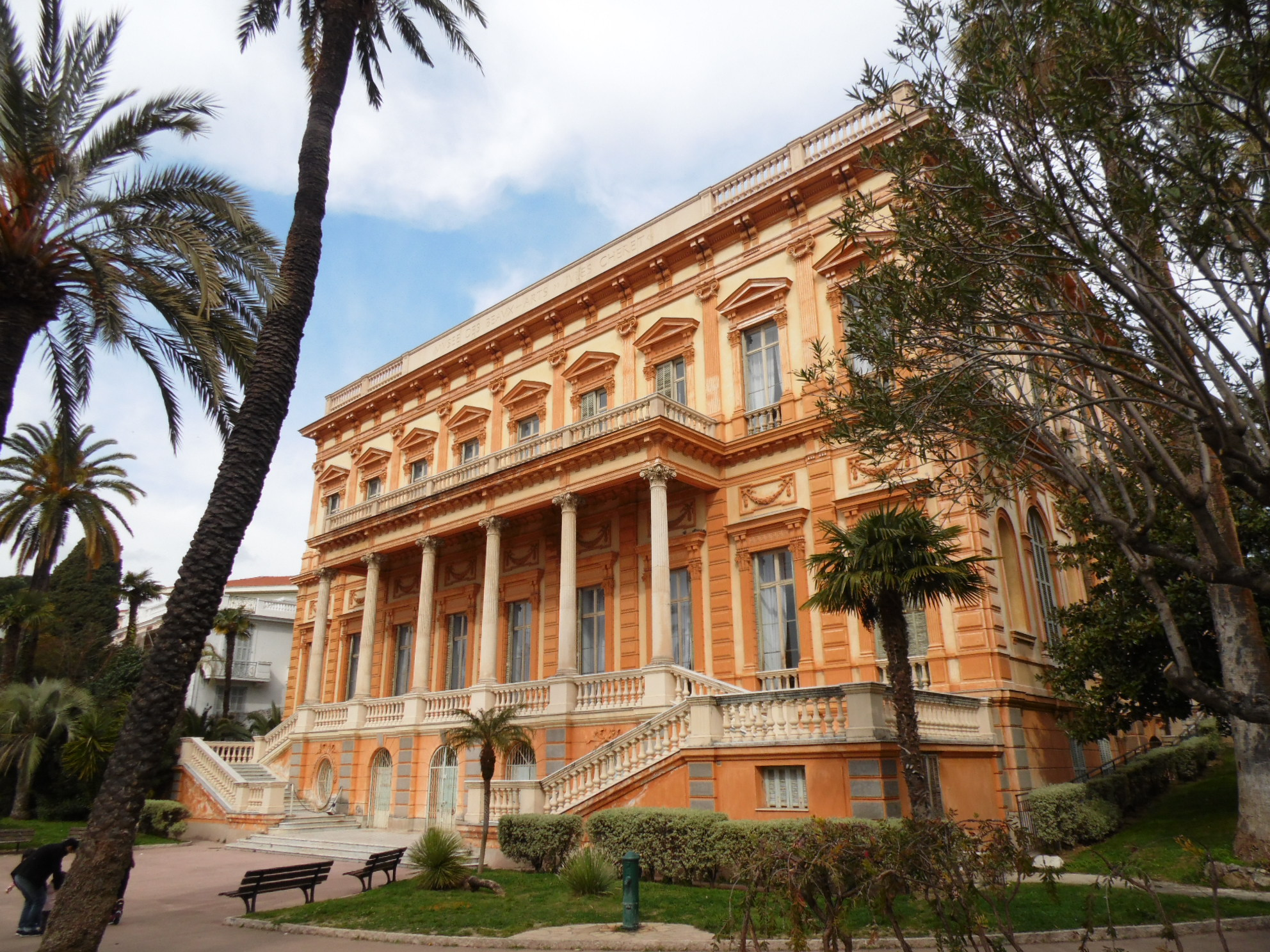
Musée des Beaux-Arts de Nice, 1990

Musée d'Art moderne et d'Art contemporain de Nice, 1991

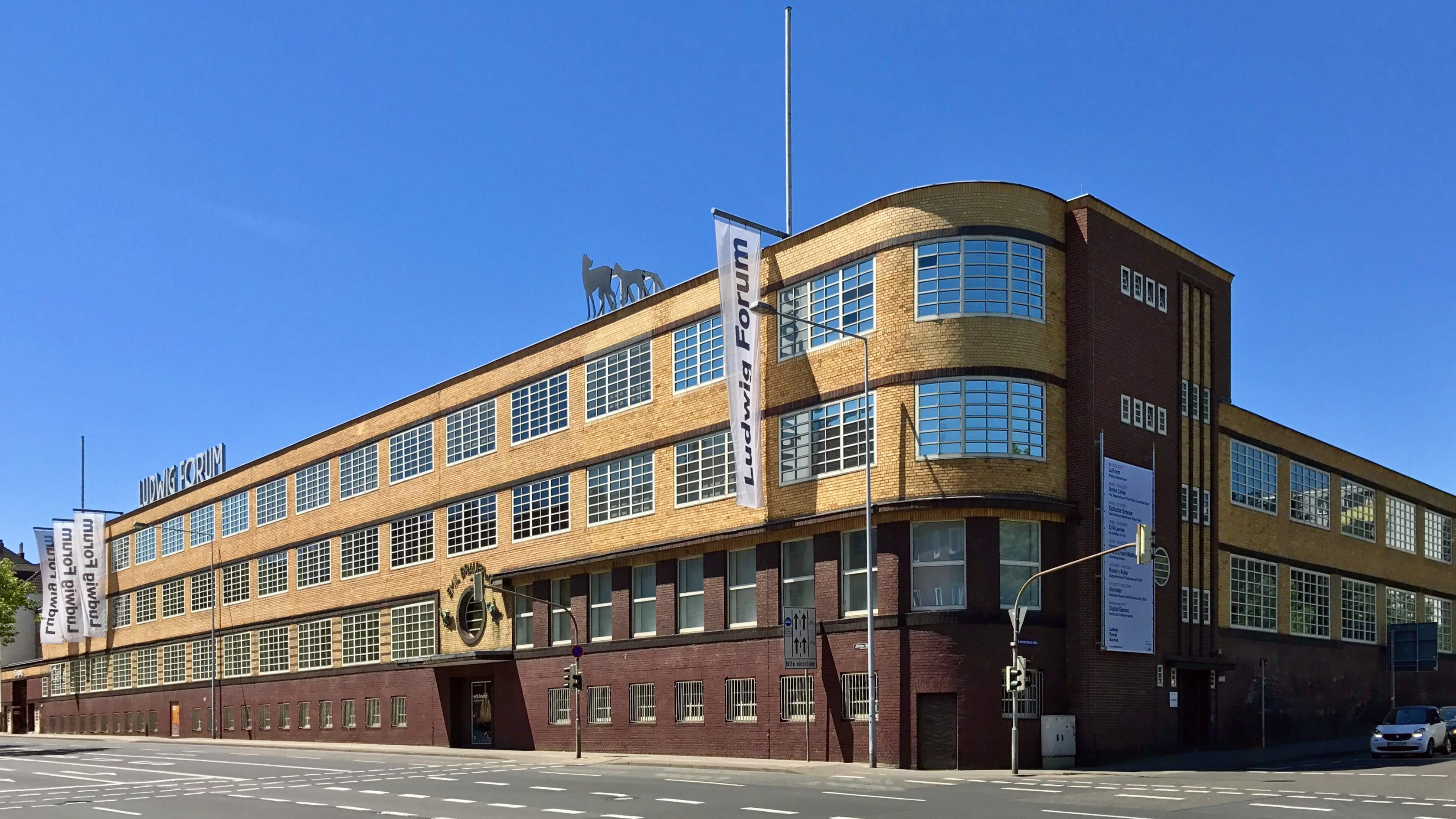
Ludwig Forum für Internationale Kunst, Aix-la-Chapelle, 1993

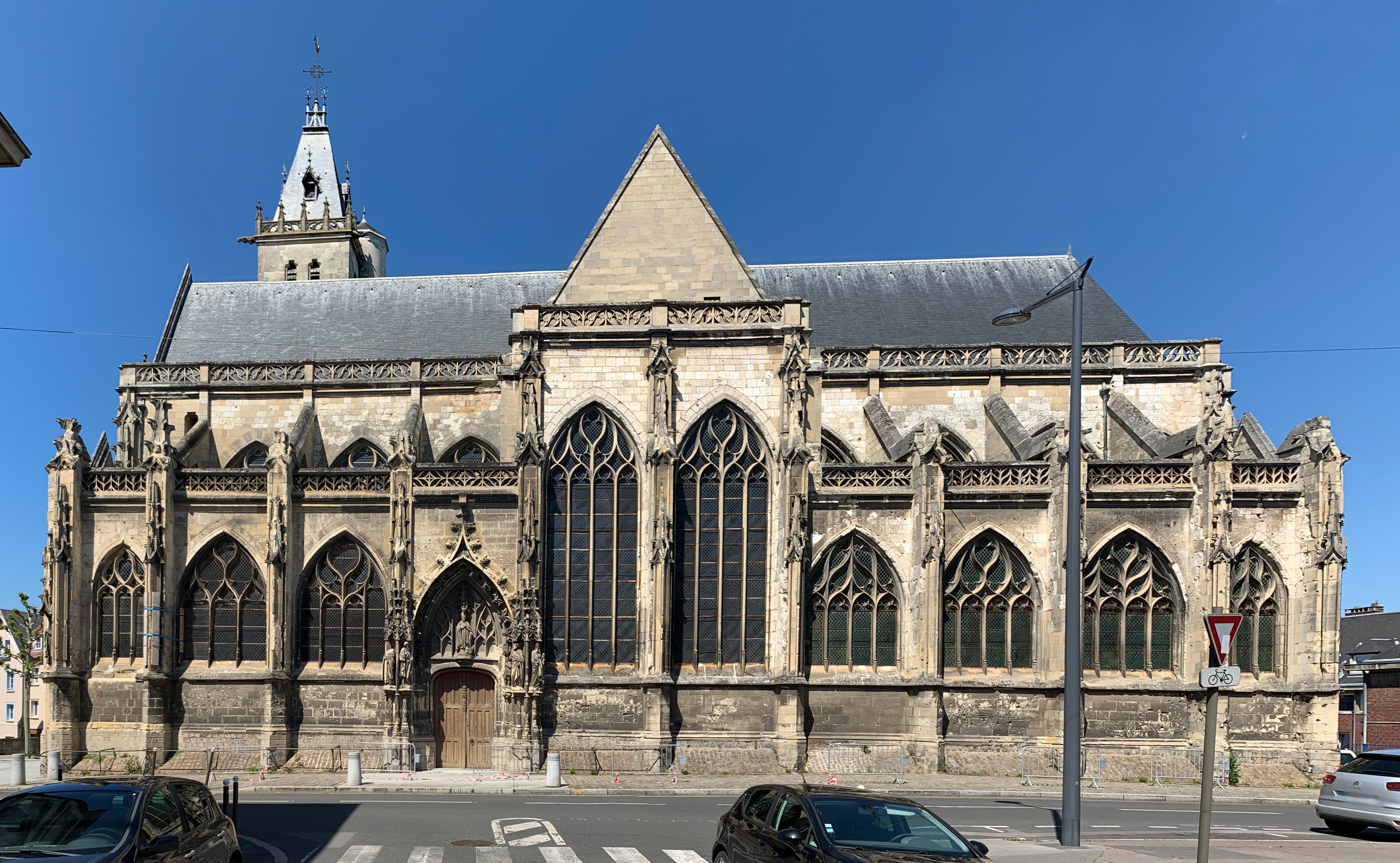
Église Saint-Germain-l'Écossais d'Amiens, 1998

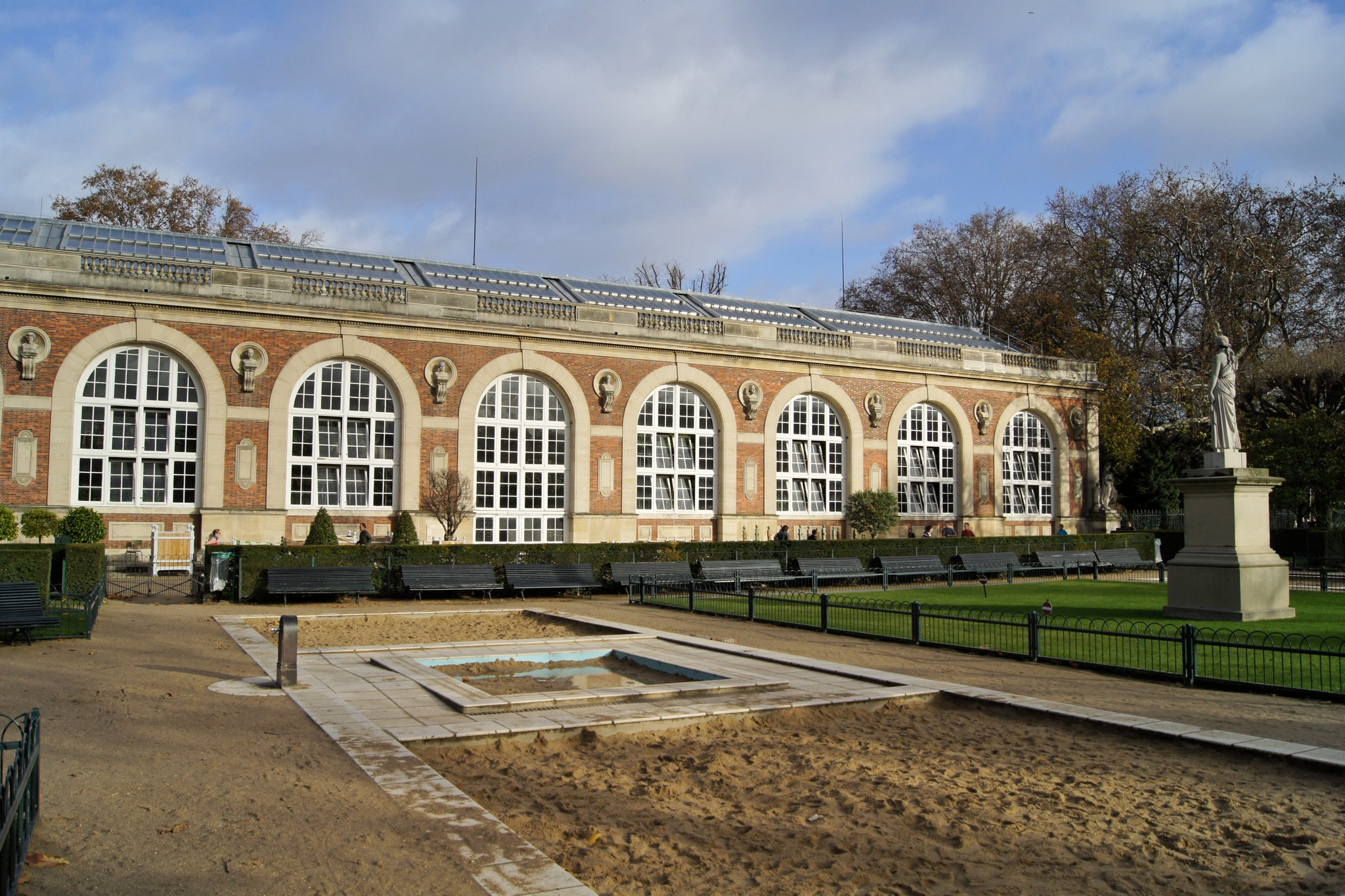
Orangerie du Luxembourg, Paris, 2002

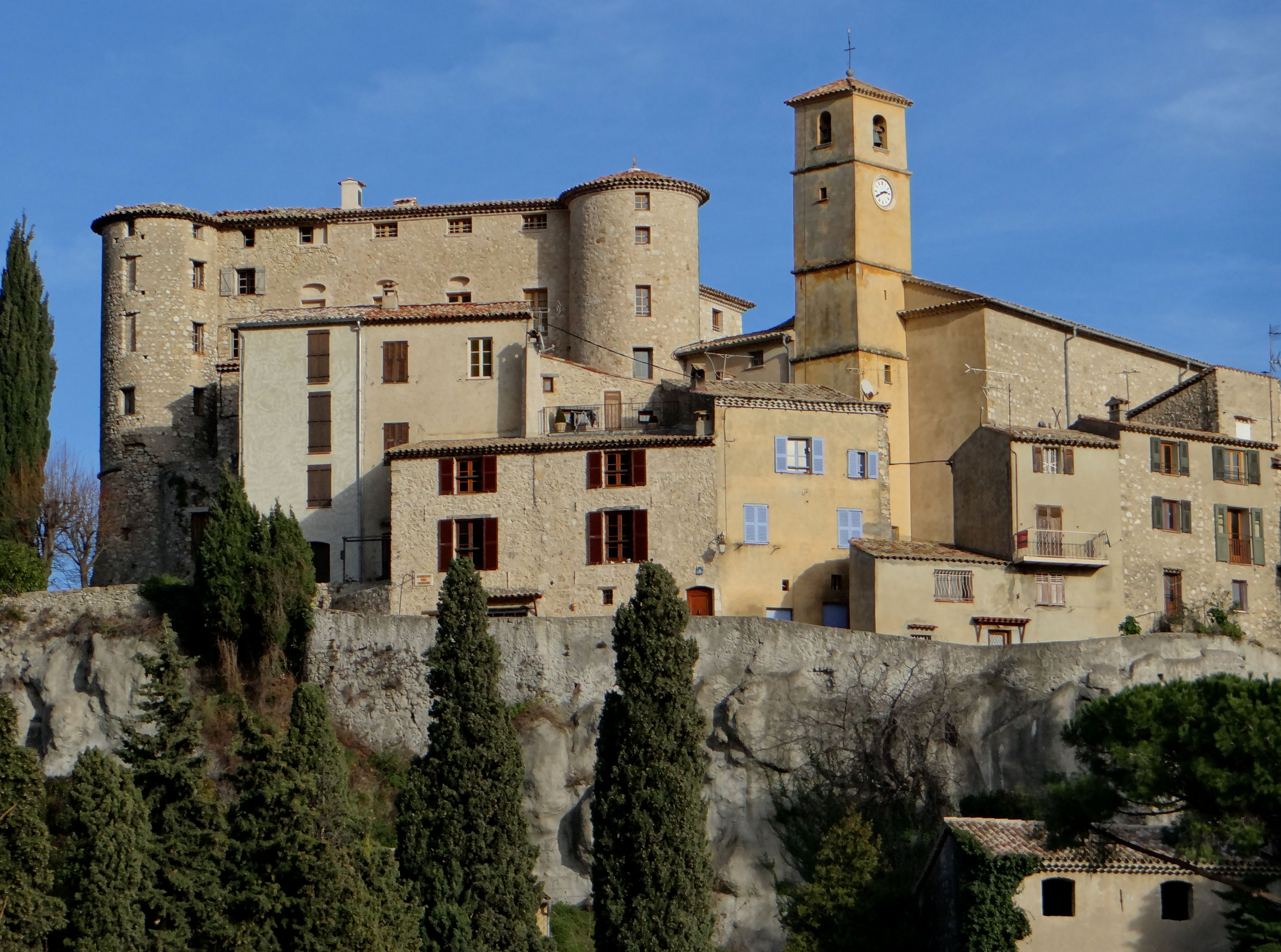
Château de Carros, 2012

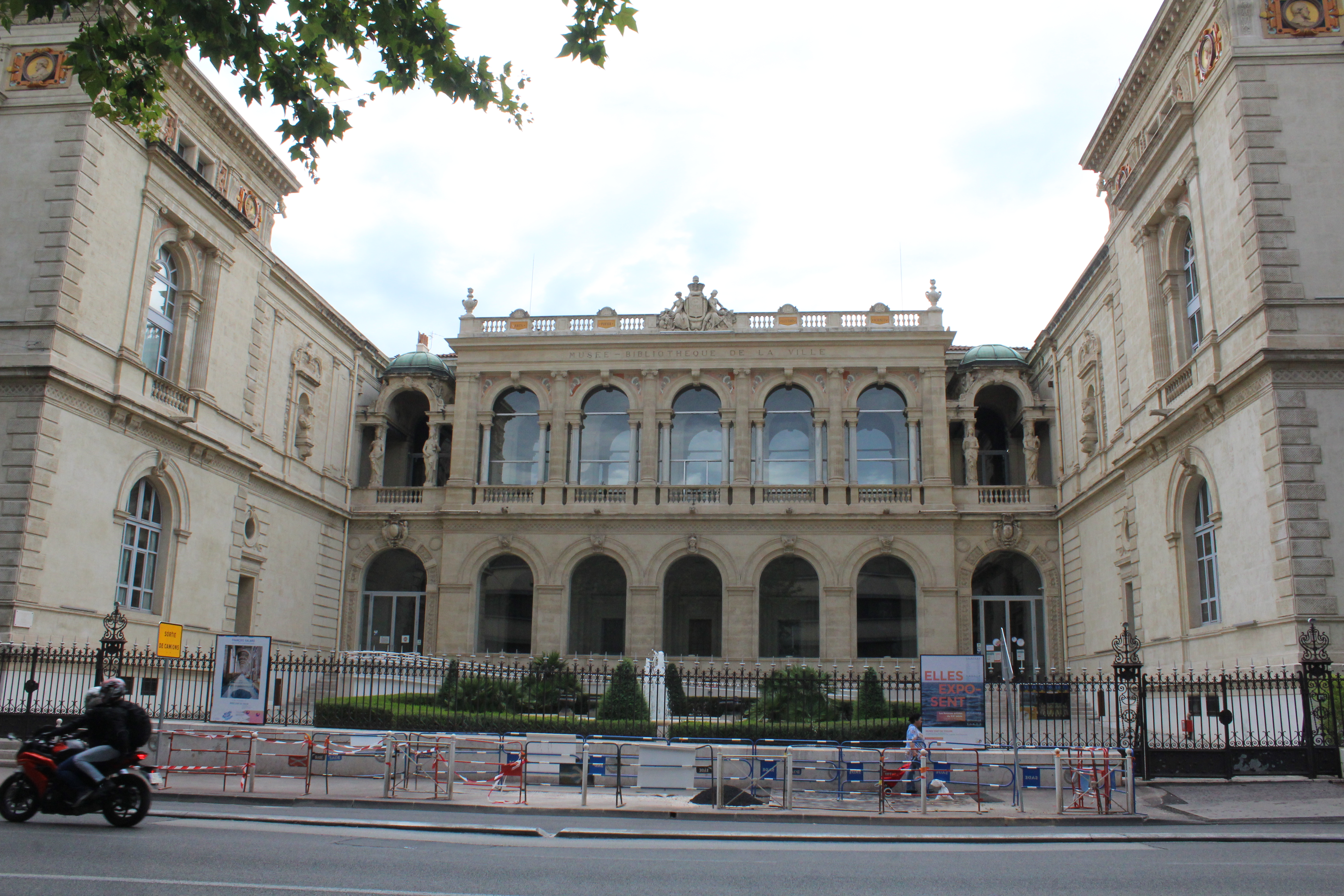
Musée d'Art de Toulon, 2015

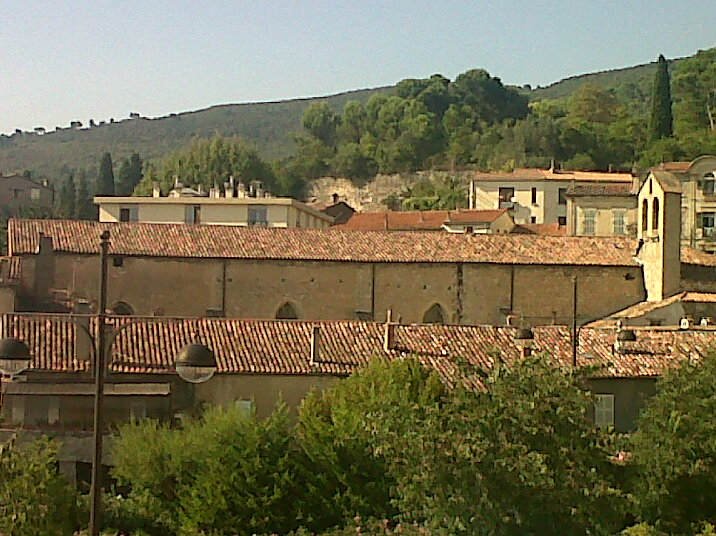
Chapelle de l'Observance, Draguignan, 2018

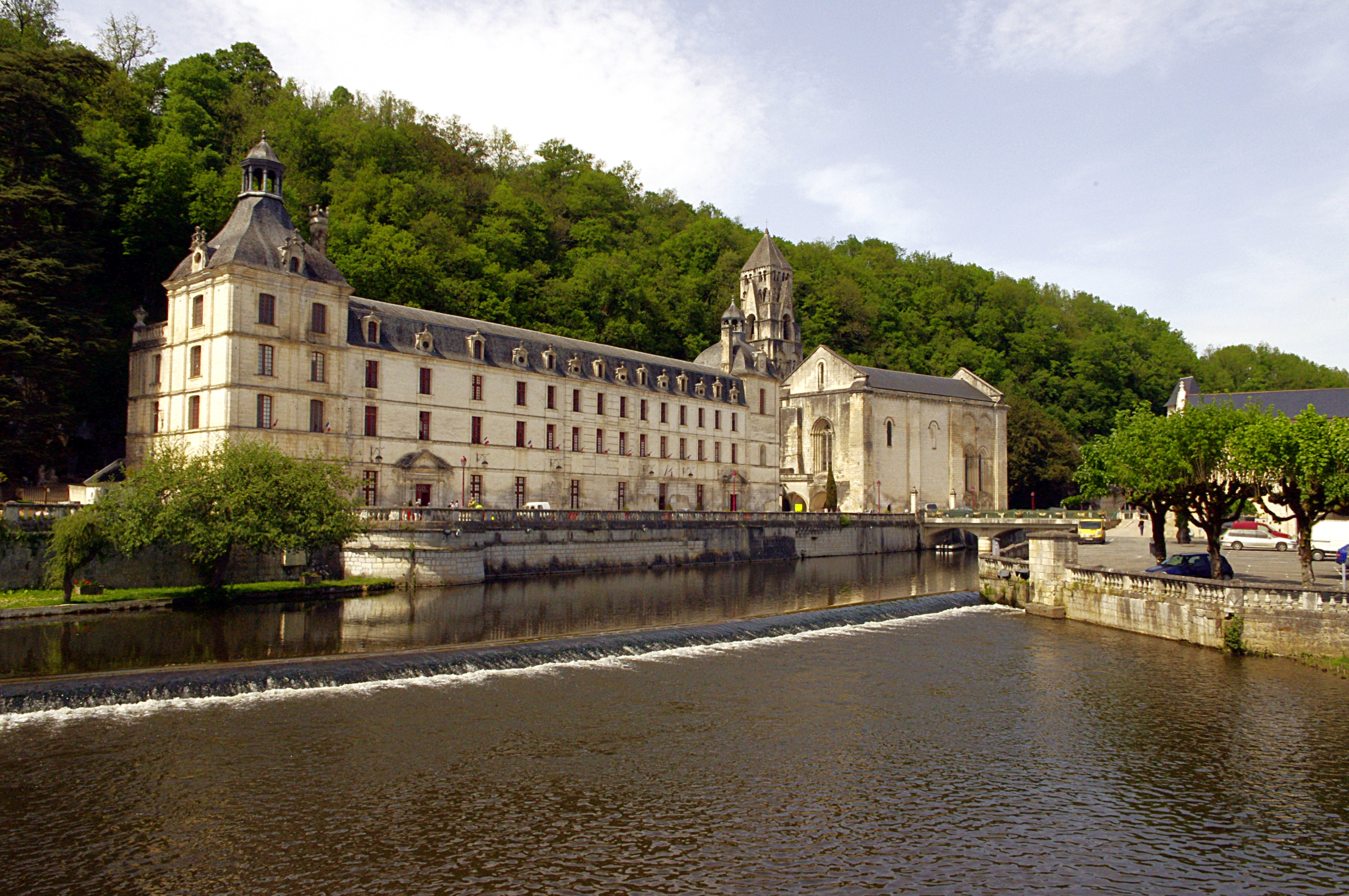
Abbaye Saint-Pierre de Brantôme, 2022

- 1968-1978-1988 - D'hier à demain : un aspect de l'art actuel, Galerie de la Marine, Nice, 1978.
- Nice à Berlin, Deutscher Akademischer Austauschdienst, Berlin, 1980[38].
- Galerie Anne Roger, Nice, 1979 (Grands formats), 1982 (Dessins sur papiers).
- Attention, peinture fraîche, Galerie d'art contemporain des musées de Nice, 1980.
- Après le classicisme, Musée d'Art et d'Industrie de Saint-Étienne, novembre 1980 - janvier 1981[39].
- L'Atelier, Nice, 1980 (Loterie : travaux récents), 1981 (Le retour d'Afrique - Patrick Lanneau, Sylvette Maurin), 1981 (On a du jaune et du bleu dans la peinture), 1982 (Figuration libre)[4].
- La valise de Sambissa - Patrick Lanneau, Sylvette Maurin, Centre franco-voltaïque, Bobo-Dioulasso, 1981.
- Midi et demi (toile de plus de 100 m2 par Patrick Lanneau dans le chœur de l'église des Célestins), festival d'Avignon, 1981.
- Tours - Multiples / Identités, Musée des Beaux-Arts de Tours / École des beaux-arts de Tours, 1981.
- Les jardins de France, Nouveau Fontvieille, Monaco, 1981.
- "Quoi de neuf ?" de Bob Calle - Patrick Lanneau et Robert Combas, espace Cacharel, Paris, novembre 1981.
- L'air du temps - Figuration libre en France, Galerie d'art contemporain des musées de Nice, février-avril 1982[7].
- Combas-Lanneau, Galerie Capricornio, Venise, 1982.
- Augenzeuge - Patrick Lanneau, Peter Chevalier, Galerie Gmyrek, Düsseldorf, 1982.
- Nice à Genas, Maison des expositions, Genas, 1983.
- Biennale d'Alexandrie, 1983.
- Marseille art présent, Musée Cantini, Marseille, 1983.
- Hommage au travail collectif, Salon de la Jeune Peinture, Grand Palais, Paris, 1983[16].
- Champion Métadier, Patrick Lanneau, Claude Marchat, Jean-Marc Scanreigh, Catherine Viollet…, Galerie Marchès-Castagne, Tours, 1983.
- Joël Hubaut, Gernot Kissel, Patrick Lanneau, Francis Limérat, Ivan Messac…, espace Kairn, Paris, 1984.
- Rite. Rock. Rêve. / Ritus. Rock. Traum. - Jeune peinture française, exposition itinérante, Musée cantonal des beaux-arts de Lausanne ; Heidelberger Kunstverein (de), Heidelberg ; Musée des Beaux-Arts d'Argovie, Aarau ; Centre d'art Henie-Onstad, Bærum ; Kunsten (Musée d'art moderne), Aalborg, 1984-1985.
- Frédéric Fenollabbate, Sabine Giraud, Patrick Lanneau, Laurens A. Daane Gallery, Amsterdam, 1985.
- Autour de Nice, Acropolis, Nice, 1985.
- Autoportraits contemporains, Musée-Galerie de la Seita, Paris, 1985.
- Jean-Michel Alberola, Sabine Giraud, Gottfried Honegger, Patrick Lanneau, François Morellet, Martin Müller-Reinhart…, A.P.A.C. (Maison de l'Étarche), Louveciennes, 1985.
- Foire internationale d'art contemporain (stand Galerie C. H. Le Chaufour, Nice), Grand Palais, Paris, octobre 1985.
- Sur les murs - Quinze peintres de la Fondation, Fondation Cartier pour l'art contemporain, Jouy-en-Josas, février-mai 1986[40].
- Émouvances, Palais des congrès de Strasbourg, 1986.
- Treizième art, Les Frigos, Paris, 1987, 1989, 1990, 1991, 1994, 1996, 1997.
- 1789-1989 - Le témoignage de la peinture, halles d'Avranches, puis basilique Saint-Aphrodise de Béziers, 1989[4].
- Petit format de papier, Musée du petit format, Cul-des-Sarts, 1989 ; hospice Saint-Charles, Rosny-sur-Seine, 1990.
- Art et partage, Musée des Beaux-Arts de Nice, 1990.
- Salon d'art contemporain de Montrouge, 1990, 1993.
- Foire internationale d'art contemporain, Grand Palais, puis espace Eiffel Branly, Paris, 1990 (stand Galerie Lucien Durand), 1993, 1994, 1995 (stand Galerie Gérald Piltzer).
- Années 80, Musée d'Art moderne et d'Art contemporain de Nice, 1991.
- Une robe, un artiste, Galerie Poirel, Nancy, 1991.
- Des peintres et des sculpteurs, Galerie Nicole Buck, Strasbourg, 1991, 1992.
- La couleur, Galerie Slotine-Perkowsky, Le Havre, 1991.
- SAGA (Salon des Arts graphiques actuels, Paris, 1991, 1993[2].
- Area, Paris, mars 1991 (Badoit - L'art au menu)[41], 1993 (Livres/objets et papiers d'artistes), 1998 (Voilà l'été - Arezki Aoun, Thomas Groslier, Patrick Lanneau, Benjamin Lévesque, Benoît Tranchant).
- De Bonnard à Baselitz - Dix ans d'enrichissements du cabinet des estampes, 1978-1988, Bibliothèque nationale de France, Paris, 1992[42].
- Patrick Lanneau, Jean Borsotto, Denis Castellas, Gérald Thupinier, Gérard Serée, L'Atelier, Nice, 1992.
- Bronzes de peintres, artothèque de Miramas, 1992.
- La Méditerranée, l'inspiratrice, Maison des Comoni, Le Revest-les-Eaux, 1992.
- L'éloge de la peinture - James Brown, Rainer Fetting, Gérard Garouste, Per Kirkeby, Patrick Lanneau, Serge Plagnol, Musée d'Art de Toulon, juillet-octobre 1993.
- L'éloge du corps - Laurent Betremieux, Colette Deblé, Patrick Lanneau, Jean-Pierre Le Boul'ch, Zwy Milshtein, Ernest Pignon-Ernest, Serge Plagnol, Marie Rauzy, Vladimir Veličković, Hôtel de Clavier, Brignoles, 1993.
- Journée internationale de l'enfance, espace NK, Hô Chi Minh-Ville, 1993.
- Galerie Gérard Piltzer, Paris, 1993[24].
- Établissements Élie de Brignac, Deauville, 1993 (Laurent Bétremieux - Philippe Lanneau), 1996 (Courant d'art à Deauville - Correspondances).
- EXPO Chicago (en) (stand Galerie Piltzer, Paris), Chicago, septembre 1993, septembre 1996, septembre 1997.
- Romantik in der Kunst der Gegenwart - Sammlung Murken, exposition itinérante, Allemagne et Suisse, 1993, 1994, 1995 : Ludwig Forum für Internationale Kunst, Aix-la-Chapelle ; Kunstmuseum, Leverkusen ; Kunstmuseum, Osnabrück ; Kunstraum Kreuzberg/Bethanien (de), Berlin ; Städtische Galerie Jesuitenkirche, Aschaffenbourg ; Musée régional de Mayence ; Musée Zeppelin, Friedrichshafen ; Kunstmuseum (de), Thoune[43].
- Salon Découvertes (stand Galerie Gérard Piltzer), parc des expositions de la porte de Versailles, Paris, mars 1994[44].
- Autour de la Méditerranée - Vivien Isnard, Patrick Lanneau, Serge Plagnol, Meriem Bouderbala, Galerie Lola Gassin, Cannes, 1994.
- Accrochage d'artistes contemporains, Ministère de l'Éducation nationale, Paris, 1994.
- Sculptures en écho, salle du Citoyen, Lognes, 1994.
- Jean de La Fontaine, morales d'hier et d'aujourd'hui, Muséum national d'histoire naturelle, Paris, 1995.
- L'univers des miniatures, Galerie Nicole Buck, Strasbourg, 1995.
- Salon des peintres - Jean-Michel Alberola, Philippe Cognée, Vincent Corpet, Christian Gardair, Pierre Klossowski, Patrick Lanneau, Pierre et Gilles, Pascale Vayron, Raab Galerie, Berlin, 1995.
- Retrospektiv - Introspektiv - Perspektiv, Galerie Bernhard Steinmetz, Bonn, 1995.
- Passion, église Saint-Jean de Neuwiller-lès-Saverne, 1996.
- Première fête de la poésie et du livre d'artiste, médiathèque de Saint-Quentin-en-Yvelines, 1996.
- MIR, des images pour la paix, église Saint-Pierre-le-Puellier d'Orléans, 1996.
- Patrick Lanneau, Éric de Tarragon - Peinture… Couleurs… Peinture…, Centre culturel du manoir de Cologny, février-mars 1996[1].
- La Réserve d'Area, Paris, 1996 (exposition inaugurale), 1997 (Faites le printemps ; Des couleurs pour l'été).
- Aparté - Artistes d'ailleurs, église Saint-Germain-l'Écossais d'Amiens, 1998.
- Art ou nature ?, orangerie du Luxembourg, Paris, 2002.
- Der Wanderer ou l'éloge de la promenade, Galerie de la Marine, Nice, mars-juin 2003.
- Hélène Jourdan-Gassin - Regard sur une collection, Galerie des Ponchettes, Nice, avril-juin 2008[3],[45].
- Les collections du MAMAC, Galerie des Ponchettes, Nice, novembre 2011[46].
- Autour des mots et des poèmes de Marcel Migozzi - Œuvres de Henri Baviera, Alain Boullet, Gérard Eppelé, Patrick Lanneau, Bernard Pagès, Serge Plagnol et Solange Triger, Maison des arts de Carcès, mai-juin 2012[47].
- Sur la piste des éléments - Patrick Lanneau, Frédérique Nalbandian, centre d'art contemporain du château de Carros (commissaire d'exposition : Sophie Braganti), juillet-septembre 2012 - février 2013[48],[49],[21],[19],[20]
- Seize artistes, années 80, CirCa, Arles, avril-juin 2013[50].
- Délices d'artistes, Musée d'Art de Toulon, novembre 2015 - avril 2016[51].
- Visage et silhouette dans les collections du Musée d'Art de Toulon - Colette Chauvin, Jean-Pierre Le Boul'ch, Laurent Bétremieux, Serge Plagnol, Patrick Lanneau, Zwy Milshtein, Batterie du Cap Nègre, Six-Fours-les-Plages, juillet-septembre 2016[52].
- Autour de l'Afrique : Patrick Lanneau, Philippe Baldacchino, Jean-Claude Le Gouic, Franta - Peintures, aquarelles, sculptures, tissus, objets, Galerie Circa, Arles, décembre 2016 - avril 2017[53].
- Le lieu de la peinture - Patrick Lanneau, Serge Plagnol, Agnès Mader, chapelle de l'Observance, Draguignan, 2018.
- Ben et ses invités, Le 109 - Pôle de cultures contemporaines, Nice, juin-octobre 2019[54].
- Sortie de sa réserve, Centre international d'art contemporain du château de Carros, février-mai 2020[55].
- Quatre peintures de grand format de la collection du Pin perdu - André-Pierre Arnal, Thierry-Loïc Boussard, Irène Laksine, Patrick Lanneau, maison Max-Ernst, Huismes, juillet 2021[56].
- Les rencontres d'atelier - Édition 2 : Lydie Dassonville, Béatrice de Domenico, Christian Dermit, Patrick Lanneau, Jacqueline Matteoda, Amaury Peyraud, Marion Poix, Chris Beraet, Frédéric Fenoll, Jean-Marie Fondacaro, Sylvia Leone-Castaldi, Rob Rowlands, Héléna Krajewicz, Bornala Factory (atelier de Frédéric Fenoll), Nice, octobre 2021.
- Sculptures, peintures : Dominique Billiet, Gwyn Griffin, Patrick Lanneau, abbaye Saint-Pierre de Brantôme, août 2022.
- La rencontre des Rencontres d'ateliers, La Gaya Scienza, 9bis rue Dalpozzo, Nice, mars 2023[57].
- Artothèque : la collection, espace Jacques-Prévert, Mers-les-Bains, janvier-février 2025.
- Sous nos pas, les rivières, Centre international d'art contemporain de Carros, février-juin 2025[58].

## Citations

### Dits de Patrick Lanneau
- « Je ne crois pas à la beauté en peinture. Il n'y a que des peintres, avec leur force, leur conscience. Ce qui est beau, c'est l'eau, le ciel, les yeux des gens. Lorsque je termine une toile, c'est que j'ai conscience des forces que je suis en train de manier. J'ai l'impression de libérer un tableau, de le laisser exister seul. » - Patrick Lanneau, 1993[4]
- « Ce que je vois dans le paysage, c'est une alchimie entre formes, couleurs, densités et flottements, ombres et lumières. Les formes que je place ne sont que des signaux, dans le sens où ils indiquent un chemin, un point d'arrêt, un passage. Dans le paysage, il y a ce que l'on voit, avec nos yeux, nos sens, et ce qu'il provoque comme vision dans notre cerveau, comme appel à notre mémoire. C'est entre ces deux perceptions et dans leurs liens créatifs que se situe mon questionnement. » - Patrick Lanneau, 2012[20]

### Réception critique
- « Autrefois, en 1980, la lumière étincelait dans ses tableaux par le truchement de teintes joyeuses, jaunes, roses, blancs. Autrefois, la lumière était une évidence et l'œuvre finalement séduisante. Lanneau habitait Nice, et le public ravi se rassasiait de lueurs maritimes baignant des palmiers de circonstance et des portiques grecs échoués là comme des embarcations fragiles et disloquées après une tempête où le vent fait resurgir de l'onde déchaînée d'étranges souvenirs… Plus tard, après un séjour en Afrique, je crois, la peinture bascula… Il fallait sans doute repenser l'univers autrement, redéfinir le rapport de l'homme à la nature, rechercher la lumière ailleurs que dans ses reflets les plus séduisants, mais aussi les plus trompeurs. Alors les cieux s'assombrirent, mauves, bruns, noirs ; les palmiers disparurent et les étoiles brillèrent d'une sombre lueur. Lanneau habitait maintenant Paris, et le public étonné hésitait à accompagner le peintre dans une nuit qu'il jugeait prématurément éternelle. » - Olivier Céna[26]
- « Aller capter les couleurs vives de l'Afrique. Rapporter le souvenir des formes essentielles d'Égypte, une pyramide, un palmier, une porte monumentale. Ce qui a été vu, ce qui est vu, entre dans cette peinture, devient des signes, des symboles, l'Arbre, l'Arche, des archétypes de la Vie. Patrick Lanneau réfute l'abstraction : "quand la peinture est trop abstraite, on perd de l'humanité", mais les clés qu'il donne à notre regard suscitent l'interrogation, l'inquiétude. À lui la joie de peindre, l'huile avec volupté, à corps perdu, avec lyrisme, soit sur de petits formats, soit sur des formats allant jusqu'à se dédoubler en diptyques. Partout, l'intensité des couleurs s'oppose jusqu'au grincement, sur ces champs de vert, de rouge, ces champs d'ombre et de lumière… L'unité se construit dans cet embrasement destructeur, là où naît la richesse délirante des tons, là où jaillit cette matière vibrante, fournie de brûlants et d'ombres, là où, dans une évolution incessante, surgit la confrontation avec l'immatériel. » - Marielle Ernould-Gandouet[30]
- « Des contrastes courageux, bataille de bleus dans le noir. Trois petites pyramides comme seule traces, balises ténues bousculées par la matière. Les toiles de Patrick Lanneau reposent sur les vibrations qu'il obtient en déposant à grands gestes la peinture à l'huile. Elles conservent les traces énergiques de la brosse, sensuelles et virevoltantes, en boucles, en spirales, en ratures, en escaliers, et parfois en soleils lorsque les doigts s'en mêlent. » - Françoise Monnin[12]
- « À Tours, déjà, à l'École des beaux-arts, il a senti, il a compris, dans le calme sanctuaire de l'atelier sans voix, que la révélation viendrait de la peinture et que, guidé par elle, il saisirait ensemble la raison et le sens de son passage sur terre, qu'il rejoindrait - par elle - l'unité primordiale, là où lumière et ombre sont devenues complices, là où jours et nuits se succèdent sans heurts, là où la lumière est l'exacte réplique des ténèbres enfouies, là où, rayonnante, irradiante enfin, "cœur du monde", elle est fusion sereine de l'esprit et du corps. Depuis, Lanneau avance tout à tour angoissé, malhabile, maladroit, exténué et tranquille. Il va vers ce point lumineux, cette étoile du berger, cette Véga aux cinq branches, cette Altaïr mythique. Il l'imagine si proche, il en a la vision et il la peint, jaune, de ce jaune affolant et sublime. Lumière pure, éclair de vérité, présence, épiphanie, blés couchés aux vents du trop tragigue Van Gogh. Comme lui, il aime les tourbillons, les dépressions soudaines, les couleurs empâtées, malaxées; aspirées - opacités des mauves, flamboyance des rouges, phosphorescence des jaunes, intensité des bleus, sortilège des verts - qui sont tempête de l'âme et chant de l'intuition. » - Isabel Haddad[33]

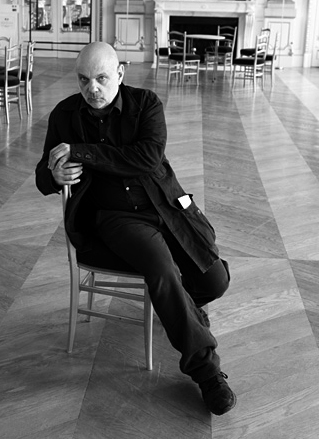
Alin Avila

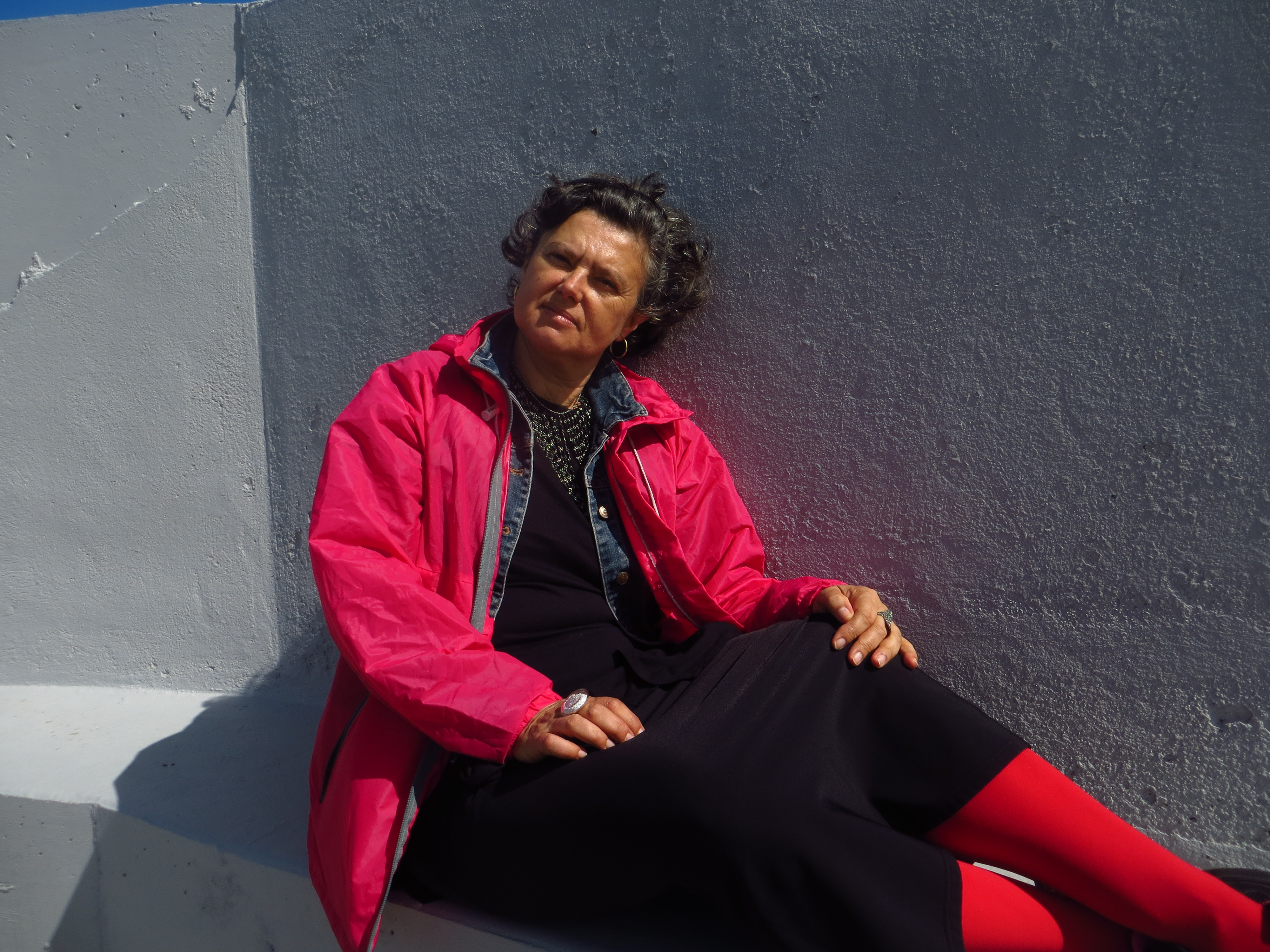
Sophie Braganti

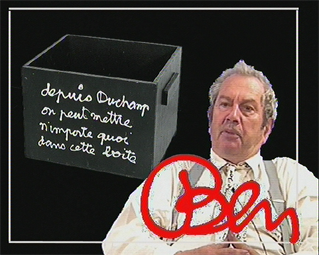
Ben

- « Elle vous réveillera, cette peinture. Ni hâtive, ni hurlante, elle sonne haut. Gare aux regard timorés. Ces signes simples, ces couleurs pures ne nous conduisent qu'à la mémoire d'eux-mêmes enfouie en nous. La gêne que produit l'œuvre de Patrick Lanneau tient à ce que sans détour, il va, sans souci du goût, au centre brûlant de la peinture. Un lieu où la couleur et le signe ne sont pas faits pour les délices de l'œil, mais simplement l'endroit où là-bas s'appréhende irrationnellement la part maudite qui nous fonde. Et cette part est donnée en partage à qui veut bien en accepter l'aveuglement. » - Alin Avila[4]
- « Dans sa peinture polychrome qui s'inscrit dans le temps et la durée, le paysage n'est pas la nature, mais une nature. Toniques, les énergies se fondent dans une peinture sans matière, car la matière est cette alchimie des lumières qui dessinent des plans perturbants, des assises instables. La force de Lanneau, homme et peinture, sa grande force, sa marche sans emphase ni lyrisme, c'est la grâce. Il peint la grâce. Il peint le poids d'atteindre, au bout de cinquante années de recherches et de pratiques incessantes, cette petite lumière de l'œil et du regard qui rend légère la longue route et ses tourments. Rien ne l'aura détourné de son essence, sens propre et figuré, si solitaire, si personnelle, jusqu'à disparaître, faire disparaître, dans la peinture, la figure de l'humain. L'humain s'efface dans le geste, la trace qui proposent un nouvel espace mental. Faire ordre du désordre. » - Sophie Braganti[4]
- « Des créatures irréelles, des paysages fantastiques dans une lumière style coucher-de-soleil-de-carte-postale agrémentés de figures antiques. Une insistante décoration qui frise parfois le kitsch chez ce jeune artiste qui est un des espoirs de la peinture française actuelle. » - Gérald Schurr[59]
- « Des ténèbres jaillit la lumière : aux bleus nuit, aux noirs profonds répondent des jaunes éclatants, des rouges purs. De la couleur, de la matière, émergent des formes fugitives nées dans l'instant, des impressions fugaces, des signes mystérieux. Telle est l'œuvre tumultueuse et violente de Lanneau, qui nous fait plonger au cœur de la profondeur. » - Dictionnaire Bénézit[2]
- « Enfin du paysage qui apporte du nouveau… Le génie de Lanneau, c'est que le temps, les modes changent ; Lanneau reste le même… » - Ben[60]

## Collections publiques

### Belgique
- Musée du petit format, Nismes.

### France
- Artothèque d'Arles.
- Conseil général du Nord-Pas-de-Calais, Arras.
- Fonds régional d'art contemporain des Pays de la Loire, Carquefou.
- Centre international d'art contemporain du château de Carros[55].
- Artothèque de Centre régional de documentation pédagogique de l'Académie de Créteil.
- Musée de l'hospice Saint-Roch, Issoudun, Sans titre (portique), huile sur toile 97x130cm, 1981[61].
- Artothèque de l'espace Jacques-Prévert, Mers-les-Bains, peinture sur papier 30x40cm.
- Artothèque de Miramas.
- Musée d'Art moderne et d'Art contemporain de Nice :
  - Sans titre, huile sur toile 86,8x117cm, 1982[2],[62] ;
  - Sans titre, huile sur toiles, ddiptyque 211x360cm, 1982[46],[63].
- Fonds régional d'art contemporain du Centre-Val de Loire, Orléans :
  - N°6, huile sur toile 220x220cm, 1984[64];
  - N°7, huile sur toile 130x130cm, 1984[65].
- Département des estampes et de la photographie de la Bibliothèque nationale de France, Paris, sérigraphie en couleurs pour l'album Color coloris, Rébus éditions, Avignon, 1983, l'un des 150 exemplaires[42].
- Musée d'Art moderne de la ville de Paris, Sans titre, acrylique sur toile 214x171cm, série Portiques - Retour d'Afrique, vers 1981[66].
- Fonds national d'art contemporain, Puteaux, dont dépôt :
  - Sans titre, huile sur toile 81x96,5cm, 1980, dépôt en Préfecture de Paris et d'Île-de-France, Paris[67].
- Bibliothèque municipale de Saint-Quentin.
- Musée d'Art de Toulon.

### Lettonie
- Musée national des arts de Lettonie, Riga.

### Pays-Bas
- Musée Boijmans Van Beuningen, Rotterdam.

### Suisse
- Ville de Cologny.

## Collections privées

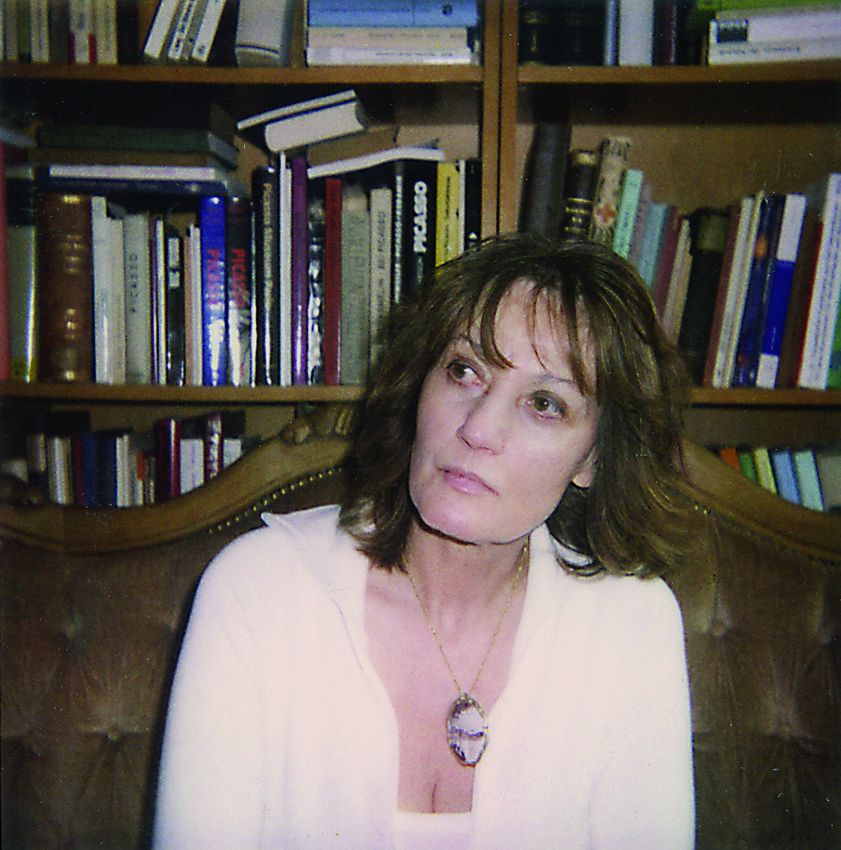
Christa Murken

### Allemagne
- Axel (de) et Christa Murken (de)[43].

### France
- Société Badoit[4].
- Banque nationale de Paris[4].
- Ben[68].

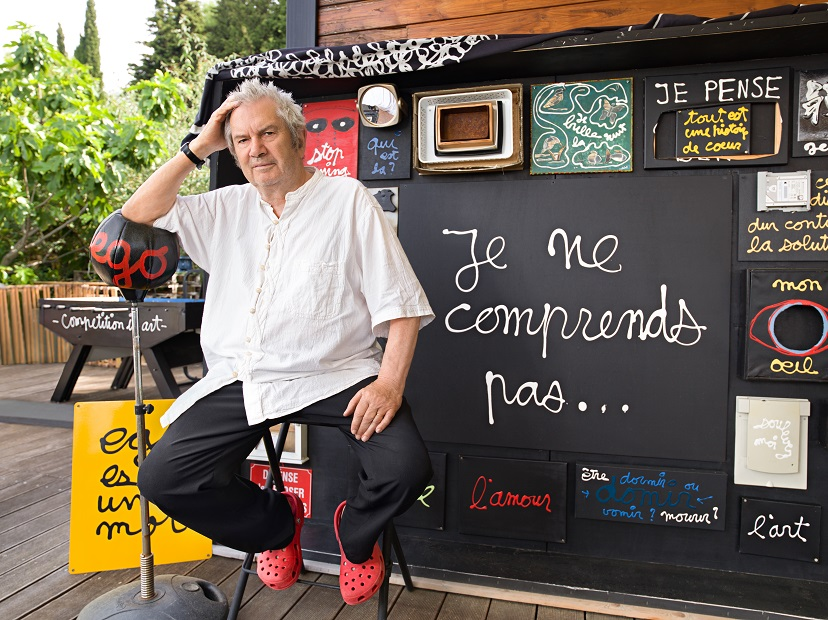
Ben

- Ferme du Pin dite « Le Pin perdu » (ancienne propriété de Max Ernst et Dorothea Tanning), Huismes[56].
- Fondation Cartier pour l'art contemporain, Paris.
- Hélène Jourdan-Gassin, Nice, Sans titre, huile sur toile 177x248cm, œuvre déposée et exposée à l'hôpital Pasteur 2 du C.H.U. de Nice[3],[45],[69].
- Mireille et Patrice Kreitmann, Saint-Laurent-du-Var.
- Anne Roger, Nice[70].
- Télérama[4].

### Luxembourg
- Karl-Heinz Neunreither, Oberanven.

### Radiophonie
- Valérie Bertrand, interview de Pierre Lanneau à propos de son exposition à la Maison des Arts de Créteil, émission de Pierre Descargues Les arts et les gens, France Culture, 3 décembre 1990.